# Lịch sử Áo
Lịch sử Áo là lịch sử của nước Áo ngày nay và các quốc gia tiền thân của nó từ đầu thời kỳ đồ đá cho đến nay. Tên Ostarrîchi (Áo) đã được sử dụng từ năm 996 sau Công nguyên khi nó vẫn còn là một phần của công quốc Bayern. Từ năm 1156, Áo là một công quốc độc lập (sau này là Đại Công quốc) của Đế quốc La Mã Thần thánh (Heiliges Römisches Reich 962–1806) .
Áo được cai trị bởi nhà Habsburg và nhà Habsburg-Lothringen (Haus Österreich) từ năm 1273 đến năm 1918. Năm 1808, khi Hoàng đế Franz II giải thể Đế quốc La Mã Thần thánh, Áo trở thành Đế quốc Áo và cũng là một phần của Bang liên Đức cho đến Chiến tranh Áo-Phổ năm 1866. Năm 1867, Áo thành lập chế độ quân chủ kép với Hungary: Đế quốc Áo-Hung (1867–1918). Khi đế chế này sụp đổ sau khi Chiến tranh thế giới thứ nhất kết thúc vào năm 1918, Áo được thu nhỏ thành các khu vực chính chủ yếu nói tiếng Đức của đế quốc (biên giới hiện tại của nó) và lấy tên là Cộng hòa Áo-Đức. Tuy nhiên, liên minh với Đức và tên quốc gia Cộng hòa Áo-Đức đã bị quân Đồng minh cấm theo Hiệp ước Versailles, dẫn đến việc thành lập Đệ nhất Cộng hòa Áo (1919-1933).
Sau thời Đệ nhất Cộng hòa, Chủ nghĩa Phát xít Áo ra đời đã cố gắng giữ cho Áo độc lập khỏi quốc gia dân tộc Đức. Engelbert Dollfuss chấp nhận rằng hầu hết người Áo là người Đức và người Áo nhưng muốn Áo vẫn độc lập với Đức. Năm 1938, Adolf Hitler gốc Áo sát nhập Áo vào lãnh thổ Đức qua Anschluss và được đa số dân Áo ủng hộ. Mười năm sau Chiến tranh thế giới thứ hai, Áo một lần nữa trở thành một nước cộng hòa độc lập với tên gọi Đệ nhị Cộng hòa Áo vào năm 1955.
Áo gia nhập Liên minh Châu Âu năm 1995.

## Thời tiền sử và cổ đại

### Thời đại đồ đá cũ

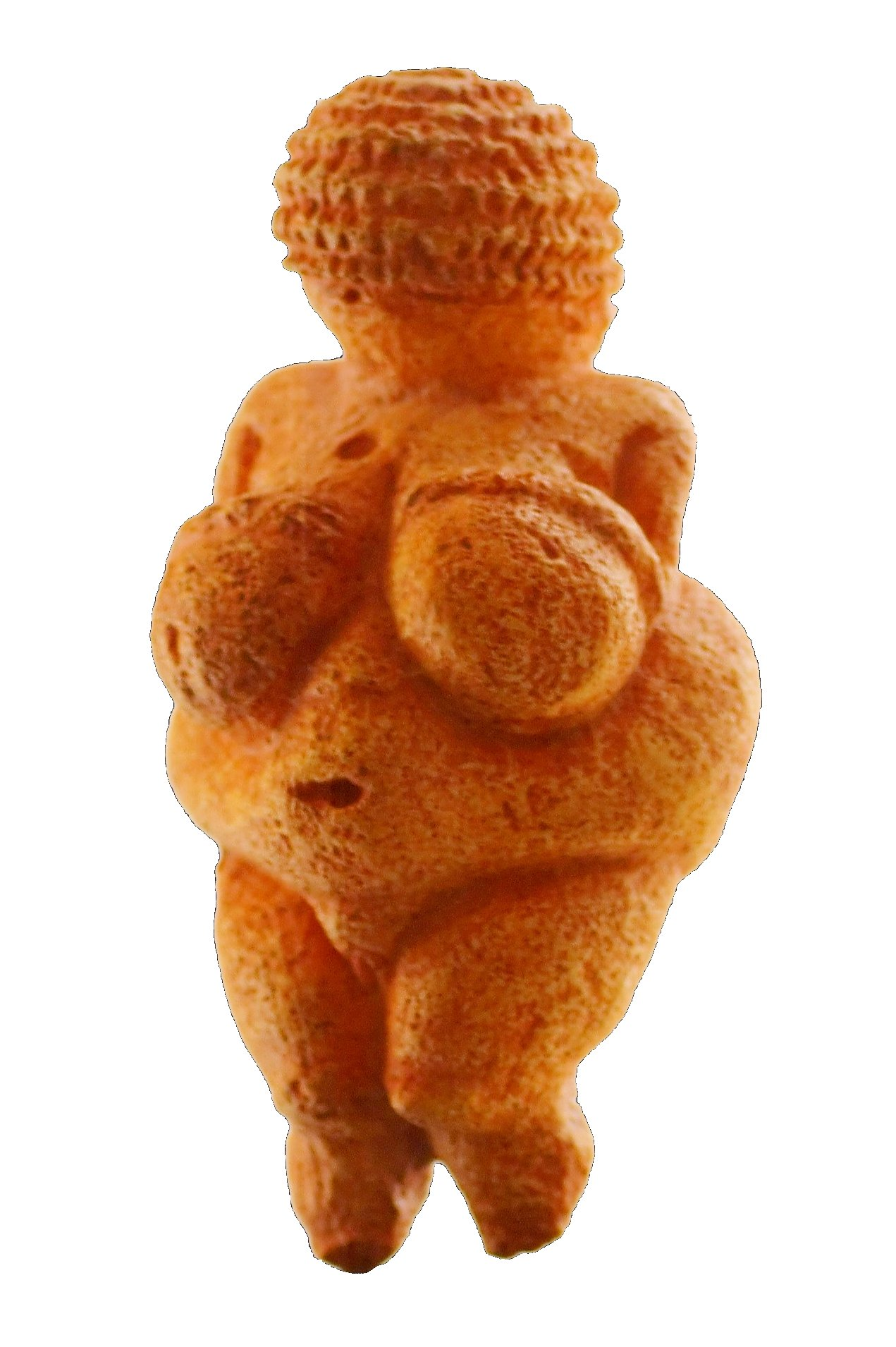
Vệ nữ Willendorf có niên đại khoảng 25.000 năm trước Công nguyên, hiện được bảo quản ở Bảo tàng Naturhistorisches, Vienna.

Dãy Alps không thể tiếp cận được vào Kỷ Băng hà nên con người không thể cư ngụ ở đây cho đến thời kỳ đồ đá cũ giữa, thời kỳ của người Neanderthal. Những dấu vết lâu đời nhất về sự cư trú của con người ở Áo là từ hơn 250.000 năm trước, được tìm thấy trong hang động Repolust tại Badl, gần Peggau thuộc quận Graz-Umgebung ở Steiermark. Dấu vết bao gồm các công cụ bằng đá, bằng xương và mảnh gốm cùng với hài cốt của động vật có vú. Một số hiện vật 70.000 năm tuổi được tìm thấy trong hang Gudenus ở tây bắc Hạ Áo.
Những di tích thời kỳ đồ đá cũ muộn xuất hiện nhiều hơn ở Hạ Áo. Những di chỉ được biết đến nhiều nhất là ở vùng Wachau, gồm các di chỉ của hai tác phẩm nghệ thuật lâu đời nhất ở Áo. Đây là các tượng Vệ nữ Galgenberg được tìm thấy gần Stratzing có niên đại 32.000 năm tuổi và Vệ nữ Willendorf gần đó (26.000 năm tuổi) được tìm thấy tại Willendorf, gần Krems an der Donau. Năm 2005, cũng trong khu vực này, một khu chôn cất trẻ sơ sinh đôi được phát hiện tại Krems-Wachtberg, có niên đại từ văn hóa Gravette (27.000 tuổi). Đây là ngôi mộ cổ nhất được tìm thấy ở Áo cho đến nay.

### Thời đại đồ đá giữa
Di tích thời kỳ đồ đá giữa bao gồm các hang đá (abris) ở hồ Constance và Thung lũng sông Rhein vùng Alp, một địa điểm mai táng tại Elsbethen và một số địa điểm khác với các hiện vật đồ đá nhỏ thể hiện sự chuyển đổi từ cuộc sống săn bắn hái lượm sang cuộc sống nông dân và chủ trang trại ít di chuyển.

### Thời đại đồ đá mới
Trong thời kỳ đồ đá mới, hầu hết các khu vực ở Áo có thể sản xuất nông nghiệp và có thể định cư. Những di chỉ còn lại bao gồm văn hóa gốm Linear, một trong những nền văn hóa nông nghiệp đầu tiên ở châu Âu. Khu dân cư nông thôn đầu tiên được ghi nhận ở thời này là ở Brunn am Gebirge, Mödling. Di tích công nghiệp đầu tiên của Áo là mỏ chert ở Mauer-Antonshöhe ở Mauer gần quận Liesing phía nam Vienna có từ thời kỳ này. Trong văn hóa Lengyel, sau Văn hóa gốm Linear ở Hạ Áo, hào tròn được xây dựng.

### Thời đại đồ đồng đá
Dấu vết của thời đại đồ đồng đá (thời đại Chalcolithic) ở Áo đã được xác định ở nơi chôn giấu kho báu Stollhof thuộc lòng chảo Karpat, Hohe Wand, Hạ Áo. Các khu định cư trên đỉnh đồi từ thời đại này phổ biến ở miền đông nước Áo. Trong thời gian này, cư dân đã tìm kiếm và phát triển nguồn nguyên liệu thô ở khu vực trung tâm vùng Alp. Phát hiện khảo cổ quan trọng nhất là Người băng Ötzi, một xác ướp được bảo quản tốt của một người đàn ông bị đóng băng trên dãy Alps có niên đại khoảng 3.300 năm trước Công nguyên dù những phát hiện này hiện nay thuộc Ý gần biên giới Áo. Nhóm Mondsee, đại diện bởi những ngôi nhà sàn ở các hồ trong vùng Alp.

### Thời đại đồ đồng
Vào đầu thời đại đồ đồng, các công sự đã xuất hiện để bảo vệ các trung tâm thương mại khai thác, chế biến và buôn bán đồng và thiếc. Nền văn hóa hưng thịnh này được phản ánh trong các hiện vật trong mộ tại Pitten ở Nußdorf ob der Traisen, Hạ Áo. Vào cuối thời đại đồ đồng đã xuất hiện nền văn hóa Urnfield, trong đó, việc khai thác muối mỏ bắt đầu ở các mỏ muối phía bắc Hallstatt.

### Thời đại đồ sắt

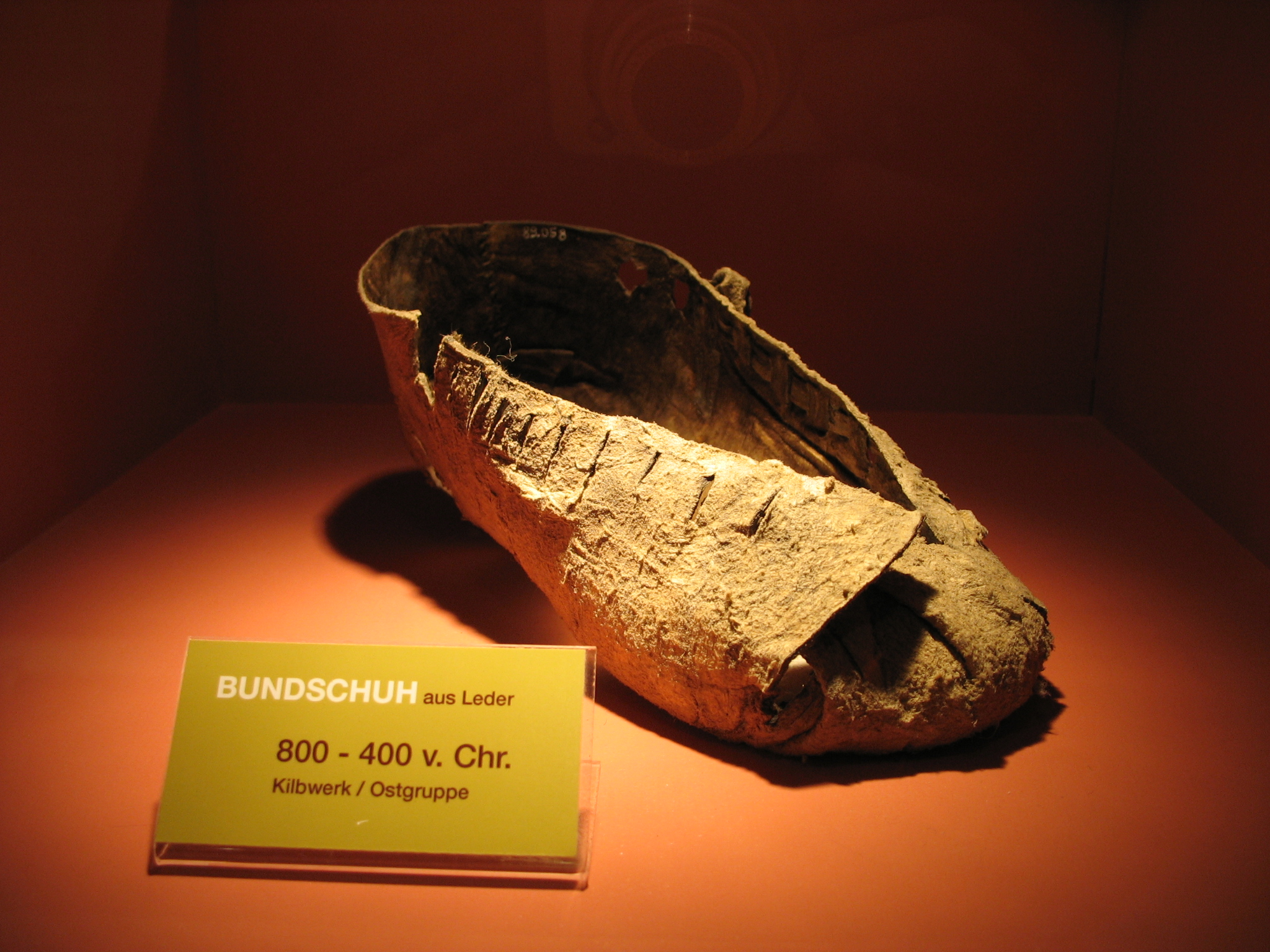
Giày da từ văn hóa Hallstatt, 800–400 trước Công nguyên.

Thời đại đồ sắt ở Áo được đại diện bởi văn hóa Hallstatt kế tục văn hóa Urnfield, chịu ảnh hưởng từ các nền văn minh Địa Trung Hải và các dân tộc thảo nguyên. Thời kỳ này dần dần chuyển thành văn hóa La Tène của người Celt.

#### Văn hóa Hallstatt

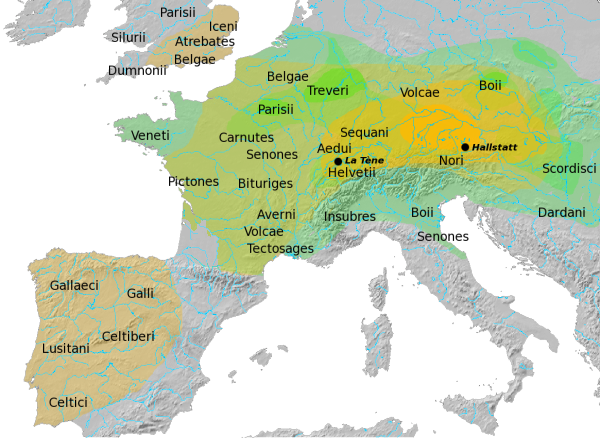
Hallstatt (800 TCN: vàng đậm; 500 TCN: vàng nhạt) và La Tène (450 TCN: xanh lục đậm; 50 TCN xanh nhạt)

Văn hóa Hallstatt đầu thời kỳ đồ sắt được đặt theo tên một di tích điển hình ở Thượng Áo. Văn hóa này thường được mô tả theo hai khu vực, phía Tây và phía Đông, chảy qua các sông Enns, Ybbs và Inn. Khu vực Tây Hallstatt tiếp xúc với người Hy Lạp thuộc địa trên bờ biển Liguria. Trên dãy Alps, các mối liên hệ với người Etrusca và các vùng ảnh hưởng của Hy Lạp ở Ý vẫn được duy trì. Phía Đông Hallstatt có liên kết chặt chẽ với các dân tộc thảo nguyên đã đi qua lòng chảo Karpat từ thảo nguyên phía nam nước Nga.
Dân Hallstatt trở nên giàu có nhờ khai thác muối. Nhập khẩu hàng hóa xa xỉ trải dài từ vùng biển phía Bắc và Baltic đến châu Phi đã được phát hiện tại nghĩa trang ở Hallstatt. Hiên vật lâu đời nhất về ngành sản xuất rượu của Áo được phát hiện ở Zagersdorf, Burgenland trong một ụ mộ. Xe thờ Strettweg, Steiermark là bằng chứng về đời sống tôn giáo đương thời.

#### Văn hóa La Tène (người Celt)
Sau thời đại đồ sắt, văn hóa La Tène của người Celt đã lan sang Áo. Nền văn hóa này đã hình thành nên các bộ lạc và các tên địa danh địa phương đầu tiên được ghi nhận (Taurisci, Ambidravi, Ambisontes). Ngoài các bộ lạc ở Noricum (thế kỷ 2 đến khoảng 15 TCN)) còn có một liên minh của các bộ lạc người Celt vùng Alps (theo ghi nhận là mười hai bộ lạc) dưới sự lãnh đạo của Norici. Nó được giới hạn ở phía nam và phía đông nước Áo ngày nay và một phần của Slovenia. Phía tây nơi người Rhaeti định cư.
Dürrnberg và Hallein (Salzburg) là các khu định cư khai thác muối của người Celt. Ở phía đông Steiermark và Burgenland (ở Oberpullendorf), quặng sắt chất lượng cao được khai thác và xử lý rồi xuất khẩu sang La Mã dưới dạng ferrum noricum (sắt noricum). Điều này dẫn đến việc hình thành của một tiền đồn thương mại của người La Mã ở Magdalensberg vào đầu thế kỷ 1 TCN, sau đó được thay thế bởi thị trấn Virunum của La Mã. Các khu định cư kiên cố trên đỉnh đồi (oppida) như Kulm (đông Steiermark), Idunum (ngày nay là Villach), Burg (Schwarzenbach) và Braunsberg (Hainburg) là trung tâm của đời sống cộng đồng. Một số thành phố như Linz (Lentos) cũng có từ thời kỳ này.

### Thời La Mã

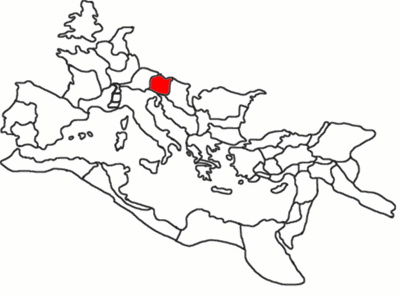
Tỉnh Noricum trong Đế chế La Mã.

Mặc dù Noricum và La Mã đã từng là đối tác thương mại tích cực và đã hình thành các liên minh quân sự. Vào khoảng năm 15 trước Công nguyên, phần lớn những gì chúng ta biết đến bây giờ là Áo đã bị sát nhập vào Đế chế La Mã, mở đầu 500 năm "Áo thuộc La Mã" (như đã biết vào thế kỷ 19). Noricum trở thành một tỉnh của Đế chế La Mã.
Dưới thời trị vì của Hoàng đế Claudius (41–54 SCN), tỉnh Noricum có ranh giới ở phía bắc sông Danube, phía đông bắc là rừng Vienna và phía đông gần trùng với biên giới phía đông hiện tại của Steiermark còn ở phía đông nam-nam giáp sông Eisack và sông Drau. Dưới thời Diocletianus (284–305), tỉnh này bị chia cắt dọc theo các rặng núi Alps chính thành phía bắc (Noricum ninense) và phía nam (Noricum Địa Trung Hải). Qua Ziller ở phía tây (tương ứng với các tỉnh Vorarlberg và Tyrol hiện nay) là tỉnh Rhaetia, hợp nhất với lãnh thổ trước đây của Vindelicia. Ở phía đông là Pannonia, bao gồm cả vùng ngày nay là Burgenland. Phía nam là Vùng 10, Venetia et Histria. Sông Danube hình thành nên Biên thành Danube (Biên thành Danubii), một tuyến phòng thủ ngăn cách Thượng và Hạ Áo với các bộ lạc Đức Marcomanni và Quadi.
Người La Mã đã xây dựng nhiều thành phố vẫn tồn tại đến ngày nay như Vindobona (Vienna), Juvavum (Salzburg), Valdidena (Innsbruck) và Brigantium (Bregenz). Các thị trấn quan trọng khác là Virunum (phía bắc Klagenfurt hiện nay), Teurnia (gần Spittal) và Lauriacum (Enns). Các địa điểm khảo cổ quan trọng từ thời La Mã bao gồm Großklein (Steiermark) và Zollfeld (Magdalensberg).
Cơ đốc giáo xuất hiện ở Áo vào thế kỷ thứ 2 sau Công nguyên, tổ chức Giáo hội phát triển từ thế kỷ thứ 4 sau Công nguyên. Sau sự xuất hiện của người Baiuvarii, Áo trở thành đối tượng của các nỗ lực truyền giáo, chẳng hạn như Rupert và Virgil của sứ mệnh truyền giáo Hiberno-người Scotland.

### Thời đại di cư

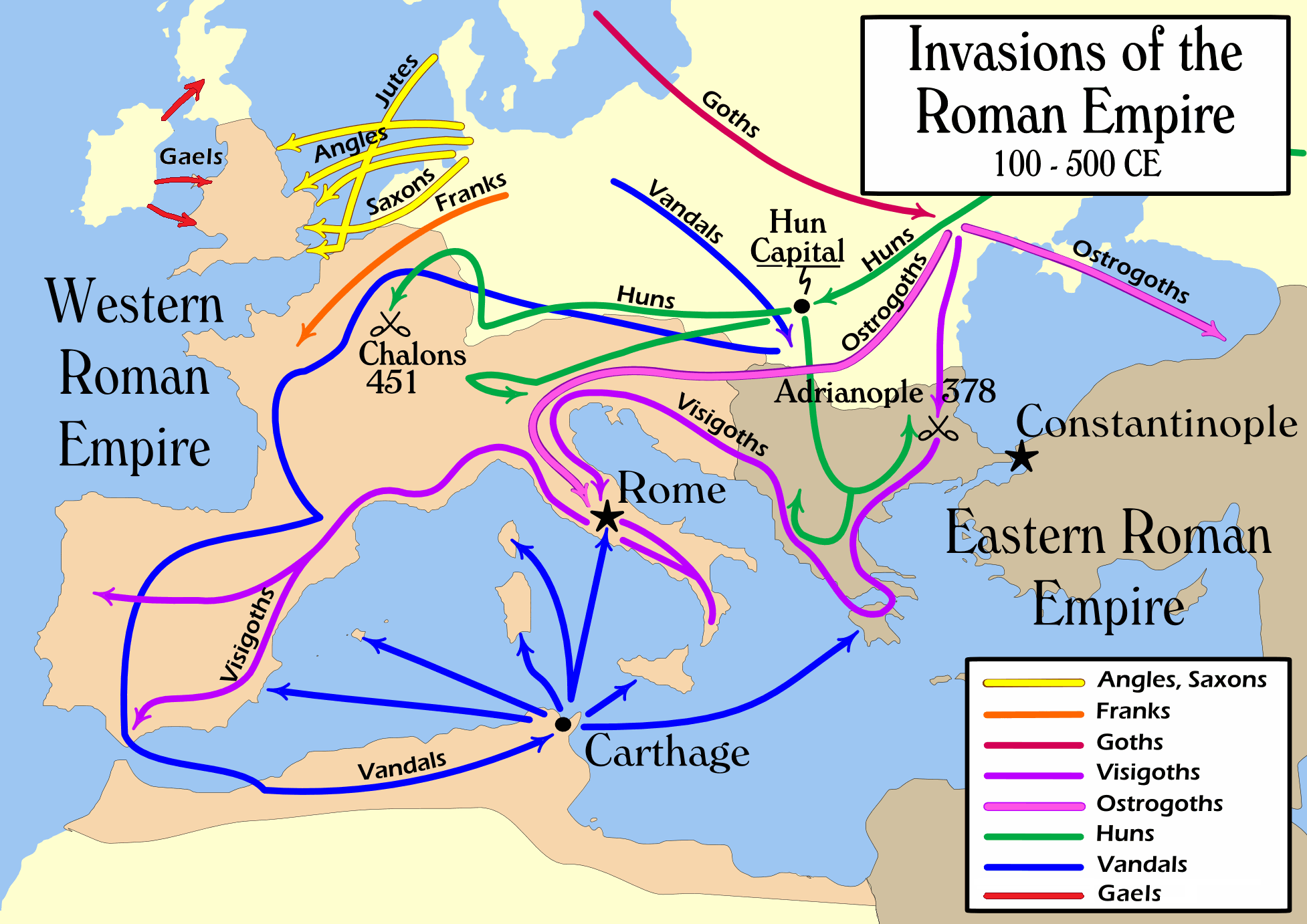
Lộ trình của các cuộc xâm lược của người man rợ, 100–500 sau Công nguyên.

#### Giai đoạn đầu: người Goth, 300–500 sau Công nguyên
Cuộc Đại di cư (Völkerwanderung) đã đánh dấu sự suy giảm quyền lực của La Mã ở Áo. Trong Giai đoạn đầu (300–500 SCN), Đế chế La Mã ngày càng bị quấy rối bởi các bộ tộc Đức như người Goth và người Vandal từ thế kỷ V. Khi kết cấu của Đế chế La Mã sụp đổ, khả năng tự vệ của Raetia, Noricum và Pannonia ngày càng trở nên khó khăn. Radagaisus chiếm lĩnh một phần La Mã vào năm 405. (Géza Alföldy trang 213–4). Sau một số cuộc đột kích vào đất Ý, người Visigoth dưới quyền của Alaric I đến đây vào năm 408.
Theo mô tả của Zosimus, Alaric xuất phát từ Emona (Ljubljana ngày nay) nằm giữa Thượng Pannonia và Noricum, vượt núi Carnic thuộc dãy Alps để đến Virunum ở Noricum sau khi được tướng La Mã Stilicho chấp thuận sau một số cuộc giao tranh giữa hai người. Alaric đã được Thượng viện La Mã trả một số tiền lớn để cầu hòa theo sự xúi giục của Stilicho. Từ đó, ông chỉ đạo các chiến dịch đánh Ý, chiếm Noricum cùng một số lãnh thổ khác, cuối cùng cướp phá thành Roma vào năm 410 nhưng chết trên đường về nhà cùng năm đó.
Người Visigoth cuối cùng đã sống ở đây trong một thời gian ngắn ổn định ngoài những xáo trộn trong nước vào năm 431. (Alföldy trang 214). Năm 451, người Hung đến và vào năm 433, Pannonia phải sơ tán dưới các cuộc tấn công của người Hung. Sau cái chết của Attila vào năm 453, người Ostrogoth phân chia đế chế Hung của ông ta. Nhiều bộ lạc trước đây thuộc đế chế Hung nay bắt đầu định cư dọc theo lòng chảo sông Danube và khẳng định nền độc lập của họ. Trong số này có người Rugii, những người đã thành lập vùng đất của riêng họ (Rugiland) trên sông Danube và bắt đầu áp đặt ý chí của họ lên Noricum.
Từ năm 472, người Ostrogoth và người Alamanni xâm lược khu vực này nhưng không khuất phục được nó. Ngay cả sau khi Odoacer lật đổ Hoàng đế Tây La Mã cuối cùng vào năm 476, vẫn còn tàn tích của chính quyền La Mã ở các tỉnh trước sự sụp đổ cuối cùng của Hậu Cổ đại ở khu vực này (xem Severinus của Noricum và Flaccitheus). Noricum cuối cùng bị bỏ hoang vào năm 488, trong khi Raetia bị La Mã bỏ lại cho người Alamanni.
Các thị trấn và nhà bị bỏ hoang và bị tàn phá dần rơi vào tình trạng lộn xộn trong thế kỷ 4 và 5. Đến năm 493, khu vực này là một phần lãnh thổ của vua Ostrogoth Theodoricus Cả và không còn ảnh hưởng của La Mã. Sự sụp đổ của đế chế Ostrogoth bắt đầu sau cái chết của ông vào năm 526.

#### Giai đoạn thứ hai: người Slav và Bayern, 500–700 sau Công nguyên
Trong giai đoạn thứ hai của Thời đại di cư (500–700 sau Công nguyên), Langobardii (người Lombard) xuất hiện một thời gian ngắn ngủi ở các vùng phía bắc và phía đông vào khoảng năm 500 sau Công nguyên nhưng đã bị người Avar xua đuổi đến phía nam vào miền bắc nước Ý vào năm 567. Người Avar và những người Slav chư hầu của họ đã tự lập từ biển Baltic đến Balkan. Sau khi người Avar thất bại ở phía đông vào năm 626, người Slav đã nổi dậy thành lập lãnh thổ riêng. Người Slav vùng Alps (Carantanii) đã bầu một người Bayern là Odilo làm bá tước của họ và chống lại sự chinh phục của người Avar.
Bộ lạc Slav của người Quarantani di cư về phía tây dọc theo sông Drava vào Đông Alps sau sự bành trướng của các lãnh chúa Avar trong thế kỷ thứ 7, trộn lẫn với dân Celto-Romanic và thành lập vương quốc Carantania (sau này là Kärnten), bao phủ phần lớn lãnh thổ phía đông và trung tâm Áo và là nhà nước của người Slav độc lập đầu tiên ở châu Âu, trung tâm quyền lực nằm ở Zollfeld. Cùng với dân bản địa, họ có thể chống lại sự xâm lấn sâu hơn của người Frank và người Avar lân cận ở đông nam Alps.
Trong khi đó, bộ lạc Đức của người Bavarii (người Bayern), một chư hầu của người Frank đã phát triển vào thế kỷ thứ 5 và thứ 6 ở phía tây của đất nước và ở nơi ngày nay là Bayern, trong khi đó, vùng đất ngày nay là Vorarlberg đã được định cư bởi người Alemani. Ở vùng núi cao phía bắc, người Bayern đã thành lập một công quốc bộ lạc vào khoảng năm 550 sau Công nguyên dưới sự cai trị của gia tộc Agilolfing cho đến năm 788 như một tiền đồn phía đông của Đế quốc Francia. Vào thời điểm đó, các vùng đất do người Bayern chiếm đóng mở rộng về phía nam đến Nam Tyrol hiện nay và phía đông đến sông Enns. Trung tâm hành chính ở Regensburg. Những nhóm này đã trộn lẫn với người Rhaeto-Romanic và sống đến tận vùng núi dọc thung lũng Puster.
Ở phía nam nước Áo ngày nay, các bộ lạc Slav đã định cư tại các thung lũng sông Drava (sông Drau trong tiếng Đức), Mura và Save vào năm 600 sau Công nguyên. Sự di cư của người Slav về phía tây đã ngăn chặn sự di cư của người Bayern về phía đông vào năm 610. Sự mở rộng lớn nhất về phía tây của họ đã đạt được vào năm 650 tại thung lũng Puster (Pustertal) nhưng dần dần lui trở lại sông Enns vào năm 780. Ranh giới định cư giữa người Slav và người Bayern tương ứng với một đường từ Freistadt qua Linz, Salzburg (Lungau) đến Đông Tyrol (Lesachtal), người Avar và người Slav chiếm đóng miền đông Áo và Čechy (Bohemia) ngày nay.
Dưới áp lực của người Avar, Carantania đã trở thành một nước chư hầu của Bayern vào năm 745 và sau đó được sáp nhập vào đế chế Carolus, trở thành một phiên hầu quốc bộ lạc đầu tiên dưới thời các công tước người Slav. Sau cuộc nổi dậy thất bại của Ljudevit Posavski vào đầu thế kỷ thứ 9, Carantania nằm dưới sự cai trị bởi các quý tộc người Frank được bổ nhiệm. Trong những thế kỷ tiếp theo, những người định cư ở Bayern đã đi dọc theo sông Danube và lên dãy Alps, một quá trình mà qua đó biến Áo trở thành quốc gia chủ yếu nói tiếng Đức như ngày nay. Chỉ ở miền nam Kärnten, cộng đồng người Slav còn duy trì ngôn ngữ và bản sắc của mình cho đến đầu thế kỷ 20 khi một quá trình đồng hóa biến họ thành nhóm thiểu số.

## Thời Trung cổ

### Sơ kỳ Trung cổ: Công quốc Bayern (thế kỷ VIII - X)

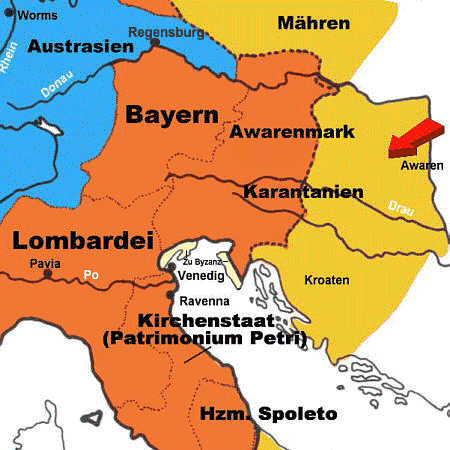
Huyện biên giới Avar (Awarenmark) ở phía đông Bayern nằm giữa sông Danube và sông Drava
Austrasia thuộc Francia năm 774
Lombard và Bayern, lãnh thổ được Charlemagne hợp nhất năm 788
Các nước phụ thuộc

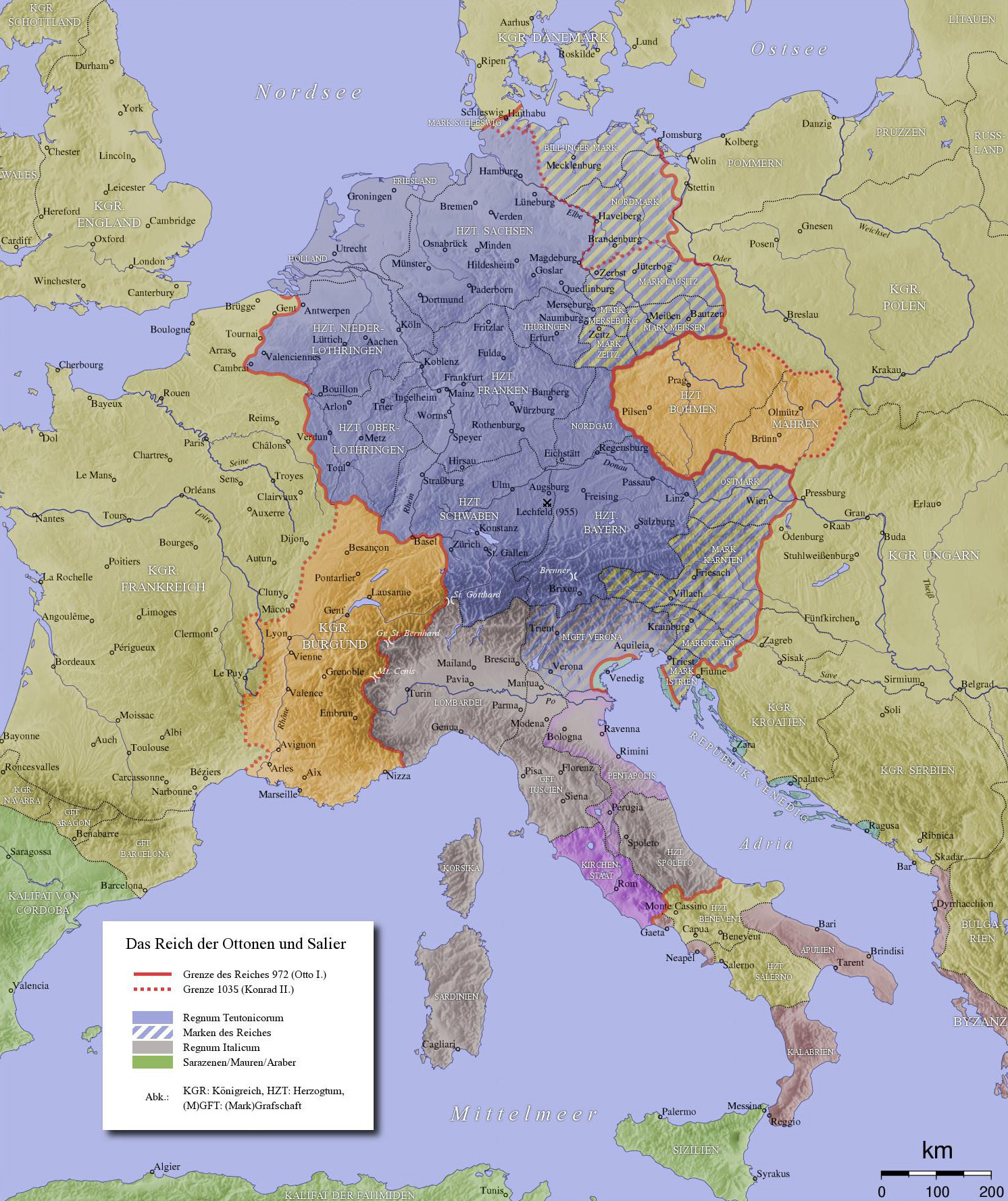
Đế chế La Mã Thần thánh vào thế kỷ 10 với các huyện biên giới của Bayern gồm cả Kärnten.

Dù giành được độc lập tạm thời vào năm 717 sau Công nguyên, mối quan hệ của người Bayern với người Frank thay đổi và Bayern bị khuất phục bởi Charles Martel. Cuối cùng, Charlemagne (là Hoàng đế từ 800–814) phế truất công tước cuối cùng của gia tộc Agilolfing là Tassilo III. Nhà Carolus nắm quyền kiểm soát trực tiếp vào năm 788 sau Công nguyên. Từ đó, các vị vua Bayern không còn được kế vị. Charlemagne sau đó đã lãnh đạo người Frank và người Bayern chống lại người Avar ở phía đông vào năm 791 để rồi đến năm 803, người Avar đã lùi về phía đông sông Fischa và sông Leitha. Những cuộc chinh phạt này cho phép thiết lập một hệ thống huyện biên giới phòng thủ (biên giới quân sự) từ sông Danube đến Adriatic. Vào khoảng năm 800 sau Công nguyên, Österreich hay "Vương quốc phía Đông" được sáp nhập vào Đế chế La Mã Thần thánh.
Trong số các huyện biên giới phía đông, huyện biên giới Avar (Awarenmark) gần tương ứng với vùng Hạ Áo ngày nay, giáp với các sông Enns, Raab và Drava, phía nam là huyện biên giới Kärnten. Cả hai huyện biên giới được gọi chung là Marcha orientalis (huyện biên giới phía Đông), một quận của Công quốc Bayern. Năm 805, người Avar, đứng đầu là Khả hãn Avar với sự cho phép của Charlemagne đã định cư từ phía đông nam Vienna.
Mối đe dọa mới xuất hiện vào năm 862 khi người Hungary sau khi bị đẩy khỏi các lãnh thổ ở phía đông bởi các lực lượng vượt trội hơn. Đến năm 896, người Hungary sinh sống tập trung ở Đồng bằng Hungary. Từ đó, họ đánh phá các vùng của người Frank. Họ đã đánh bại người Morava và đã đánh bại người Bayern trong trận Pressburg vào năm 907 và đến năm 909, họ đã tràn ngập các huyện biên giới buộc người Frank và người Bayern lui trở lại sông Enns.
Bayern trở thành một Phiên hầu quốc dưới thời Engeldeo (890–895) và được tái lập thành Công quốc dưới thời Arnulf Xấu xa (907–937), người đã hợp nhất nó với Công quốc Kärnten và chiếm hầu hết các vùng phía đông dãy Alps nhưng chỉ giữ được trong một thời gian ngắn. Con trai ông là Eberhard (937–938) đã xung đột với Vua Đức Otto I (Otto Đại đế). Otto sau đó đã phế truất ông. Công tước tiếp theo là Heinrich I (947–955), là anh trai của Otto. Năm 955, Otto I đã thành công trong việc đẩy lùi quân Hungary trong trận Lechfeld, bắt đầu một quá trình tái chiếm từ từ các vùng đất phía đông như Istria và Krain (tiếng Ý: Carniola).
Dưới thời trị vì của con trai Heinrich là Heinrich II (Người đưa thư) (955–976), Otto trở thành Hoàng đế La Mã Thần thánh đầu tiên (962) và Bayern trở thành một công quốc của Đế chế La Mã Thần thánh. Otto I tái thiết lập huyện biên giới phía đông và được kế vị bởi Otto II vào năm 967 và xung đột với Heinrich, người mà ông đã phế truất, tổ chức lại các công quốc của đế chế của mình.
Otto đã thu hẹp đáng kể Bayern, tái lập Kärnten ở phía nam. Ở phía đông, ông thành lập một huyện biên giới Đông Bayern mới mà sau đó được gọi là Áo dưới thời của Leopold (Luitpold), bá tước nhà Babenberg vào năm 976. Leopold I, còn được gọi là Leopold Vinh quang (Luitpold der Erlauchte) cai trị Áo từ năm 976–994.

### Triều đại nhà Babenberg

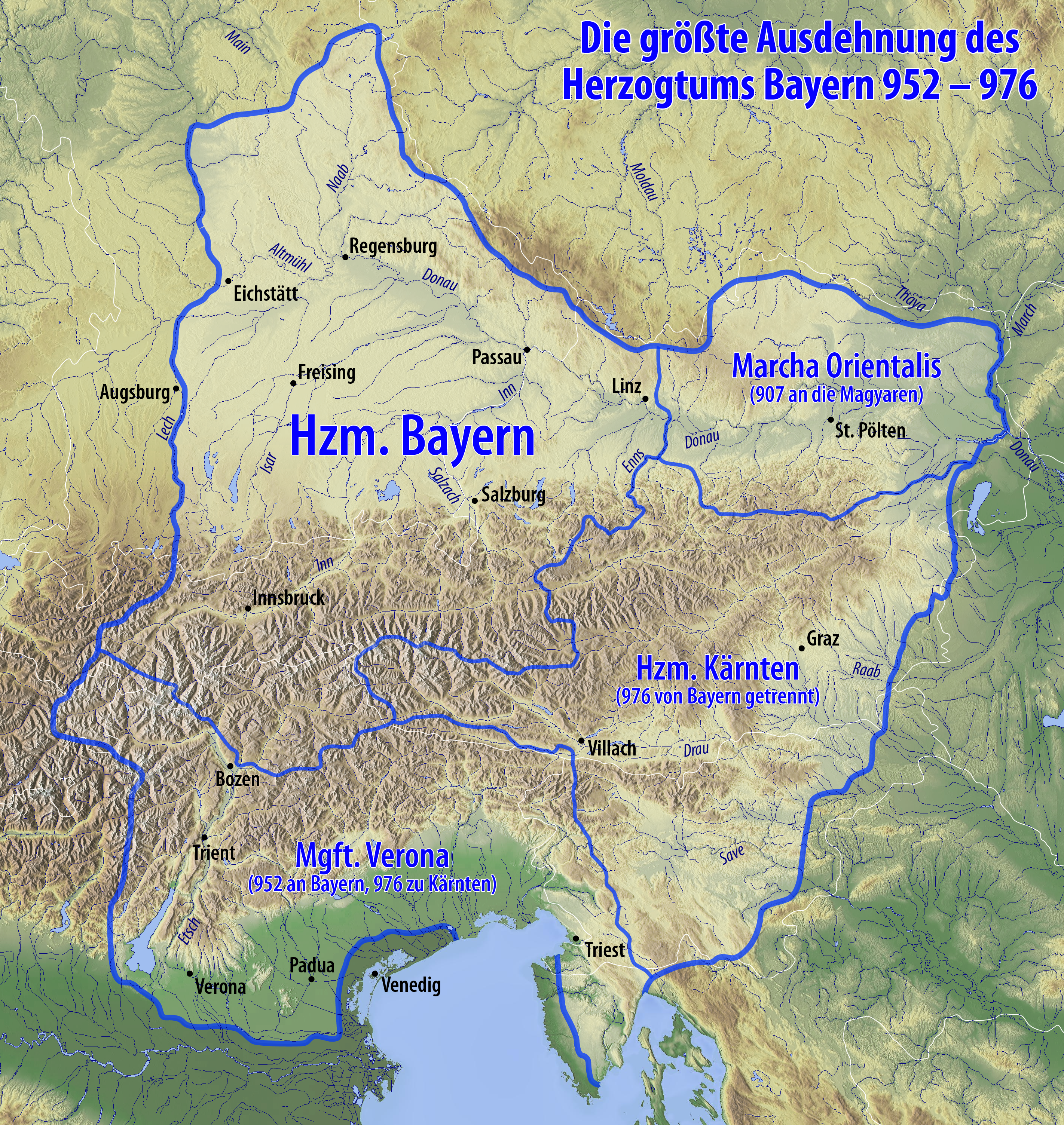
Công quốc Bayern năm 976 sau Công nguyên

#### Phiên hầu quốc (976–1156)

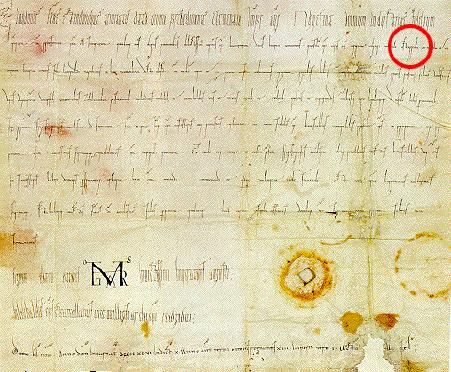
Ostarrîchi trong tài liệu từ thời Otto III.

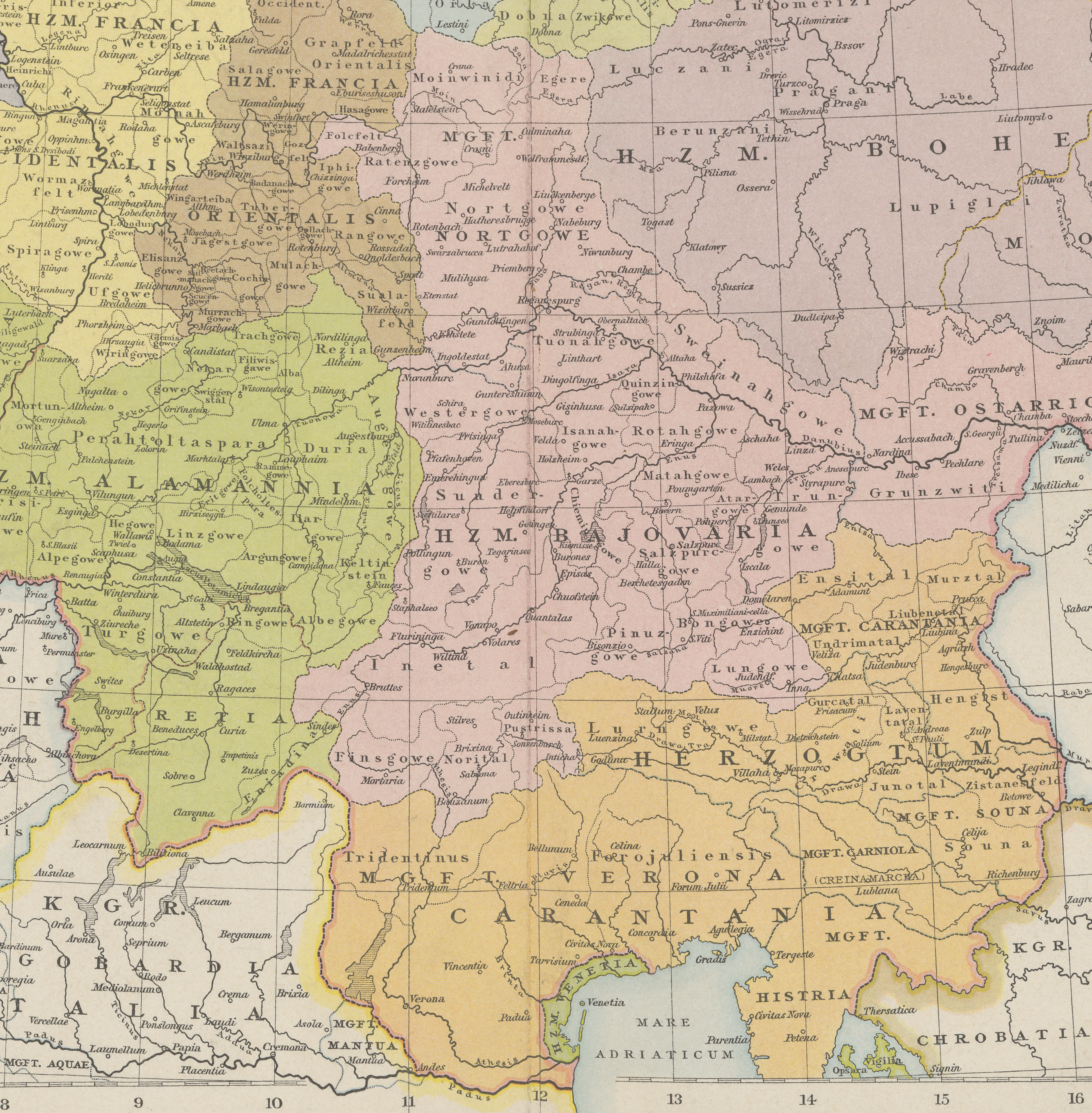
Công quốc Bayern (Bajovaria), Phiên hầu quốc Ostarrichi và Công quốc Carantania c. 1000 AD.

Các huyện biên giới được giám sát bởi một comes hoặc dux theo chỉ định của hoàng đế. Những tước hiệu này thường được dịch là bá tước hoặc công tước nhưng những thuật ngữ này truyền đạt những ý nghĩa rất khác nhau vào Thời kỳ Sơ kỳ Trung cổ. Vì vậy, các phiên bản tiếng Latinh sẽ được ưa thích hơn. Ở các nước nói tiếng Lombard, tước hiệu cuối cùng đã được chính thức hóa thành margrave (Phiên hầu tước, tiếng Đức: markgraf), nghĩa là "phiên địa bá tước".
Lần đầu tiên tên gọi 'Áo' xuất hiện là vào năm 996 là trong một tài liệu của Vua Otto III được viết là Ostarrîchi, chỉ lãnh thổ của huyện biên giới của nhà Babenberg. Ngoài ra, trong một thời gian dài, tên Osterlant (Ostland hoặc Eastland) cũng đã được sử dụng, dân chúng được gọi là Ostermann hoặc Osterfrau. Tên gọi Latin hóa Austria xuất hiện trong các tác phẩm của Thế kỷ 12 vào thời Leopold III (1095–1136). (khác với Austrasia là tên của phần đông bắc của Đế chế Francia). Thuật ngữ Ostmark không chắc chắn về mặt lịch sử và dường như là một bản dịch của marchia orientalis chỉ xuất hiện sau đó.
Nhà Babenberg theo đuổi chính sách định cư, phát quang rừng rậm, thành lập các thị trấn và tu viện. Ban đầu, họ cai trị huyện biên giới từ Pöchlarn và sau đó từ Melk, liên tục mở rộng lãnh thổ về phía đông dọc theo thung lũng sông Danube. Đến năm 1002, lãnh thổ của họ đã trải dài đến Vienna. Việc mở rộng về phía đông cuối cùng đã bị chặn lại bởi những người Hungary mới được Cơ đốc giáo hóa vào năm 1030 khi Vua István I (1001–1038) của Hungary đánh bại Hoàng đế Conrad II (1024–1039) tại Vienna.
Lãnh thổ 'cốt lõi' cuối cùng đã được hình thành. Vùng đất này có tàn tích của nhiều nền văn minh trước đó nhưng người Bayern chiếm ưu thế ngoại trừ khu vực hồ Constance ở phía tây do người Alemanni (Vorarlberg) chiếm đóng. Các nhóm cư dân Celto-Romanic (Walchen hay Welsche) vẫn tồn tại như xung quanh Salzburg, các địa danh La Mã vẫn tồn tại như Juvavum (Salzburg). Ngoài ra, dân số này được phân biệt bởi Cơ đốc giáo và ngôn ngữ của họ, một phương ngữ Latinh (tiếng Romansch). Salzburg là giáo phận (739) và đến năm 798 là một tổng giáo phận.
Mặc dù người Bayern Đức dần dần thay thế tiếng Romansch làm ngôn ngữ chính, họ đã áp dụng nhiều phong tục của người La Mã và ngày càng được Kitô giáo hóa. Tương tự ở phía đông, tiếng Đức đã thay thế tiếng Slav. Các nước láng giềng của Áo là Công quốc Bayern ở phía Tây, Vương quốc Bohemia và Ba Lan ở phía Bắc, Vương quốc Hungary ở phía Đông và Công quốc Kärnten ở phía Nam. Vào lúc này, Áo vẫn phụ thuộc vào Bayern và là một nước tương đối nhỏ.
Các phiên hầu tước nhà Babenberg kiểm soát rất ít lãnh thổ của Áo ngày nay. Salzburg về mặt lịch sử là một phần của Bayern nhưng đã trở thành một lãnh thổ của giáo hội trong khi Steiermark là một phần của Công quốc Kärnten. Nhà Babenberg nắm giữ tương đối ít lãnh thổ, không chỉ Salzburg mà các vùng đất Giáo phận Passau cũng nằm trong tay giáo hội và giới quý tộc kiểm soát phần lớn lãnh thổ còn lại. Tuy nhiên, họ đã bắt tay vào một quá trình củng cố quyền lực bằng cach tuyển dụng những người hầu cận như gia tộc Kuenringern làm Ministerialis (Bộ trưởng) và được giao các trọng trách lớn về hành chính và quân sự. Triều đại nhà Babenberg tồn tại nhờ vận may và kỹ năng chính trị quyền lực giữa lúc bị chi phối bởi cuộc đấu tranh quyền lực giữa hoàng đế và giáo hoàng.
Con đường không phải lúc nào cũng suôn sẻ. Phiên hầu tước đời thứ năm, Leopold II 'Người công bằng' (Luitpold der Schöne) (1075–1095) đã bị Hoàng đế Heinrich IV (1084–1105) phế truất tạm thời sau khi Leopold đứng về phía sai trong tranh cãi việc bổ nhiệm giáo sĩ. Con trai của Leopold II, Leopold III 'Người tốt' (Luitpold der Heilige) (1095–1136) đã ủng hộ đứa con trai phản nghịch của Heinrich, Heinrich V (1111–1125). Leopold III đã giúp Heinrich V chiến thắng và được tưởng thưởng bằng việc kết hôn với chị gái Heinrich là Agnes von Waiblingen vào năm 1106, qua đó liên minh với Hoàng tộc. Leopold III sau đó tập trung vào việc bình định giới quý tộc. Các cơ sở quyền lực tu viện của ông, đặc biệt là tu viện Klosterneuburg và tu viện Heiligenkreuz đã giúp ông được phong thánh vào năm 1458 và ông trở thành vị thánh bảo trợ của Áo.

#### Liên minh với Bayern vào năm 1139
Leopold III được kế vị bởi con trai của ông, Leopold IV 'Người rộng lượng' (Luitpold der Freigiebige) (1137–1141). Leopold IV đã nâng cao vị thế của Áo khi trở thành Công tước Bayern vào năm 1139, hiệu là Leopold I. Bản thân Bayern đã nằm trong tay của nhà Welf (Guelph), những người đã đấu trí với vương tộc Staufer. Sau khi lên ngôi hoàng đế vào năm 1138 với tư cách là Konrad III (1138–1152); Công tước Bayern, Heinrich Kiêu hãnh tự xem mình là ứng cử viên cho vương miện hoàng đế và phản đối việc bầu chọn Konrad và sau đó bị tước Công quốc, Công quốc được trao cho Leopold IV. Khi Leopold chết, các vùng đất của ông được thừa kế bởi anh trai Heinrich II (Heinrich Jasomirgott) (1141–1177).
Cùng lúc đó, Konrad được cháu trai Friedrich I Barbarossa (1155–1190) kế vị làm hoàng đế và tìm cách chấm dứt các cuộc xung đột nội bộ Đức. Cuối cùng, ông trả lại Bayern cho nhà Welf vào năm 1156 nhưng khi sự đền bù đã nâng vị thế Áo thành công quốc thông qua văn kiện Privilegium Minus. Heinrich II do đó trở thành Công tước Áo để đổi lấy việc từ bỏ tước hiệu Công tước Bayern.

#### Công quốc Áo (1156–1246)
Áo bây giờ là một quốc gia độc lập trong Đế chế La Mã Thần thánh và Heinrich II đã chuyển nơi cư trú chính của mình đến Vienna vào năm đó.

##### Leopold Đạo đức và hợp nhất với Steiermark (1177–1194)
Năm 1186, Hiệp ước Georgenberg giúp Áo sáp nhập được nước láng giềng phía nam. Công quốc Steiermark thuộc về Áo vào năm 1192 sau khi Công tước Steiermark Ottokar IV chết mà không có con nối dõi. Steiermark trở thành huyện biên giới phía bắc Kärnten và trở thành Công quốc vào năm 1180. Lãnh thổ của Công quốc Steiermark lúc đó lớn hơn nhiều so với Steiermark ngày nay, bao gồm cả các phần thuộc Slovenia ngày nay (Hạ Steiermark) và cả các phần thuộc Thượng Áo (Traungau, khu vực xung quanh Wels, Steyr) và Hạ Áo (quận Pitten, các quận Wiener Neustadt và Neunkirchen ngày nay).
Công tước Áo đời thứ hai, con trai của Heinrich II là Leopold V Đạo đức (Luitpold der Tugendhafte) (1177–1194) trở thành Công tước của vùng đất mới này. Leopold V nổi tiếng nhờ bỏ tù vua Anh Richard I sau cuộc Thập tự chinh lần thứ ba (1189–1192) vào năm 1192 tại Dürnstein. Số tiền chuộc mà ông nhận được đã giúp tài trợ cho nhiều dự án của mình.
Vào thời điểm đó, các công tước nhà Babenberg là những người cai trị có ảnh hưởng nhất trong khu vực, đạt đến đỉnh cao dưới triều đại của cháu trai Heinrich là Leopold VI Vinh quang (Luitpold der Glorreiche) (1198–1230), Công tước đời thứ tư. Dưới sự cai trị của các công tước nhà Babenberg, văn hóa thời Trung kỳ Trung cổ đã phát triển mạnh mẽ, nổi bật là sự ra đời của Nghệ thuật Gothic.

##### Friedrich II Kẻ hiếu chiến: Phân chia đất đai và kết thúc triều đại (1230–1246)
Khi Leopold qua đời, ông được kế vị bởi con trai Friedrich II Kẻ hiếu chiến (Friedrich der Streitbare) (1230–1246). Năm 1238, ông chia đất nước thành hai khu vực lấy ranh giới là sông Enns. Phần phía trên Enns trở thành Ob (erhalb) der Enns (thượng sông Enns) hay 'Thượng Áo' (Oberösterreich), các tên khác như supra anasum (từ một tên Latinh cũ của con sông) và Austria superior cũng được sử dụng. Những vùng đất phía dưới Enns hoặc unter der Enns được gọi là Hạ Áo (Niederösterreich). Traungau và Steyr tách khỏi Steiermark và trở thành một phần của Thượng Áo. Một trong những thành tựu khác của Friedrich là Sắc chỉ Bảo vệ người Do Thái năm 1244.
Friedrich đã bị giết trong trận sông Leitha chống lại người Hungary và không có đứa con nào sống sót. Do đó, vương triều nhà Babenburg tuyệt tự vào năm 1246.

### Thời kì không vua (1246–1278)

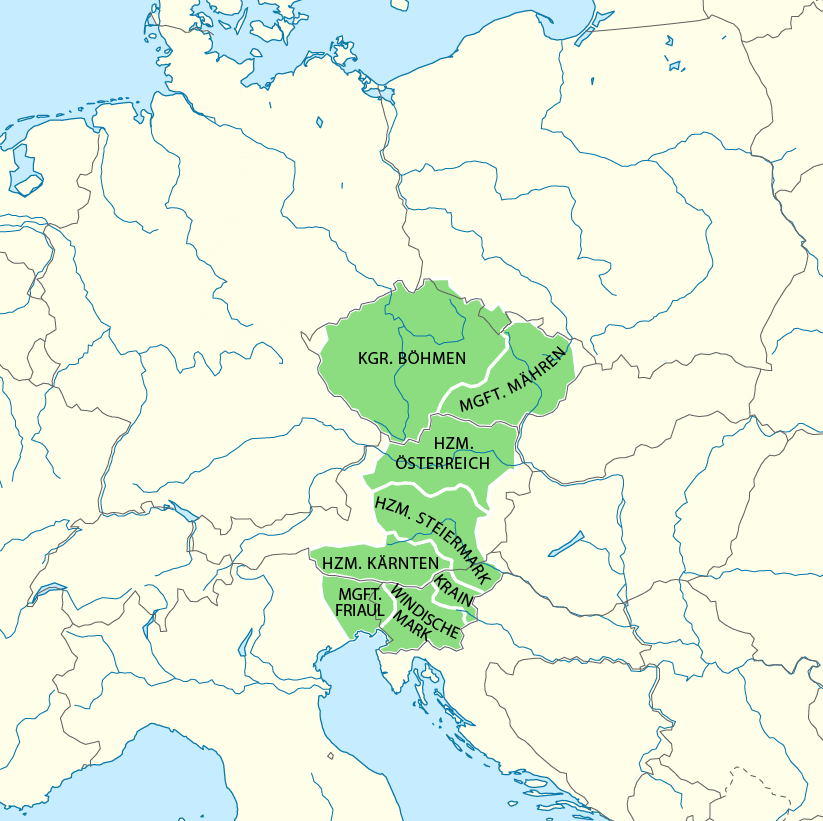
Vương quốc của Otakar II.

Sau cái chết của Friedrich II, Công quốc Áo rơi vào thời kì không có vua kéo dài vài thập kỷ, đất nước trở thành nạn nhân của trò chơi quyền lực kéo dài giữa các thế lực đối địch. Trong thời gian này, có nhiều người tranh giành ngai vàng. Một trong số đó là Vladislav, Phiên hầu tước Morava, con trai của vua Václav I của Bohemia. Vua Václav I nhắm đến việc chiếm hữu Công quốc Áo bằng cách sắp xếp cuộc hôn nhân của Vladislav với cháu gái cuối cùng của Friedrich là Gertrud, cô ấy là người thừa kế tiềm năng.
Theo Privilegium Minus do Hoàng đế Friedrich Barbarossa ban hành năm 1156, các vùng đất của Áo có thể do nữ giới thừa kế. Vladislav nhận được sự tôn kính của giới quý tộc Áo nhưng không may qua đời ngay sau đó vào ngày 3 tháng 1 năm 1247 trước khi ông sở hữu được công quốc. Người tiếp theo là Hermann xứ Baden vào năm 1248. Ông cũng muốn giành Công quốc Áo thông qua hôn nhân với Gertrud nhưng không được sự ủng hộ của giới quý tộc. Hermann qua đời năm 1250. Tham vọng của ông được con trai ông là Friedrich tiếp nhận nhưng bị cản trở bởi cuộc xâm lược Áo của người Bohemia.
Trong nỗ lực chấm dứt tình trạng hỗn loạn, một nhóm quý tộc Áo đã mời vua Bohemia, Otakar II nhà Přemysl (anh trai của Vladislav) trở thành người cai trị nước Áo vào năm 1251. Cha của ông đã âm mưu xâm lược Áo vào năm 1250. Sau đó, Otakar tiến hành liên minh với nhà Babenberg qua hôn nhân với Margarete, con gái của Leopold VI vào năm 1252 và do đó là người có quyền lên ngôi vua. Ông đã khuất phục những quý tộc cứng đầu và trở thành người cai trị hầu hết khu vực gồm Áo, Steiermark và Kärnten.
Otakar là một nhà lập pháp và xây dựng. Một trong số những thành tựu của ông là việc xây dựng Cung điện Hofburg ở Vienna. Otakar đang ở vị thế có thể thành lập một đế chế mới do sự suy yếu của Đế chế La Mã Thần thánh sau cái chết của Friedrich II (1220–1250), đặc biệt là sau khi triều đại nhà Hohenstauffen kết thúc vào năm 1254 với cái chết của Konrad IV và mở ra thời kì không vua của Đế quốc sau đó (1254–1273). Otakar đã tìm cách lên ngôi hoàng đế nhưng không thành công.

#### Sự đàn áp tôn giáo
Trong Thời kì không vua, Áo là nơi những kẻ dị giáo bị Pháp đình tôn giáo đàn áp dữ dội. Những trường hợp đầu tiên xuất hiện vào năm 1260 tại hơn bốn mươi giáo xứ ở vùng phía nam sông Danube giữa Salzkammergut và rừng Vienna và chủ yếu chống lại người theo giáo phái Waldo.

#### Sự trỗi dậy của nhà Habsburg và cái chết của Otakar (1273–1278)
Otakar lại tranh ngai Hoàng đế vào năm 1273 nhưng gần như bị cô lập. Lần này, ông từ chối chấp nhận quyền lực của tân Hoàng đế, Rudolf I của Đức (Hoàng đế 1273–1291). Vào tháng 11 năm 1274, Nghị hội Hoàng gia tại Nuremberg ra phán quyết rằng tất cả các lãnh thổ đế quốc bị chiếm giữ kể từ khi Hoàng đế Friedrich II (1250) chết phải được khôi phục và vua Otakar II phải trả lời trước Nghị hội lí do không công nhận tân hoàng đế. Otakar từ chối xuất hiện hoặc trả lại các công quốc Áo, Steiermark, Kärnten và huyện biên giới Krain mà ông có được thông qua người vợ đầu, một người thừa kế nhà Babenberg khi tranh chấp chúng với một người thừa kế nhà Babenberg khác, Phiên hầu tước Hermann VI của Baden.
Rudolf không công nhận quyền thừa kế của Otakar đối với lãnh thổ nhà Babenberg, tuyên bố rằng các tỉnh phải được trả lại cho triều đình do thiếu người thừa kế nam (mâu thuẫn với các Privilegium Minus của Áo). Vua Otakar bị đặt dưới lệnh cấm của hoàng gia; và vào tháng 6 năm 1276, Rudolf tuyên chiến chống lại Otakar và vây hãm thành Vienna. Sau khi thuyết phục cựu đồng minh của Otakar là Công tước Heinrich XIII của vùng Hạ Bayern đổi phe, Rudolf đã buộc vua Bohemia nhượng bốn tỉnh cho triều đình kiểm soát vào tháng 11 năm 1276.
Otakar sau khi từ bỏ các lãnh thổ của mình bên ngoài lãnh thổ Séc, Rudolf tái bố trí ông ta ở Vương quốc Bohemia, hứa hôn với con gái út Guta nhà Habsburg cho con trai của Otakar là Václav II) và khải hoàn thắng tiến vào Vienna. Để gây áp lực yêu cầu Rudolf thực thi hiệp ước, Otakar đã liên minh với một số thủ lĩnh Piast của Ba Lan và thu hút sự ủng hộ của một số vương công Đức và bao gồm cả Heinrich XIII của Hạ Bayern. Để đối phó liên minh này, Rudolf đã thành lập một liên minh với vua László IV của Hungary và trao thêm đặc quyền cho người dân Vienna.
Vào ngày 26 tháng 8 năm 1278, quân đội hai phe đã gặp nhau trong trận Marchfeld phía đông bắc Vienna, nơi Otakar bị đánh bại và bị giết. Phiên hầu quốc Morava bị khuất phục và chính quyền được giao cho đại diện của Rudolf, người vợ góa Kunigunda của Slavonia của Otakar chỉ còn kiểm soát tỉnh xung quanh Praha trong khi Václav II một lần nữa được hứa hôn với Guta.
Rudolf trở thành người nắm quyền kiểm soát tuyệt đối ở Áo với tư cách là Công tước Áo và Steiermark (1278–1282). Áo sau đó vẫn nằm dưới quyền cai trị của nhà Habsburg trong hơn sáu thế kỷ cho đến năm 1918.

### Thành lập triều đại nhà Habsburg: Công quốc Áo (1278–1453)

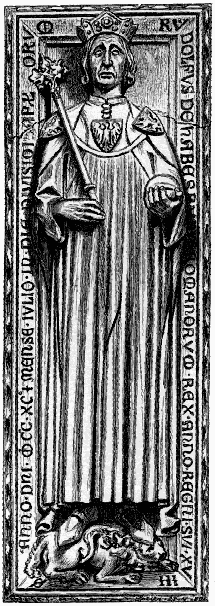
Rudolf I của Đức, Nhà thờ chính tòa Speyer nơi ông được chôn cất.

Áo và Đế chế nằm dưới vương miện Habsburg trong vài thế kỷ (1438) và vẫn gần như liên tục (xem bên dưới) cho đến năm 1806 khi đế chế bị giải thể, hạn chế các cuộc xung đột vốn xảy ra thường xuyên trước đó.

#### Rudolf I và chế độ trưởng nam thừa kế (1278–1358)
Rudolf I đã dành vài năm để thiết lập quyền lực của mình ở Áo khi nhận thấy một số khó khăn trong việc để các thành viên trong gia tộc làm người cai trị các tỉnh. Từ lâu, sự thù địch của các vương công đã được loại bỏ và ông có thể truyền lại Áo cho hai con trai của mình. Vào tháng 12 năm 1282, tại Nghị hội Augsburg, Rudolf truyền lại các công quốc Áo và Steiermark cho các con trai của mình, Albrecht I (1282–1308) và Rudolf II Phóng khoáng (1282–1283) với tư cách là những người đồng cai trị "cùng nhau và độc lap", đặt nền móng cho nhà Habsburg. Rudolf vẫn tiếp tục các chiến dịch chinh phục và khuất phục thêm các đô thị. Sau khi Rudolf I chết vào năm 1291, triều đình ở Áo vẫn còn bất ổn khi Công quốc Áo thường được chia sẻ giữa các thành viên trong gia tộc. Tuy nhiên, Rudolf đã không thành công trong việc đảm bảo việc kế ngôi hoàng đế cho các Công tước Áo và Steiermark.
Công tước đồng cai trị chỉ tồn tại một năm cho đến khi Hiệp ước Rheinfelden (Rheinfelder Hausordnung) năm 1283 thiết lập trật tự kế vị nhà Habsburg. Công tước Rudolf II khi đó mới mười một tuổi đã phải từ bỏ tất cả các quyền của mình đối với ngai vàng của Áo và Steiermark vì lợi ích của người anh cả Albrecht I. Trong khi Rudolf được cho là sẽ được bồi thường, tuy nhiên, điều này đã không xảy ra. Rudolf II chết vào năm 1290 và con trai ông là Johann sau đó đã sát hại chú của mình là Albrecht I vào năm 1308. Trong một thời gian ngắn, Albrecht I cũng chia sẻ các công quốc với Rudolf III Người tốt (1298–1307) và cuối cùng lên ngôi hoàng đế vào năm 1298.
Sau cái chết của Albrecht I, công quốc được chuyển giao cho con trai ông, Friedrich Công bằng (1308–1330) ít nhất là cho đến năm 1314 khi ông trở thành người đồng cai trị đế quốc với Ludwig IV. Friedrich cũng phải chia sẻ công quốc với anh trai Leopold I Vinh quang (1308–1326). Một người anh em khác, Albrecht II Khôn ngoan (1330–1358) kế vị Friedrich.
Khuôn mẫu cứng nhắc vẫn tồn tại vì Albrecht phải chia sẻ ngôi vương với một người em trai khác là Otto I Vui vẻ (1330–1339) dù ông ta đã cố gắng nhưng không thành công trong việc đặt ra các quy tắc kế vị trong "Quy tắc nhà Albrecht" (Albertinische Hausordnung) . Khi Otto qua đời vào năm 1339, hai con trai của ông là Friedrich II và Leopold II thay thế ông, lập ba Công tước Áo đồng thời từ năm 1339 đến năm 1344 khi cả hai người đều chết ở tuổi thiếu niên. Quyền cai trị độc nhất ở Công quốc Áo cuối cùng đã trở lại khi con trai của Otto là Rudolf IV kế vị vào năm 1358.
Vào thế kỷ 14, nhà Habsburg bắt đầu tích lũy các tỉnh khác lân cận Công quốc Áo, vốn vẫn chỉ là một lãnh thổ nhỏ dọc theo sông Danube và Steiermark mà họ đã giành được từ Otakar. Năm 1335, Albrecht II thừa kế Công quốc Kärnten và huyện biên giới Krain từ những người cai trị bấy giờ, nhà Gorizia.

#### Rudolf IV vàPrivilegium Maius(1358–1365)
Rudolf IV Người sáng lập (1358–1365) là người đầu tiên có tước hiệu Đại Công tước Áo thông qua Privilegium Maius năm 1359, thực tế là giả mạo và không được công nhận bên ngoài nước Áo cho đến năm 1453. Tuy nhiên, tước hiệu này đưa ông lên ngang hàng với các tuyển hầu tước khác của Đế chế La Mã Thần thánh. Rudolf là một trong những vị vua năng nổ nhất trong thời đại của mình, khởi xướng nhiều biện pháp và nâng cao vị thế của thành Vienna.
Vào thời điểm đó, Vienna thuộc giáo hội trực thuộc Giáo phận Passau mà Rudolf đã lật đổ bằng cách thành lập thánh đường St. Stephen và bổ nhiệm trưởng mục sư làm Đại chưởng ấn Áo. Ông cũng thành lập Đại học Vienna (Alma Mater Rudolphina). Ông đã cải thiện kinh tế và thành lập một loại tiền tệ ổn định, đồng Pfennig Viên (Wiener Pfennig). Khi ông qua đời vào năm 1365, quyền kế vị được chuyển cho các anh trai ông theo Luật nhà Rudolf (Rudolfinische Hausordnung).
Năm 1363, Quận Tyrol được Rudolf IV mua lại từ Margarete xứ Tyrol. Áo bây giờ là một quốc gia phức tạp ở Đông Alps và những vùng đất này thường được gọi là Vùng đất cha truyền con nối của nhà Habsburg hay đơn giản là Áo vì nhà Habsburg cũng bắt đầu tích lũy các vùng đất xa Vùng đất cha truyền con nối.

#### Albrecht III và Leopold III: Gia tộc bị chia rẽ (1365–1457)
Gần như trong suốt thế kỷ XV, các tranh chấp trong gia tộc và tranh chấp lãnh thổ đã làm suy yếu đáng kể tầm quan trọng về chính trị và kinh tế của vùng đất nhà Habsburg. Mãi đến năm 1453, dưới triều đại của Friedrich V Hòa bình (1457–1493), đất nước (ít nhất là các lãnh thổ cốt lõi) mới được thống nhất trở lại. Anh em của Rudolf IV là Albrecht III Đuôi sam và Leopold III Chính nghĩa đã cãi vã không ngừng và cuối cùng đồng ý phân chia lãnh thổ theo hiệp ước Neuberg vào năm 1379, dẫn đến việc chia rẽ thêm sau đó. Lãnh thổ nhà Habsburg được chia làm ba khu vực riêng biệt.
- Lãnh thổ phía dưới của Áo hoặc Niederösterreich (Thượng và Hạ Áo)
  - Nhánh Albrecht nắm giữ. Khi Nhánh Albrecht tuyệt tự vào năm 1457, lãnh thổ được truyền lại cho nhánh Leopold
- Các lãnh thổ nội Áo hay Innerösterreich (Steiermark, Kärnten, Krain và Vùng duyên hải Istria và Trieste thuộc Áo)
  - Nhánh Leopold nắm giữ, sau đó là nhánh Ernst Lớn (1406–1457) vẫn tiếp tục giữ Đại Công quốc Áo.
- Các lãnh thổ ngoại Áo hay Vorderösterreich (Tyrol, Vorarlberg và các lãnh thổ Schwaben và Elsaß)
  - Nhánh Leopold nắm giữ, sau đó là Nhánh Tyrol Nhỏ (1406–1490) được chuyển lại cho nhánh Leopold

##### Nhánh Albrecht (1379–1457)
Năm 1379, Albrecht III giữ lại Áo và cầm quyền cho đến năm 1395. Ông được kế vị bởi con trai của mình là Albrecht IV (1395–1404) và cháu trai Albrecht V (1404–1439), người đã giành lại ngôi vị hoàng đế cho nhà Habsburg và thông qua việc giành lại lãnh thổ của mình, ông được trở thành một trong những nhà cai trị quyền lực nhất ở châu Âu nếu ông ấy không chết. Khi chết, ông chỉ để lại một người thừa kế mới mà sau khi ông chết bốn tháng mới ra đời (Ladislaus Di cảo 1440–1457). Thay vào đó, người giám hộ và người kế vị của Ladislaus, Friedrich V Hòa bình của nhánh Leopold (1457–1493) là người được hưởng lợi. Nhánh Albrecht đã tuyệt tự, tước hiệu bây giờ được trao lại cho nhánh Leopold. Friedrich nhận thức được tiềm năng trở thành người giám hộ của Ladislaus đến nỗi ông đã từ chối để anh ta cai trị độc lập khi đủ tuổi (12 tuổi ở Áo vào thời điểm đó) và buộc phải thả anh ta do áp lực của giới quý tộc Áo (Liên minh Mailberg 1452).

##### Nhánh Leopold (1379–1490)
Leopold III giữ các lãnh thổ còn lại, cai trị cho đến năm 1386. Ông được kế vị bởi hai người con trai, Wilhelm Lễ độ (1386–1406) và Leopold IV Béo (1386–1411). Năm 1402, Công quốc lại xảy ra một cuộc chia rẽ khác. Vì Leopold III đã có bốn con trai và cả Leopold IV hay Wilhelm đều không có người thừa kế. Những người anh em còn lại đã phân chia lãnh thổ.
Ernst Sắt (1402–1424) chiếm Nội Áo trong khi Friedrich IV Túi rỗng (1402–1439) chiếm ngoại Áo. Sau khi Wilhelm qua đời vào năm 1406, điều này có hiệu lực chính thức với hai nhánh riêng biệt, nhánh Ernst Lớn và nhánh Tyrol Nhỏ.
Nhánh Ernst (Nội Áo 1406–1457)

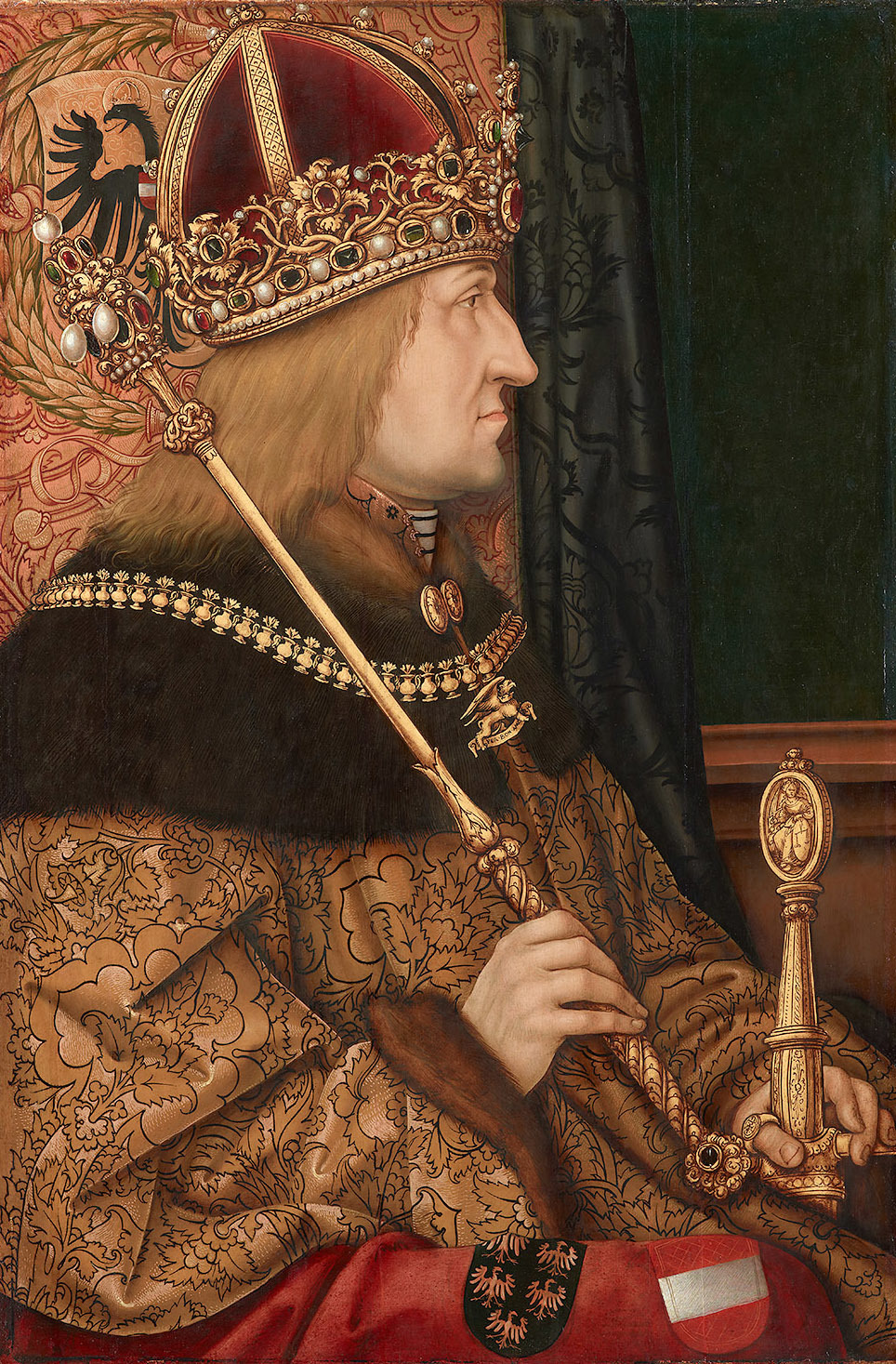
Friedrich V (1415–1493) bởi Hans Burgkmair, c. 1500 (Bảo tàng Kunsthistorisches, Vienna). Công tước 1424, Vua 1440, Hoàng đế 1452, Đại Công tước 1457.

Nhánh Ernst bao gồm Ernst và hai người con trai của ông khi ông qua đời vào năm 1424, Albrecht VI Hoang đàng (1457–1463) và Friedrich V Hòa bình (1457–1493). Họ cũng đã tranh chấp với nhau và lần lượt chia cắt vùng mà ngày nay là Hạ và Nội Áo sau cái chết của Ladislaus vào năm 1457 và sự tuyệt tự của nhánh Albrecht. Albrecht chiếm Thượng Áo vào năm 1458 và cai trị ở Linz. Vào năm 1462, Albrecht tiến hành bao vây anh trai ở Cung điện Hofburg ở Vienna và chiếm luôn Hạ Áo. Tuy nhiên, kể từ khi ông mất con vào năm sau (1463), lãnh thổ của ông tự động được chuyển lại cho anh trai mình và Friedrich giờ đã kiểm soát tất cả lãnh thổ của hai nhánh Albrecht và Ernst.
Sự nghiệp chính trị của Friedrich đã thăng tiến một cách đáng kể kể từ khi ông thừa kế Công quốc Áo năm 1424. Từ một Công tước, ông trở thành Vua Đức, hiệu là Friedrich IV vào năm 1440 và trở thành Hoàng đế La Mã Thần thánh, hiệu là Friedrich III (1452–1493).
Nhánh Tyrol (Hạ Áo) 1406–1490
Nhánh Tyrol gồm có Friedrich IV và con trai ông, Siegmund Giàu có (1439–1490). Friedrich chuyển triều đình đến Innsbruck nhưng mất một số lãnh thổ của mình cho Thụy Sĩ. Siegmund đã bán một số đất đai cho Karl Dũng cảm vào năm 1469 và được Hoàng đế Friedrich III phong làm Đại Công tước vào năm 1477. Ông chết không con nhưng vào năm 1490, ông thoái vị do không được ủng hộ và trở lại Ngoại Áo làm Đại Công tước sau đó. Maximilian I Kị sĩ cuối cùng (1490–1493), con trai của Friedrich V là người hiện đã kiểm soát toàn bộ lãnh thổ nhà Habsburg lần đầu tiên kể từ năm 1365.

#### Đàn áp tôn giáo

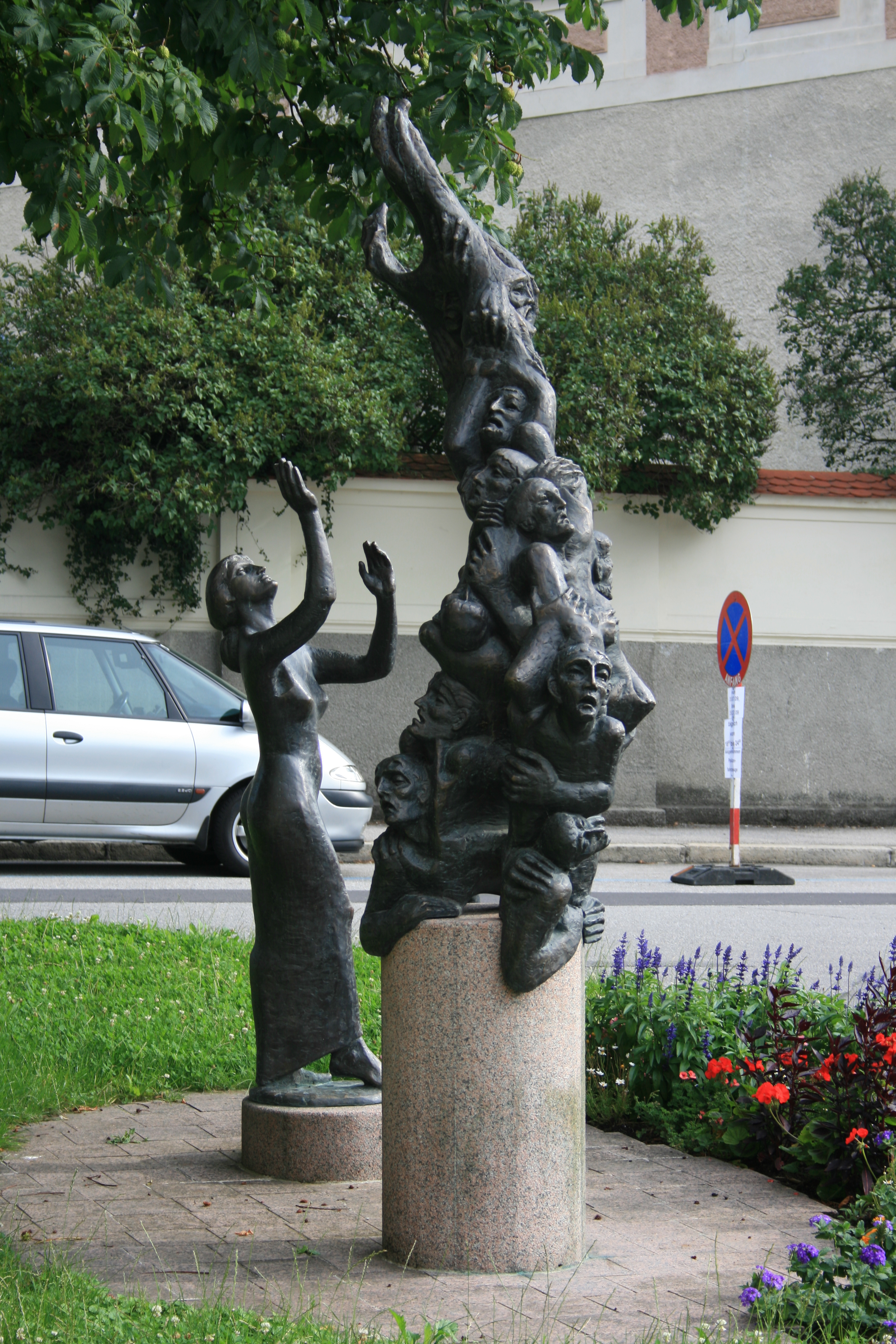
Đài tưởng niệm 1997 những người bị Petrus Zwicker thiêu ở Steyr năm 1397.

Tòa án dị giáo cũng hoạt động dưới thời Habsburg, đặc biệt là từ năm 1311 đến năm 1315 khi các phiên tòa dị giáo được tổ chức ở Steyr, Krems, St. Pölten và Vienna. Quan toà tòa án dị giáo Petrus Zwicker đã tiến hành các cuộc đàn áp lớn ở Steyr, Enns, Hartberg, Sopron và Vienna trong khoảng thời gian từ năm 1391 đến năm 1402. Năm 1397 có khoảng 80–100 người phái Waldo bị hỏa thiêu chỉ riêng ở Steyr, hiện được tưởng niệm bằng một tượng đài năm 1997.

#### Công quốc và Vương quốc
Công quốc Habsburg có 13 Công tước trị vì liên tiếp, trong số đó có 4 Công tước lên ngôi Vua Đức là Rudolf I, Albrecht I, Friedrich Công bằng và Albrecht V (Albrecht II là Vua của Đức). Không ai trong số họ được Giáo hoàng công nhận là Hoàng đế La Mã Thần thánh.
Khi Công tước Albrecht V (1404–1439) được bầu làm hoàng đế vào năm 1438 (hiệu là Albrecht II) với tư cách là người kế vị cha vợ của mình, Sigismund von Luxemburg (1433–1437), vương miện hoàng đế một lần nữa rơi vào tay nhà Habsburg. Mặc dù Albrecht chỉ trị vì một năm (1438–1439) nhưng từ đó trở đi, mọi hoàng đế đều là người nhà Habsburg (chỉ có một ngoại lệ: Karl VII 1742–1745) và những người cai trị Áo cũng là Hoàng đế La Mã Thần thánh cho đến khi Đế quốc La Mã Thần thánh giải thể vào năm 1806.

### Đại Công quốc Áo: Trở thành cường quốc (1453–1564)

#### Friedrich V (1453–1493): Nâng cao vị thế công quốc
Friedrich V Hòa bình (Công tước 1424; Đại Công tước 1453, mất 1493; Hoàng đế Friedrich III 1452–1493) xác nhận Privilegium Maius của Rudolf IV vào năm 1453 và vì vậy Áo trở thành một Đại Công quốc chính thức của Đế chế La Mã Thần thánh, bước tiếp theo để khẳng định uy thế ở châu Âu và Ladislaus Di cảo (1440–1457) là vị vua chính thức đầu tiên một thời gian ngắn và qua đời ngay sau đó. Văn kiện này là giả mạo, được viết bởi Hoàng đế Friedrich I và được "phát hiện lại". Friedrich có động cơ rõ ràng cho việc này. Ông là người nhà Habsburg, còn là Công tước của Nội Áo ngoài việc là Hoàng đế và cho đến năm trước, ông đã từng là người giám hộ của Công tước trẻ của Hạ Áo, Ladislaus. Ông cũng kế thừa danh hiệu của Ladislaus và đã làm như vậy khi Ladislaus qua đời 4 năm sau đó, trở thành Đại Công tước đời thứ hai.
Các Đại Công tước của Áo giờ đây có địa vị ngang bằng với các Tuyển hầu tước khác và có thể được bầu hoàng đế. Việc cai trị Áo bây giờ dựa trên nguyên tắc trưởng nam thừa kế và không thể phân chia lãnh thổ như trước. Sau đó, Áo được chính thức gọi là "Erzherzogtum Österreich ob und unter der Enns" (Đại Công quốc Áo ở tả và hữu ngạn sông Enns). Năm 1861 nó lại được chia thành Thượng và Hạ Áo.
Quyền lực tương đối của hoàng đế trong chế độ quân chủ không lớn vì nhiều gia tộc quý tộc khác theo đuổi quyền lực chính trị của riêng họ trong và ngoài chế độ quân chủ. Tuy nhiên, Friedrich dù mờ nhạt, đã theo đuổi một quy tắc cứng rắn và hiệu quả. Ông theo đuổi quyền lực thông qua các liên minh gia tộc. Năm 1477, , con trai duy nhất của Friedrich là Maximilian (Đại Công tước và Hoàng đế 1493–1519) kết hôn với Marie, Nữ công tước xứ Bourgogne, do đó đã sở hữu hầu hết các Quốc gia vùng thấp. Tầm quan trọng chiến lược của liên minh này là Bourgogne, vốn nằm ở biên giới phía tây của đế chế đang có khuynh hướng bành trướng và vào thời điểm đó là một trong những quốc gia giàu có và hùng mạnh nhất trong số các quốc gia Tây Âu với lãnh thổ trải dài từ miền nam Pháp đến Biển Bắc.
Liên minh đã đạt được với một cái giá không nhỏ vì Pháp, quốc gia cũng tuyên bố chủ quyền với Bourgogne không chấp nhận việc này và Maximilian phải bảo vệ lãnh thổ của người vợ mới khỏi Louis XI, cuối cùng đã làm như vậy sau cái chết của Marie vào năm 1482 tại Hòa ước Arras. Mối quan hệ với Pháp vẫn rất căng thẳng, Louis XI bị đánh bại trong trận Guinegate năm 1479. Các vấn đề với Pháp chỉ được kết thúc vào năm 1493 tại Hiệp ước Senlis sau khi Maximilian trở thành hoàng đế.
Điều này và các liên minh triều đại sau này của Maximilian đã dẫn đến câu nói:
Bella gerant alii, tu felix Austria nube,

Nam quae Mars aliis, dat tibi regna Venus
mà đã trở thành một phương châm của triều đại. Triều đại của Friedrich là triều đại quan trọng trong lịch sử nước Áo. Ông đã thống nhất các vùng đất cốt lõi bằng cách sống lâu hơn những người còn lại của gia tộc mình. Từ năm 1439, khi Albrecht V qua đời và trách nhiệm đối với cả hai lãnh thổ cốt lõi thuộc về Friedrich, ông đã củng cố một cách có hệ thống cơ sở quyền lực của mình. Năm tiếp theo (1440), ông hành quân đến Roma với tư cách là Vua của người La Mã cùng với đối tác của ông, Ladislaus, công tước cuối cùng của nhánh Albrecht và khi lên ngôi tại Roma vào năm 1452, ông không chỉ là người nhà Habsburg đầu tiên mà còn là vị vua Đức cuối cùng được tấn phong ở Roma bởi Giáo hoàng.
Vương triều đang trên đường trở thành một cường quốc trên thế giới. Khái niệm pietas austriacae (bổn phận cai trị thần thánh bắt nguồn từ Rudolf I nhưng được Friedrich cải tổ lại thành AEIOU, Alles Erdreich ist Österreich untertan hay Austriae est imperare orbi Universalo (Định mệnh của Áo là thống trị thế giới) và trở thành biểu tượng Quyền lực của Áo. Tuy nhiên, không phải tất cả mọi việc đều diễn ra suôn sẻ đối với Friedrich. Chiến tranh Áo-Hung (1477–1488) dẫn đến việc vua Mátyás Corvin của Hungary chiếm đóng Vienna vào năm 1485 cho đến khi ông ta qua đời vào năm 1490. Hungary chiếm toàn bộ miền Đông nước Áo. Friedrich do đó buộc phải thành lập một triều đình lưu vong, chủ yếu ở đóng thủ đô Linz của Thượng Áo.

#### Maximilian I (1493–1519): Thống nhất

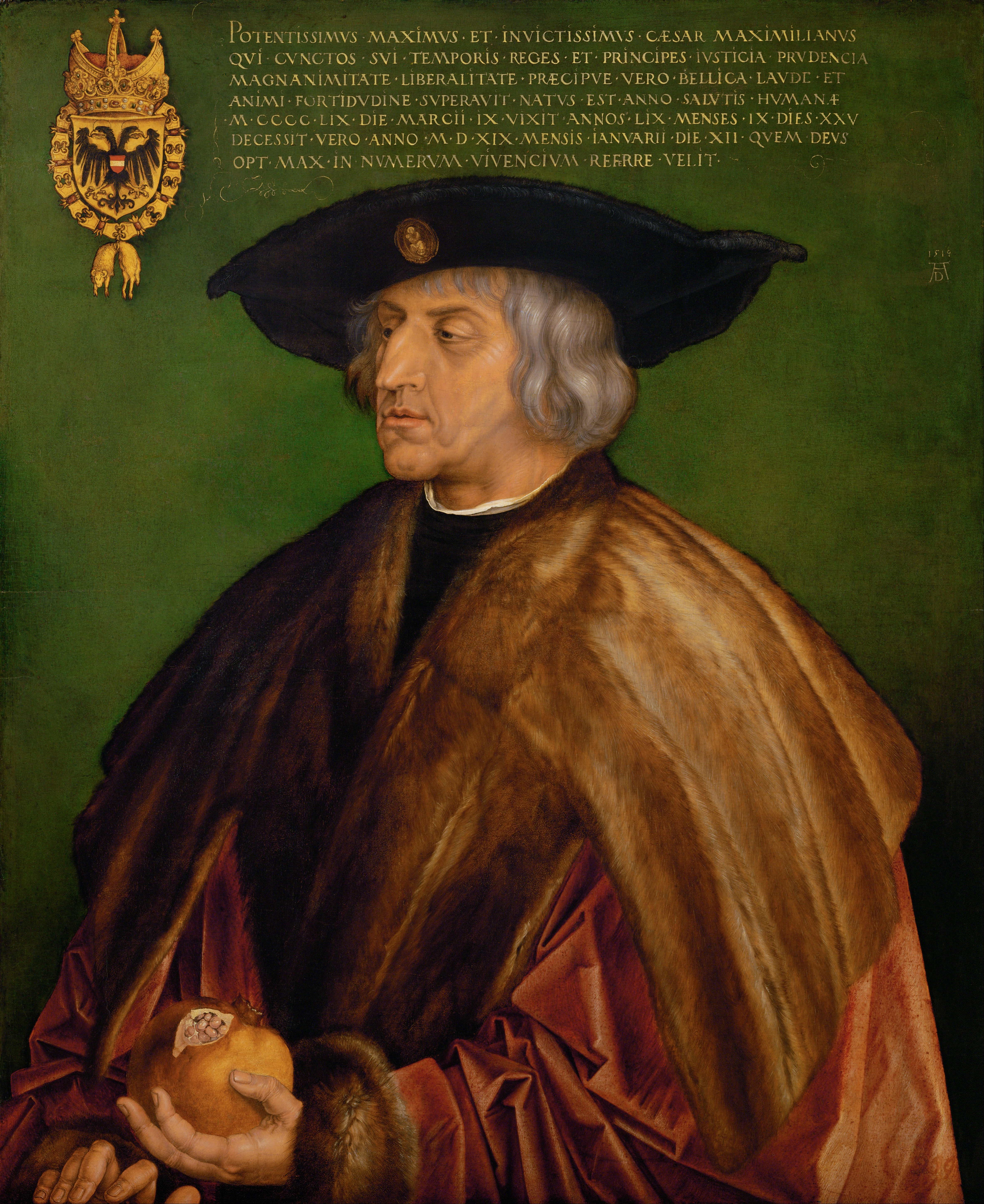
Maximilian I của Albrecht Dürer 1519

Maximilian I chia sẻ quyền cai trị với cha mình trong năm cuối của triều đại Friedrich, được bầu làm Vua của người La Mã vào năm 1486. Thông qua việc sở hữu các vùng đất của nhánh Tyrol của nhà Habsburg vào năm 1490, ông đã thống nhất tất cả các vùng đất Áo, vốn bị chia cắt từ năm 1379. Ông cũng cần giải quyết vấn đề Hungary khi Mátyás I qua đời vào năm 1490. Maximilian đã thu hồi lại các lãnh thổ đã mất của Áo và thiết lập hòa bình với người kế vị của Mátyás là Vladislav II thông qua Hòa ước Pressburg năm 1491. Tuy nhiên, việc phân chia và thống nhất của triều đại sẽ cứ lặp đi lặp lại theo thời gian. Với biên giới bất ổn, Maximilian nhận thấy Innsbruck ở Tyrol là một nơi an toàn hơn để lập thủ đô, nằm giữa vùng đất Burgundia và Áo của ông mặc dù ông hiếm khi ở cố định một nơi nào trong thời gian dài do nỗi sợ hãi sâu sắc về việc cha ông đã bị bao vây nhiều lần ở Vienna.
Maximilian đã nâng nghệ thuật liên minh triều đại lên một tầm cao mới và đặt mục tiêu tạo ra một truyền thống triều đại một cách có hệ thống dù thông qua chủ nghĩa xét lại đáng kể. Marie vợ ông chết năm 1482 chỉ 5 năm sau khi họ kết hôn. Sau đó, ông kết hôn với Anne, Nữ công tước Bretagne (theo ủy quyền) vào năm 1490, một động thái có thể đưa Bretagne lúc đó còn độc lập vào lãnh thổ nhà Habsburg, một hành động có thể được coi là khiêu khích chế độ quân chủ Pháp. Charles VIII của Pháp có những ý tưởng khác và cũng muốn sáp nhập Bretagne thông qua việc kết hôn với Anne, một tình huống phức tạp hơn nữa bởi thực tế là Charles đã hứa hôn với Margarete, con gái của Maximilian. Con trai của Maximilian, Philipp Đẹp trai (1478–1506) kết hôn với Juana I, nữ vương của Castilla và Aragón vào năm 1496 và do đó giúp nhà Habsburg sở hữu Tây Ban Nha và các phần thuộc Ý (Vương quốc Napoli, Vương quốc Sicilia và Sardegna), các vương quốc phụ thuộc ở Châu Phi và Tân Thế giới.
Tu felix Austria nube có lẽ lãng mạn hơn là thực tế vì Maximilian cũng không ngần ngại dùng chiến tranh khi nó phù hợp với mục đích của ông. Để giải quyết các vấn đề với Pháp, vào năm 1493, ông sớm tham gia vào các cuộc Chiến tranh kéo dài ở Ý chống lại Pháp (1494–1559). Ngoài các cuộc chiến tranh với Pháp còn có các cuộc chiến tranh giành độc lập của Thụy Sĩ. Chiến tranh Schwaben năm 1499 đánh dấu giai đoạn cuối cùng của cuộc đấu tranh chống lại nhà Habsburg. Sau thất bại trong trận Dornach năm 1499, Áo buộc phải công nhận nền độc lập của Thụy Sĩ tại Hiệp ước Basel năm 1499, một tiến trình cuối cùng được chính thức hóa bởi Hòa ước Westfalen năm 1648. Đây là một sự kiện rất quan trọng vì nhà Habsburg có nguồn gốc từ Thụy Sĩ, quê hương của tổ tiên họ là Lâu đài Habsburg.
Trong chính sách đối nội, Maximilian đã đưa ra một loạt cải cách tại Nghị hội Worms năm 1495, tại đó Triều đình Đế quốc (Reichskammergericht) được thành lập với tư cách là cơ quan quyền lực cao nhất. Một thể chế mới khác của năm 1495 là Reichsregiment hay chính phủ Đế quốc, họp tại Nuremberg. Cuộc thực thi dân chủ sơ khai này đã thất bại và bị giải thể vào năm 1502. Những nỗ lực nhằm tạo ra một nhà nước thống nhất đã không thành công lắm mà thay vào đó, ý tưởng về ba bộ phận của Áo đã tồn tại trước khi Friedrich và Maximilian thống nhất.
Thiếu tiền cho các kế hoạch khác nhau của mình, ông chủ yếu dựa vào các gia tộc ngân hàng như nhà Fugger và chính các chủ ngân hàng này đã hối lộ các đại cử tri của vương công để chọn cháu trai của Maximilian là Karl làm người kế vị. Một truyền thống mà ông đã bỏ là phong tục hàng thế kỷ rằng Hoàng đế La Mã Thần thánh phải được Giáo hoàng tấn phong ở Roma. Không thể đến được Roma do sự thù địch của người Venizia, năm 1508, Maximilian, với sự đồng ý của Giáo hoàng Giuliô II, đã lấy tước hiệu Erwählter Römischer Kaiser ("Hoàng đế La Mã được chọn"). Vì vậy, cha ông Friedrich là vị hoàng đế cuối cùng được Giáo hoàng tấn phong ở Roma.

#### Karl I và Ferdinand I (1519-1564)

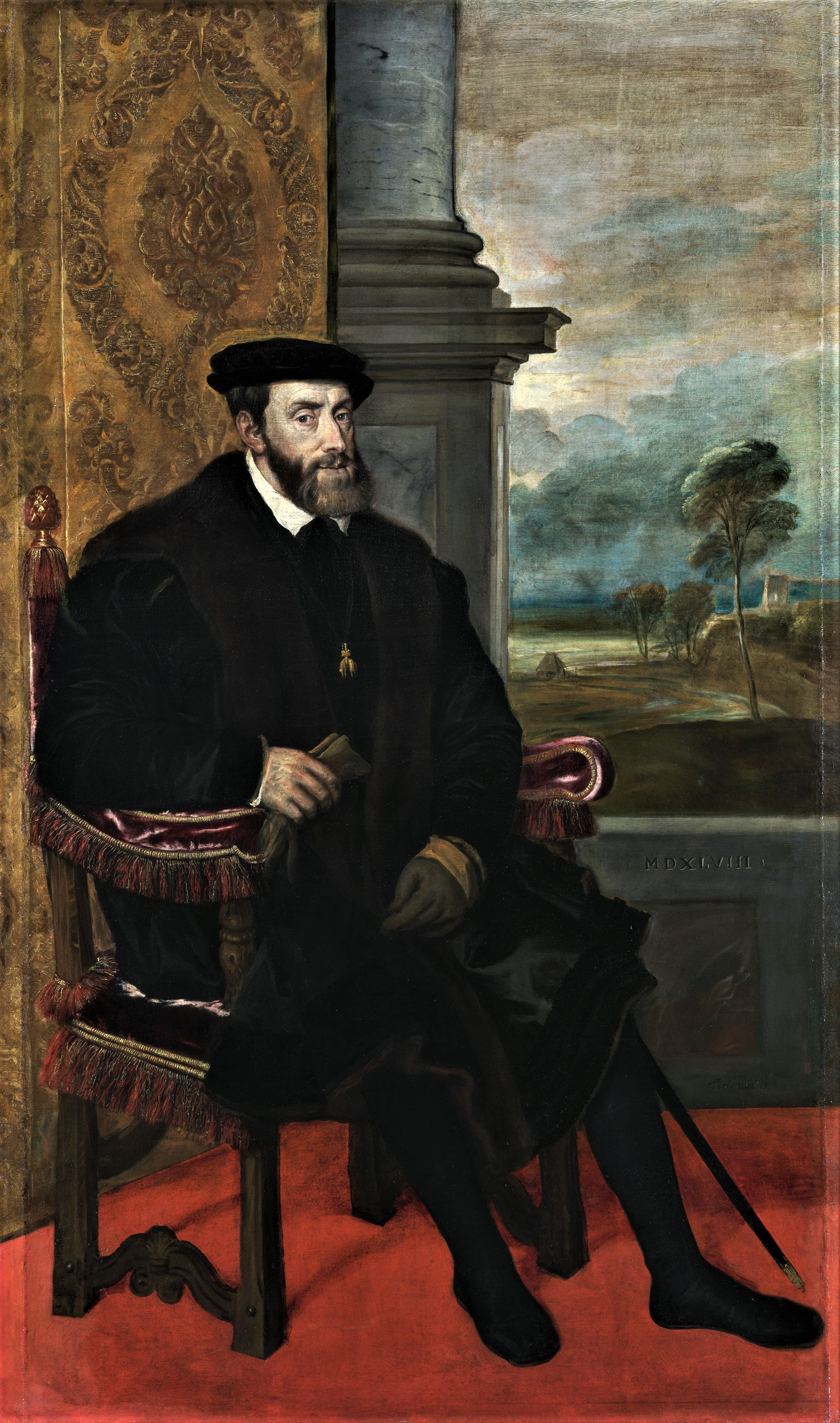
Karl I, do. Lambert Sustris vẽ năm 1548, Museo del Prado, Madrid, Tây Ban Nha

Kể từ khi Philipp Đẹp trai (1478–1506) qua đời trước khi cha ông là Maximilian, việc kế vị được truyền cho con trai của Philipp, Karl I (1519–1521), người trở thành Hoàng đế Karl V sau khi Maximilian chết vào năm 1519. Ông trị vì như một hoàng đế từ năm 1519 đến 1556. Khi sức khỏe yếu, ông thoái vị và qua đời năm 1558. Mặc dù được Giáo hoàng Clêmentê VII tấn phong tại Bologna năm 1530 (Karl đã cướp phá Roma năm 1527), ông là hoàng đế cuối cùng từng được Giáo hoàng tấn phong. Mặc dù cuối cùng ông không còn muốn xây dựng chế độ quân chủ phổ quát, Karl I vẫn được coi là người quyền lực nhất của nhà Habsburg. Thủ tướng của ông, Mercurino Gattinara nhận xét vào năm 1519 rằng Karl đang "trên đường dẫn đến chế độ quân chủ phổ quát... thống nhất tất cả Kitô hữu dưới một vương trượng", đưa ông đến gần hơn với tầm nhìn của Friedrich V về AEIOU và phương châm Plus ultra của Karl (ngày càng tiến xa) cho thấy đây là tham vọng của ông ta.

#### Áo thời Cải cách và Phản Cải cách (1517–1564)

##### Martin Luther và cuộc Cải cách Tin lành (1517–1545)
Khi Martin Luther viết 95 luận đề của mình trước cửa nhà thờ Các Thánh ở Wittenberg vào năm 1517, ông đã thách thức chính nền tảng của Đế chế La Mã Thần thánh, Cơ đốc giáo Công giáo và do đó xem như thách thức cả quyền bá chủ của nhà Habsburg. Sau khi Hoàng đế Karl V thẩm vấn và kết án Luther tại Nghị hội Worms năm 1521, học thuyết Lute và Cải chánh Tin lành đã lan nhanh trong lãnh thổ Habsburg. Được tạm thời thoát khỏi chiến tranh với Pháp theo Hiệp ước Cambrai năm 1529 và việc các hoàng tử theo đạo Tin lành ở Speyer tuyên bố năm đó, Hoàng đế xem xét lại vấn đề tiếp theo tại Nghị hội Augsburg vào năm 1530, vào thời điểm đó nó đã được thành lập.
Với mối đe dọa từ Ottoman ngày càng tăng (xem bên dưới), ông cần đảm bảo rằng đất nước không phải đối mặt với một cuộc ly giáo Cơ đốc giáo lớn. Ông bác bỏ quan điểm của các tín đồ giáo hội Luther (Tuyên bố Augsburg) ( Confessio Augustana ) với Confutatio Augustana và Ferdinand được bầu làm Vua của người La Mã vào ngày 5 tháng 1 năm 1531, đảm bảo sự kế vị của ông với tư cách là một quốc vương Công giáo. Đáp lại, các hoàng thân và điền chủ theo đạo Tin lành thành lập Liên minh Schmalkaldic vào tháng 2 năm 1531 với sự hậu thuẫn của Pháp. Những bước đi mới của Thổ Nhĩ Kỳ vào năm 1532 (yêu cầu ông phải nhờ đến sự trợ giúp của đạo Tin lành) và các cuộc chiến khác khiến hoàng đế không thể hành động thêm trên mặt trận này cho đến năm 1547 khi quân triều đình đánh bại Liên minh Schmalkaldic trong trận Mühlberg, Karl một lần nữa lại áp đặt đạo Công giáo.
Năm 1541, lời kêu gọi của Ferdinand đối với các tướng lĩnh viện trợ chống lại người Thổ Nhĩ Kỳ đã được đáp ứng bởi nhu cầu về sự khoan dung tôn giáo. Chiến thắng năm 1547 hóa ra chỉ tồn tại trong thời gian ngắn khi các lực lượng Pháp và Tin lành một lần nữa thách thức hoàng đế vào năm 1552 mà đỉnh điểm là Hòa ước Augsburg năm 1555. Quá mệt mỏi, Karl bắt đầu rút lui khỏi chính trường và giao lại quyền lực. Đạo Tin lành đã quá vững chắc nên không thể nhổ bỏ nó được nữa.
Áo và các tỉnh cha truyền con nối khác của nhà Habsburg (cả Hungary và Bohemia) đã bị ảnh hưởng nhiều bởi cuộc Cải cách, ngoại trừ Tyrol, các vùng đất của Áo đã cấm cửa đạo Tin lành. Mặc dù bản thân những người cai trị nhà Habsburg vẫn theo đạo Công giáo nhưng các tỉnh không thuộc Áo phần lớn đã chuyển sang học thuyết Lute, chủ nghĩa mà Ferdinand I hầu như đã chấp nhận.

##### Phản cải cách (1545–1563)
Phản ứng của Công giáo đối với Cải cách Tin lành là một phản ứng bảo thủ nhưng đã có một phản ứng giải quyết các vấn đề mà Luther nêu ra. Năm 1545, Công đồng Trentô bắt đầu cải cách và Phong trào Phản Cải cách ở biên giới của các vùng đất nhà Habsburg. Công đồng hoạt động không liên tục cho đến năm 1563. Ferdinand và các quốc vương nhà Habsburg ở Áo đã khoan dung hơn nhiều so với các anh em Tây Ban Nha của họ và quá trình bắt đầu tại Trento. Tuy nhiên, những nỗ lực của ông trong việc hòa giải tại Công đồng vào năm 1562 đã bị từ chối và dù đã có một cuộc phản công của Công giáo đã xảy ra trong lãnh thổ vương triều Habsburg từ những năm 1550 nhưng là do sự thuyết phục do các tu sĩ Dòng Tên và Peter Canisius. Ferdinand vô cùng hối hận vì đã thất bại trong việc hòa giải những khác biệt tôn giáo trước khi qua đời (1564).

#### Sự xuất hiện của người Ottoman (1526–1562)
Khi Ferdinand I kết hôn với vương triều Hungary vào năm 1521, Áo lần đầu tiên chạm trán với sự bành trướng của [[Đế chế Ottoman] người Ottoman]] ở phía tây, nơi họ có lần đầu tiên xung đột với Hungary từ những năm 1370. Vấn đề đi đến hồi kết khi người em vợ Anna, vị vua trẻ tuổi Lajos bị giết khi chiến đấu với quân Thổ Nhĩ Kỳ dưới quyền Suleiman Đại đế tại trận Mohács năm 1526, tước vị được trao cho Ferdinand. Góa phụ Mária của Lajos đã chạy trốn để tìm kiếm sự bảo vệ từ Ferdinand.
Người Thổ Nhĩ Kỳ ban đầu rút lui sau chiến thắng này và xuất hiện trở lại vào năm 1528, họ tiến về Vienna và bao vây nó vào năm sau. Họ rút lui vào mùa đông đó cho đến năm 1532 khi bước tiến của họ bị chặn lại bởi Karl V dù họ đã kiểm soát phần lớn Hungary. Ferdinand sau đó buộc phải công nhận Szapolyai János. Người Thổ Nhĩ Kỳ tiếp tục gây chiến giữa năm 1537 và một hiệp định đình chiến tạm thời vào năm 1547 đã chia cắt Hungary. Tuy nhiên, các cuộc xung đột tiếp theo gần như đến ngay lập tức cho đến khi Hiệp ước Constantinople năm 1562 xác nhận biên giới năm 1547. Mối đe dọa từ Ottoman tồn tại trong 200 năm sau đó.

## Tái phân chia lãnh thổ nhà Habsburg (1564–1620)
Ferdinand I có ba người con trai sống đến tuổi trưởng thành, ông đã theo truyền thống nhà Habsburg chia các vùng đất của mình cho họ khi chết vào năm 1564. Điều này làm cho Áo suy yếu đáng kể, đặc biệt là giữa lúc Ottoman đang bành trướng. Mãi cho đến triều đại của Ferdinand III (Đại Công tước 1590–1637), họ mới được thống nhất một lần nữa vào năm 1620 mặc dù chỉ trong một thời gian ngắn cho đến năm 1623. Mãi đến năm 1665, dưới thời Leopold I, các vùng đất của Áo mới được thống nhất hoàn toàn.
Trong 60 năm tiếp theo, Chế độ quân chủ Habsburg được chia thành ba khu vực pháp lý:
- "Hạ Áo" - Các Công quốc Áo, Bohemia được chuyển cho nhánh của Karl II năm 1619.
  - Maximilian II (1564–1576); Rudolf V (1576–1608); Matthias (1608–1619)
- "Thượng Áo" - Tyrol và Ngoại Áo được chuyển cho dòng của Maximilian II năm 1595 (dưới sự quản lý của Maximilian III, 1595–1618).
  - Ferdinand II (1564–1595)
- "Nội Áo"
  - Karl II (1564–1590); Ferdinand III (1590–1637)

Là con trai cả, Maximilian II và các con trai của ông đã được ban cho các lãnh thổ "cốt lõi" ở Hạ và Thượng Áo. Sau khi Ferdinand II chết, các vùng lãnh thổ của ông (năm 1595) được truyền cho Rudolf V (1576–1608), con trai của Maximilian II.
Maximilian II được kế vị bởi ba người con trai, không ai trong số họ có người thừa kế còn sống, vì vậy, nhánh này đã tuyệt tự vào năm 1619 sau sự thoái vị của Albrecht VII (1619–1619). Vì vậy, con trai của Karl II là Ferdinand III được thừa kế toàn bộ vùng đất của nhà Habsburg. Tuy nhiên, ông nhanh chóng mất Bohemia, nơi đã nổi dậy vào năm 1619 và có một thời gian ngắn (1619–1620) được cai trị bởi Frederick I. Vì vậy, tất cả các vùng đất lại nằm dưới quyền một người cai trị vào năm 1620 khi Ferdinand III xâm lược Bohemia, đánh bại Frederick I.
Mặc dù về mặt kỹ thuật là một vị trí được bầu chọn, danh hiệu Hoàng đế La Mã Thần thánh đã được truyền lại cho Maximilian II và hai con trai (Rudolf V và Matthias) kế vị ông. Albrecht VII chỉ làm Đại Công tước chỉ vài tháng trước khi thoái vị để ủng hộ Ferdinand III, người cũng trở thành hoàng đế.

### "Hạ Áo"

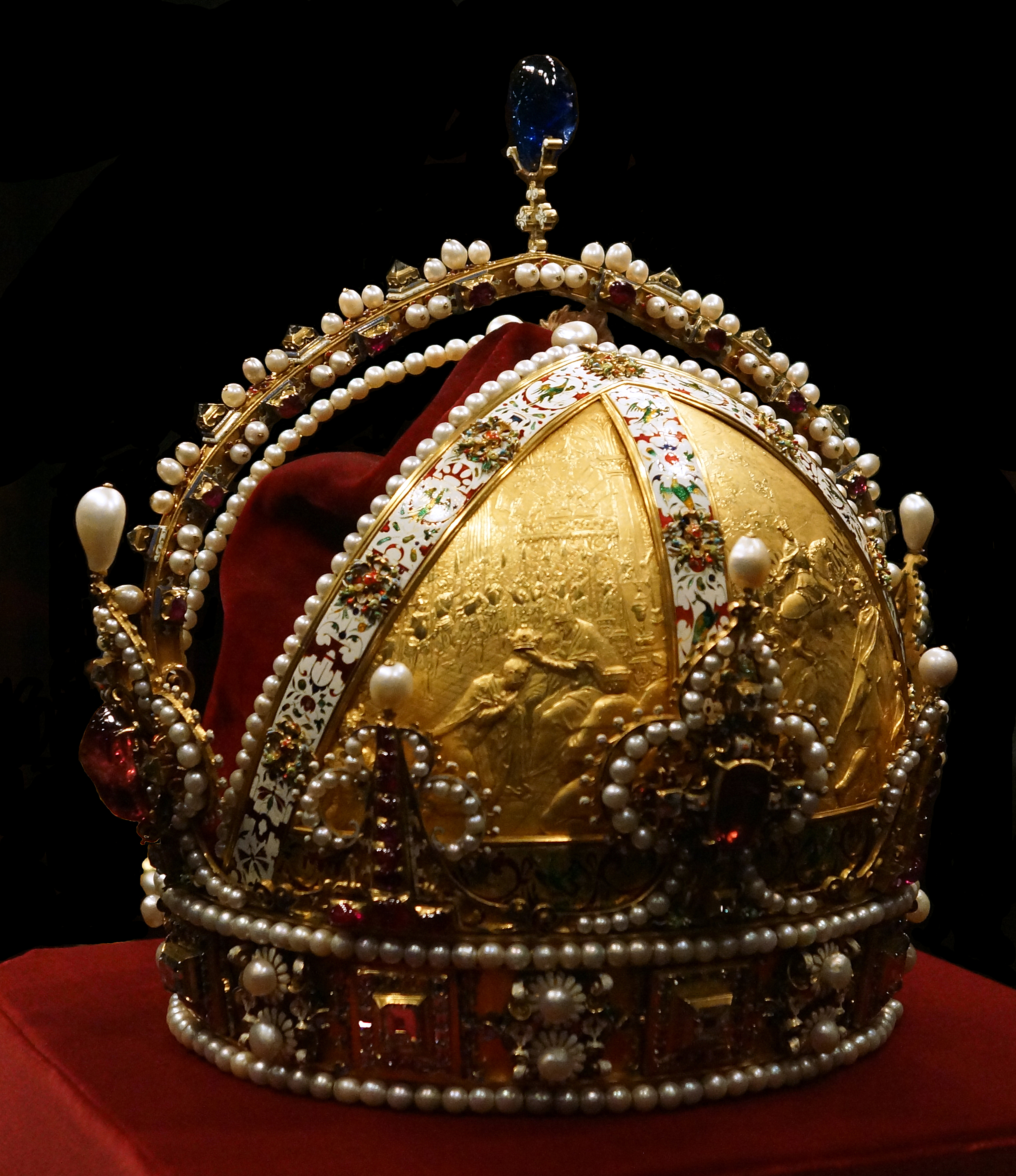
Vương miện của Hoàng đế Rudolf II.

Rudolf V (Đại Công tước, Hoàng đế Rudolf II 1576–1612) là con trai cả của Maximilian, ông đã chuyển thủ đô của mình từ Vienna đến địa điểm an toàn hơn là Praha trước mối đe dọa từ Ottoman. Ông được ghi nhận là một người bảo trợ lớn cho nghệ thuật và khoa học nhưng lại là một quân vương tồi. Trong số các di sản của ông có Vương miện Hoàng gia nhà Habsburg. Ông thích phân trách nhiệm cho các anh em của mình (trong đó có sáu người sống đến tuổi trưởng thành) nên dẫn đến sự không thống nhất về chính sách giữa các vùng đất. Trong số này có em trai của ông là Matthias, ông này đã làm Toàn quyền Áo năm 1593.
Khi giành được "Thượng Áo" vào năm 1595, quyền lực của ông đã tăng lên đáng kể, các lãnh thổ Nội Áo còn lại nằm trong tay Ferdinand III khi đó mới 17 tuổi. Tuy nhiên, ông đã giao lại quyền điều hành cho Maximilian III, một người em trai khác. Năm 1593, ông kích động một cuộc xung đột mới với người Ottoman, những người đã tiếp tục các cuộc tấn công vào năm 1568 trong Cuộc chiến trường kỳ hay cuộc chiến mười lăm năm từ năm 1593 đến năm 1606. Không muốn thỏa hiệp và hình dung ra một cuộc thập tự chinh mới với kết quả thảm khốc, người Hungary vốn đang kiệt quệ đã nổi dậy vào năm 1604. Vấn đề Hungary càng trở nên trầm trọng hơn do những nỗ lực áp đặt cải cách ở đó. Do đó, ông giao Hungary cho Matthias, người đã ký Hòa ước Vienna với người Hungary và Hòa ước Zsitvatorok với người Thổ Nhĩ Kỳ vào năm 1606. Kết quả là tạo nên Transylvania độc lập theo đạo Tin lành.
Những sự kiện này đã dẫn đến xung đột ( Bruderzwist ) giữa hai anh em. Melchior Klesl bày mưu để đảm bảo sự thăng tiến của Matthias. Đến năm 1608, Rudolf đã nhượng lại phần lớn lãnh thổ của mình cho Matthias. Các xung đột sau đó dẫn đến việc Matthias bỏ tù anh trai mình vào năm 1611, người lúc đó đã từ bỏ mọi quyền lực ngoại trừ tước hiệu hoàng đế hữu danh vô thực. Rudolf qua đời vào năm sau và được kế vị bởi Matthias.
Vì vậy, Matthias đã kế vị Vương triều vào năm 1608 và trở thành hoàng đế vào năm 1612 cho đến khi ông qua đời vào năm 1619. Triều đại của ông được đánh dấu bằng cuộc xung đột với em trai của mình là Maximilian III, một người Công giáo không khoan nhượng hơn và được ủng hộ Ferdinand II nhiệt thành không kém ở "Nội Áo" làm người kế vị, Ferdinand từng là nhiếp chính của Maximilian từ năm 1593 đến 1595 trước khi tiếp quản "Thượng Áo". Các cuộc xung đột làm nhà Habsburg yếu hơn so với các địa chủ và người theo đạo Tin lành. Matthias chuyển thủ đô trở lại Vienna từ Praha và ký thêm hòa ước với người Thổ vào năm 1615. Trong khi đó, lòng nhiệt thành tôn giáo trong đế chế đang gia tăng và thậm chí Klesl hiện là Giám mục của Vienna (1614) và Hồng y (1615) đã được xem xét bởi những tín đồ Công giáo cực đoan, kể cả Ferdinand II. Chiến tranh đang bùng phát và cuộc tấn công vào hai quan chức cấp cao ở Praha vào ngày 23 tháng 5 năm 1618 (Vụ vất người qua cửa sổ ở Praha) là để châm ngòi cho chiến tranh. Matthias giống như anh trai Rudolf của mình, ngày càng bị cô lập bởi Ferdinand, người đã giam cầm Klesl.
Người anh kế vị vào năm 1619 là Albrecht VII nhưng chỉ tại vị trong vòng vài tháng, ông ta đã bị thuyết phục từ chức để ủng hộ Ferdinand II.

### Cải cách và Phản cải cách

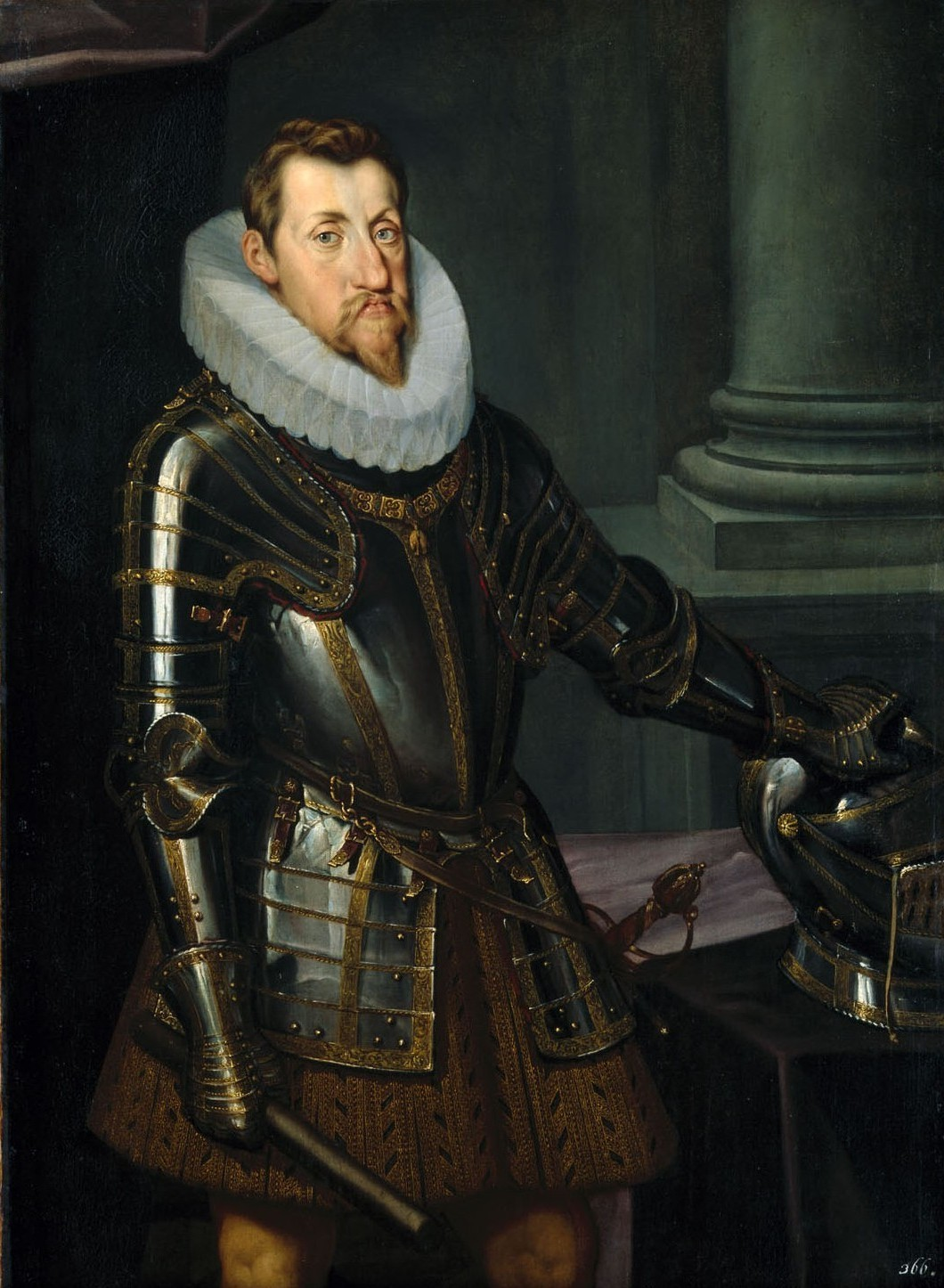
Đại Công tước Ferdinand II 1619–1637, kiến trúc sư của Phong trào Phản Cải cách

Tôn giáo đóng một vai trò quan trọng trong nền chính trị thời kỳ này, ngay cả sự khoan dung cũng có giới hạn của nó khi đối mặt với những yêu cầu không phù hợp của cả hai phe. Là Đại Công tước gần gũi nhất với mối đe dọa của Thổ Nhĩ Kỳ, Maximilian II đã tiếp tục chính sách khoan dung và hòa giải của cha mình, ban hành  Assekuration  (hợp pháp hóa đạo Tin lành cho giới quý tộc) vào năm 1571, cũng như Karl II với  Religionspazifikation  vào năm 1572, khi ở Tyrol xa xôi, Ferdinand II có thể đủ khả năng để trở nên hung hãn hơn. Các chính sách của Maximilian II được tiếp tục bởi các con trai của ông, Rudolf V và Matthias. Sức mạnh của cuộc Cải cách ở Thượng Áo đã bị suy giảm bởi sự chia rẽ nội bộ trong khi ở Hạ Áo, Melchior Khlesl đã dẫn đầu một phản ứng Công giáo mạnh mẽ, trục xuất những người truyền đạo Tin lành và thúc đẩy cải đạo. Sự nhượng bộ tiếp theo của Karl II vào năm 1578 là  Brucker Pazifikation  vấp phải nhiều sự phản đối hơn.
Phục hưng Công giáo bắt đầu mạnh mẽ hơn vào năm 1595 khi Ferdinand II theo Dòng Tên đến tuổi trưởng thành. Ông đã kế vị cha mình, Karl II ở Nội Áo vào năm 1590 và rất hăng hái trong việc trấn áp tà giáo ở các tỉnh mà ông cai trị. Ủy ban Cải cách đã bắt đầu một quá trình cưỡng ép tái công giáo hóa và đến năm 1600 đã áp dụng ở Graz và Klagenfurt. Không giống như các nhà cầm quyền trước đây, Ferdinand II không quan tâm đến ảnh hưởng của xung đột tôn giáo đến khả năng chống chọi với quân Ottoman. Phong trào Phản Cải cách sẽ tiếp tục kéo dài đến cuối Chiến tranh ba mươi năm vào năm 1648.

## Áo và Chiến tranh Ba mươi năm (1618–1648)

### Ferdinand II (1619–1637) và việc tiến quá xa của nhà Habsburg
Khi Ferdinand II (1619–1637), một người cực kỳ ngoan đạo và không có lòng khoan dung tôn giáo được bầu làm Hoàng đế (tự hiệu là Ferdinand II) vào năm 1619 để kế vị người anh họ Matthias, ông đã bắt tay thực hiện công cuộc tái Công giáo hóa không chỉ các Tỉnh được thừa hưởng cua mình mà cả Bohemia và Hungary thuộc nhà Habsburg cũng như phần lớn châu Âu theo đạo Tin lành trong Đế chế La Mã Thần thánh.
Bên ngoài vùng đất thừa kế của mình, danh tiếng về sự bất khoan dung tôn giáo kiên định mạnh mẽ của Ferdinand II đã gây ra cuộc Chiến tranh Ba mươi năm vào tháng 5 năm 1618 trong giai đoạn đầu phân cực được gọi là Cuộc nổi dậy ở Bohemia. Sau khi Cuộc nổi dậy Bohemia bị dập tắt vào năm 1620, ông đã bắt tay vào một nỗ lực phối hợp để loại bỏ đạo Tin lành ở Bohemia và Áo, thành công phần lớn là nỗ lực của ông nhằm giảm bớt quyền lực của Nghị viện. Sự đàn áp tôn giáo đối với Phong trào Phản Cải cách lên đến đỉnh điểm vào năm 1627 với Sắc lệnh Tỉnh (Veneuerte Landesordnung).
Sau một số bước lùi ban đầu, Ferdinand II đã trở nên dễ tính hơn nhưng khi những người Công giáo xoay chuyển tình thế và bắt đầu có một chuỗi thành công dài trong tay, ông đã đưa ra Sắc chỉ Phục hồi vào năm 1629 nhằm nỗ lực khôi phục nguyên trạng năm 1555 (Hòa ước Augsburg), làm phức tạp rất nhiều vấn đề chính trị của các cuộc đàm phán dàn xếp và kéo dài cuộc chiến. Được khích lệ bởi những thành công giữa cuộc chiến, Ferdinand II thậm chí còn trở nên mạnh mẽ hơn, dẫn đến những tai tiếng của quân đội của ông như trận cướp bóc Frankenburg (Frankenburger Würfelspiel) (1625), đàn áp khởi nghĩa nông dân năm 1626 và trận cướp phá Magdeburg (1631). Mặc dù kết thúc bằng Hòa ước Praha (1635) với Sachsen và do đó kết thúc cuộc chiến nội bộ hay nội chiến với những người theo đạo Tin lành, chiến tranh vẫn kéo dài do sự can thiệp của nhiều ngoại bang như Tây Ban Nha, Thụy Điển và Pháp thúc đẩy.

### Ferdinand III và tiến trình hòa bình (1637–1648)
Vào thời điểm Ferdinand II qua đời vào năm 1637, cuộc chiến đang diễn ra để lại hậu quả thảm khốc đối với nhà Habsburg và con trai ông là Ferdinand III (1637–1657), một trong những chỉ huy quân sự của ông phải đối mặt với nhiệm vụ cứu vãn hậu quả từ chủ nghĩa cực đoan của cha mình. Ferdinand III thực dụng hơn nhiều và từng được coi là lãnh đạo của phe chủ hòa tại triều đình và đã giúp đàm phán Hòa ước Praha năm 1635. Tuy nhiên, với những tổn thất liên tục trong cuộc chiến, ông bị ép buộc phải lập hòa ước vào năm 1648 băng hòa ước Westphalen để kết thúc cuộc chiến. Một trong những hành động của ông trong phần sau của cuộc chiến là trao thêm độc lập cho các quốc gia Đức (ius belli ac pacis - quyền trong thời kỳ chiến và thơi bình), điều này sẽ dần thay đổi cán cân quyền lực giữa hoàng đế và các quốc gia ủng hộ sau này.

### Đánh giá
Trong khi những nguyên nhân sâu xa của cuộc chiến được cho là khó xác định, cuộc chiến chứng minh là một trò tàu lượn siêu tốc khi nhà Habsburg đi quá xa trong việc đạt tham vọng chính trị là quyền bá chủ và sự tuân phục về tôn giáo của nhà Habsburg, dẫn đến việc tranh chấp lan rộng từ trong nước sang phần lớn châu Âu và cuối cùng họ cũng thất bại ngoại trừ ở lãnh thổ cốt lõi của mình.
Các cuộc cải đạo cưỡng bức hoặc trục xuất đã được thực hiện trong Chiến tranh Ba mươi năm cùng với sự thành công chung sau này của những người theo đạo Tin lành đã để lại những hậu quả nặng nề trong việc kiểm soát đối với Đế chế La Mã Thần thánh của nhà Habsburg. Mặc dù tổn thất lãnh thổ tương đối nhỏ nhưng Đế chế đã bị suy giảm quyền lực đáng kể và cán cân quyền lực ở châu Âu thay đổi với các trung tâm quyen lực mới xuất hiện ở biên giới đế chế. Các vùng lãnh thổ này giờ đây hoạt động giống một quốc gia hơn.
Trong khi không đặt mục tiêu về chế độ quân chủ phổ quát, các chiến dịch bên trong các vùng đất thừa kế của nhà Habsburg đã tương đối thành công trong việc thanh lọc tôn giáo dù Hungary chưa bao giờ được tái Công giáo hóa thành công. Chỉ ở Hạ Áo và chỉ trong giới quý tộc, đạo Tin lành mới được chấp nhận. Một số lượng lớn người di cư hoặc cải đạo trong khi những người khác bị xâm phạm là người theo đạo Tin lành bí mật, tuân phục một cách tương đối. Cuộc nổi dậy Bohemia bị dập tắt cũng đã chôn vùi nền văn hóa Séc và khiến tiếng Đức trở thành công cụ của chế độ chuyên chế Habsburg. Các quốc vương Áo sau đó có quyền kiểm soát lớn hơn nhiều dựa trên việc thừa kế, sự kìm kẹp của chế độ chuyên chế triều đại được thắt chặt và quyền lực của các vùng giảm dần. Mặt khác, Áo bị suy giảm nhiều về dân số và sức mạnh kinh tế, kém sức sống hơn và suy yếu với tư cách là một quốc gia dân tộc.
Chế độ Quân chủ Áo thời kì Baroque được thành lập. Bất chấp sự khác biệt giữa thực tế bên ngoài và niềm tin bên trong, phần còn lại của thế giới coi Áo là hình ảnh thu nhỏ của sự tuân phục cưỡng bức và sự kết hợp của giáo hội và nhà nước.

### Tác động của chiến tranh
Ngoài tổn thất về người, chiến tranh Ba mươi năm đã để lại nhiều biến động kinh tế, xã hội và dân số gây ra bởi các biện pháp cải cách cứng rắn của Ferdinand II và việc liên tục sử dụng các đội quân lính đánh thuê đã góp phần đáng kể vào tổn thất nhân mạng và giảm dân số thảm khốc ở tất cả các quốc gia Đức, trong một cuộc chiến tranh mà một số ước tính khiến thiệt hại về nhân mạng của dân thường lên tới 50%. Các nghiên cứu chủ yếu trích dẫn nguyên nhân tử vong do đói hoặc do nguyên nhân (cuối cùng là do thiếu lương thực) làm suy yếu sức đề kháng đối với các bệnh đặc hữu, vốn đã nhiều lần tạo thành dịch ở Trung Âu nói chung - các quốc gia Đức là chiến trường của các đội quân đánh thuê lớn nhất và các đội quân này đã cướp bóc ở nhiều tỉnh để ăn cắp thực phẩm của dân chúng bất kể là đi chạy nạn hay ở lại, đức tin hay lòng trung thành của họ. Cả người dân thành thị và nông dân đều liên tục bị tàn phá và trở thành nạn nhân bởi quân đội của cả hai bên, chưa kể đến áp lực từ những người tị nạn chiến tranh hoặc chạy trốn các cuộc đàn áp phản cải cách của Công giáo của Ferdinand.

### Sự kế vị và chia lại các vùng đất
Các vùng đất của Áo cuối cùng đã quy về một mối vào năm 1620 nhưng Ferdinand II đã nhanh chóng chia lại chúng vào năm 1623 theo truyền thống nhà Habsburg bằng cách chia "Thượng Áo" (Áo và Tirol) cho em trai ông là Leopold V (1623–1632), là người đang cai trị ở đó. Thượng Áo sẽ vẫn nằm dưới quyền kế vị của Leopold cho đến năm 1665 khi nó trở lại dòng lớn dưới thời Leopold I.
Con trai của Leopold V là Ferdinand Karl kế vị ông ở Thượng Áo vào năm 1632. Tuy nhiên, khi đó ông mới 4 tuổi nên mẹ ông là Claudia de 'Medici làm nhiếp chính cho đến năm 1646.

## Thiết lập chế độ quân chủ: Áo trỗi dậy thành một cường quốc (1648–1740)
Bất chấp những thất bại trong Chiến tranh Ba mươi năm, Áo đã phục hồi về kinh tế và nhân khẩu học và củng cố một nền bá quyền mới thường được gọi là thời đại Baroque Áo. Đến năm 1714, Áo trở lại là một cường quốc. Tuy nhiên, nguồn gốc của tính hợp pháp của nhà Habsburg với sự phụ thuộc vào sự hòa hợp tôn giáo và chính trị, đã khiến nó ngày càng trở nên lạc hậu trong Thời đại Khai sáng. Tuy nhiên, trong nghệ thuật và kiến trúc, phong cách baroque phát triển mạnh mẽ ở Áo. Trong thời bình, Ferdinand III (1637–1657) được coi là một người bảo trợ tuyệt vời cho nghệ thuật và các nhạc sĩ.
Sau cái chết của Ferdinand vào năm 1657, con trai ông là Leopold I (1657–1705) kế vị, Leopold I có thời gian trị vì tương đối dài. Trong khi đó, ở "Thượng Áo", Ferdinand Karl (1632–1662) mặc dù cũng là một người bảo trợ nghệ thuật nhưng lại cai trị theo phong cách chuyên chế và ngông cuồng. Anh trai của ông là Sigismund Franz (1662–1665) kế vị Ferdinand Karl một thời gian ngắn vào năm 1662 nhưng qua đời mà không có người thừa kế vào năm 1665, các vùng đất của ông được chuyển lại cho Leopold I. Do đó, từ năm 1665, Áo được thống nhất dưới một chế độ chung.

### Leopold I (1657–1705): Sự thống nhất cuối cùng và giải phóng khỏi Đế chế Ottoman

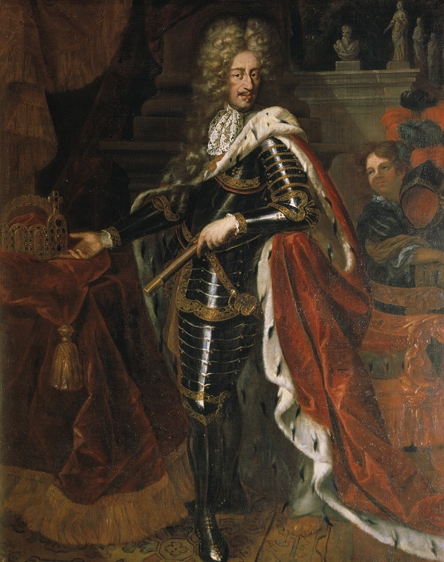
Leopold I, 1657–1705.

Triều đại của Leopold I được đánh dấu bằng sự trở lại sau một loạt các cuộc chiến tranh. Ngay cả trước khi kế vị cha mình vào năm 1657, ông đã tham gia Chiến tranh phương Bắc lần thứ hai (1655–1660) sau khi Thụy Điển tham gia Chiến tranh Ba mươi năm, trong đó Áo đứng về phía Ba Lan, đánh bại Thân vương quốc Transylvania, một đồng minh của Thụy Điển và Ottoman và thiết lập chính quyền bảo hộ.
Vào cuối cuộc chiến đó, người Ottoman đã đánh chiếm Nagyvárad ở Transylvania vào năm 1660, đánh dấu khởi đầu cho sự suy tàn của công quốc đó và gia tăng ảnh hưởng của nhà Habsburg. Người Transylvania đã kêu gọi Vienna giúp đỡ trong vô vọng mà không biết về các thỏa thuận bí mật giữa hai vương triều Ottoman-Habsburg.

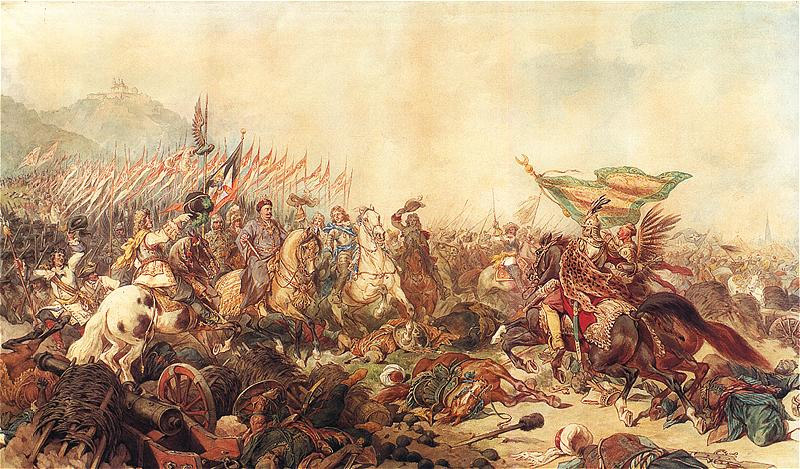
Trận Vienna, 1683.

May mắn thay cho Áo, Thổ Nhĩ Kỳ phải bận tâm đến những nơi khác trong Chiến tranh Ba mươi năm dù Áo có thể dễ bị tấn công vào hai bên sườn phía đông. Mãi cho đến năm 1663, người Thổ Nhĩ Kỳ mới nảy sinh ý định nghiêm túc đối với Áo nhưng quân đội Ottoman thất bại nặng nề, bị đánh bại trong trận Saint Gotthard vào năm sau.
Các điều khoản được đưa ra trong lúc phải cấp thiết đối phó với người Pháp ở phía Tây là các điều khoản bất lợi đến mức chúng đã khiến người Hungary nổi dậy. Tệ hơn nữa, sau khi hành quyết các nhà lãnh đạo, Leopold đã cố gắng áp đặt một cuộc cải cách, khơi mào một cuộc nội chiến tôn giáo dù ông đã nhượng bộ một phần vào năm 1681. Do đó, vào đầu những năm 1680, Leopold đã phải đối mặt với cuộc nổi dậy của người Hungary, vốn được người Ottoman hậu thuẫn và khuyến khích giữa lúc phải đối mặt với nguy cơ từ người Pháp.
Trong khi đó, Áo đã tham chiến trong Chiến tranh Pháp-Hà Lan (1672–1678) và với việc ký kết Hiệp ước Nijmegen mang lại cho người Pháp những cơ hội đáng kể (thống nhất), thực tế là các hoạt động của người Pháp, giờ cũng là một cường quốc, khiến Leopold phân tâm. Tiếp nối lợi thế của mình với người Thổ Nhĩ Kỳ và các mối quan hệ Áo-Ottoman được điều chỉnh bởi hòa ước Vasvár, điều này sẽ giúp giảm áp lực cho Áo trong khoảng hai mươi năm. Việc thống nhất của Pháp đã đưa Pháp vào thế trung lập rất cần thiết trong khi Áo vẫn đang phải dè chừng ở phía đông.
Người Ottoman lại tiếp tục tấn công Áo vào năm 1682 để trả đũa các cuộc đột kích của vương triều Habsburg. Người Ottoman tiến đến và chuẩn bị bao vây Vienna vào năm 1683, nơi được coi là một thành trì vững chắc. Các lực lượng đồng minh cuối cùng đã tỏ ra vượt trội, việc phá vây và theo sau là một loạt chiến thắng vào các năm 1687, 1687 và 1697 dẫn đến việc ký kết hiệp ước Karlowitz (1699), Belgrade thất thủ vào năm 1688 (nhưng bị chiếm lại vào năm 1690). Điều này mang lại quyền bá chủ của Áo ở Áo và đưa một số lượng lớn người Serb vào Đế quốc, những người có tác động lớn đến các chính sách trong nhiều thế kỷ tiếp theo.
Với biên giới phía đông cuối cùng đã được bảo đảm, Vienna có thể phát triển mạnh mẽ (Vienna gloriosa) và mở rộng ra ngoài giới hạn truyền thống của nó. Ở phía đông, Leopold thấy rằng sẽ chẳng thu được gì bằng các biện pháp hà khắc, chính sách đó đã dẫn tới sự chấp nhận của ông và ông đã cấp quyền lập nghị viện cho người Hungary thông qua Văn kiện Leopoldianum năm 1691. Tuy nhiên, về mặt quân sự, điều này chỉ nhằm giúp Áo rảnh tay hơn để tham chiến trong các cuộc chiến tranh ở Tây Âu sau này. Áo ngày càng tham gia nhiều hơn vào cuộc cạnh tranh với Pháp ở Tây Âu, chiến đấu với Pháp trong Chiến tranh của Liên minh Augsburg (1688–1697).
Về mặt đối nội, triều đại của Leopold được đánh dấu bằng việc trục xuất người Do Thái khỏi Vienna vào năm 1670, khu vực này được đổi tên thành Leopoldstadt. Trong khi năm 1680, Leopold áp dụng Pragmatica, điều chỉnh lại mối quan hệ giữa địa chủ và nông dân.

### Chiến tranh kế vị Tây Ban Nha (1701–1714): Joseph I và Karl III
Phức tạp nhất là Chiến tranh Kế vị Tây Ban Nha (1701–1714), trong đó người Pháp và Áo (cùng với các đồng minh Anh, Hà Lan và người Catalan của họ) tranh giành quyền thừa kế các vùng lãnh thổ rộng lớn của nhà Habsburg Tây Ban Nha. Nguyên nhân bề ngoài là do tương lai Karl III của Áo (1711–1740) tuyên bố ngai vàng Tây Ban Nha bị bỏ trống vào năm 1701. Leopold tham chiến nhưng không sống để chứng kiến kết cục của nó và được kế vị bởi Joseph I vào năm 1705. Triều đại của Joseph rất ngắn. Chiến tranh cuối cùng đã kết thúc vào năm 1714 khi anh trai của Joseph là Karl III kế vị ông.
Mặc dù người Pháp đã đảm bảo quyền kiểm soát Tây Ban Nha và các thuộc địa của nó cho cháu trai của Louis XIV nhưng người Áo cuối cùng cũng đạt được nhiều lợi ích đáng kể ở Tây Âu bao gồm cả Hà Lan thuộc Tây Ban Nha trước đây (nay được gọi là Hà Lan thuộc Áo, gồm hầu hết Bỉ ngày nay), Công quốc Milano ở Bắc Ý, Napoli và Sardinia ở Nam Ý. (Sau này được đổi lấy Sicilia vào năm 1720). Kết thúc cuộc chiến năm 1714, Áo đã đạt được vị thế quan trọng trên vũ đài chính trị châu Âu.
Chiến tranh kết thúc chứng kiến các đồng minh của Áo bỏ rơi họ do việc Áo ký kết các hiệp ước với người Pháp, Karl cuối cùng đã ký kết Hiệp ước Rastatt vào năm 1714. Dù nhà Habsburg có thể không đạt được tất cả những gì họ muốn, họ vẫn thu được lợi ích đáng kể qua cả hai hiệp ước Rastatt và Karlowitz và thiết lập được quyền lực. Trong phần còn lại của triều đại của Karl III đã chứng kiến nước Áo từ bỏ nhiều thành tựu ấn tượng này, phần lớn là do Karl lo ngại về sự tuyệt tự sắp xảy ra của nhà Habsburg.

### Karl III: Kế vị và Sắc lệnh Thực dụng (1713–1740)

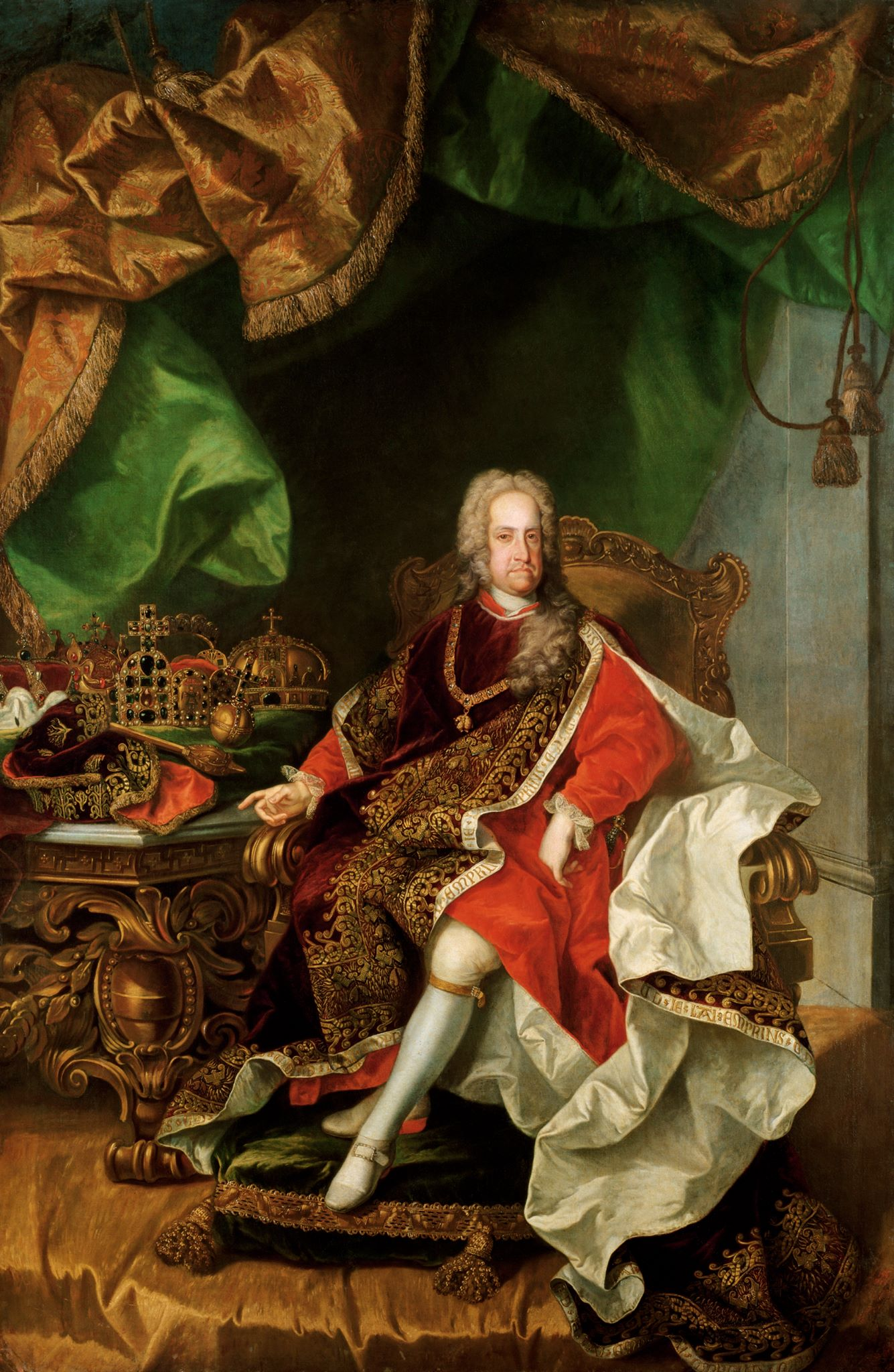
Karl III, 1713–1740

Vì Karl hiện đang gặp vấn đề về quyền kế vị, chỉ có hai cô con gái còn sống. Giải pháp của ông là xóa bỏ quyền thừa kế duy nhất của nam giới bằng Sắc lệnh thực dụng năm 1713. Vào năm 1703, cha của ông, Leopold VI đã lập một hiệp ước với các con trai của mình cho phép phụ nữ có quyền thừa kế nhưng rất mơ hồ về chi tiết. Sắc lệnh thực dụng đã củng cố điều này và ngoài ra còn đưa ra quy định về tính không thể tách rời ( indivisibiliter ac inseparabiliter ) của lãnh thổ nhà Habsburg.
Điều này là cơ sở pháp lý cho sự liên minh với Hungary và hợp pháp hóa chế độ quân chủ Habsburg. Nó sẽ được xác nhận bởi Thỏa hiệp Áo-Hung năm 1867 và sẽ kéo dài đến năm 1918. Sau đó, ông cần tăng cường dàn xếp bằng cách thương lượng với các quốc gia xung quanh. Đàm phán nội bộ tương đối đơn giản và nó trở thành luật vào năm 1723.
Karl giờ đây sẵn sàng đưa ra những lợi thế cụ thể về lãnh thổ và quyền lực để đổi lấy sự công nhận vô giá trị của các cường quốc khác về Sắc lệnh thực dụng giúp con gái ông Maria Theresia trở thành người thừa kế của ông. Một thách thức không kém là câu hỏi về triển vọng hôn nhân của người thừa kế và cách họ có thể ảnh hưởng đến cán cân quyền lực của châu Âu. Sự lựa chọn cuối cùng của Franz Stefan của Lothringen vào năm 1736 đã tỏ ra không được lòng các cường quốc khác, đặc biệt là Pháp.
Chiến tranh tiếp tục là một phần của đời sống châu Âu vào đầu thế kỷ 18. Áo đã tham chiến trong Chiến tranh của Liên minh bốn nước và kết quả là Hòa ước The Hague năm 1720 chứng kiến lãnh thổ nhà Habsburg đạt được sự mở rộng lãnh thổ lớn nhất. Chiến tranh với Pháp lại nổ ra vào năm 1733 cùng với Chiến tranh Kế vị Ba Lan mà cuộc dàn xếp tại Hiệp ước Vienna năm 1738 chứng kiến Áo nhường Napoli và Sicilia cho Tây Ban Nha. Don Carlos để đổi lấy Công quốc Parma nhỏ bé và sự tuân thủ của Tây Ban Nha và Pháp đối với Sắc lệnh Thực dụng. Những năm sau đó dưới triều đại của Karl cũng chứng kiến nhiều cuộc chiến chống lại người Thổ Nhĩ Kỳ, bắt đầu bằng một cuộc giao tranh thành công vào năm 1716–1718, đỉnh điểm là Hiệp ước Passarowitz. Ít thành công hơn là cuộc chiến 1737–1739 dẫn đến việc Áo bị mất Belgrade và các lãnh thổ biên giới khác theo Hiệp ước Belgrade.
Về mặt đối nội, lợi ích chính trị và quân sự đi kèm với sự mở rộng kinh tế và phục hồi dân số ( Schwabenzug ) khi Áo bước vào thời kỳ Thượng Baroque với vô số các tòa nhà mới trong đó có Belvedere (1712–1783) và Karlskirche (1716–1737). Các công trình này được xây bởi các kiến trúc sư vĩ đại của thời kỳ đó như Fischer, Hildebrandt và Prandtauer. Tuy nhiên, tình hình tài chính của nhà Habsburg lại rất mỏng manh. Họ đã dựa vào các chủ ngân hàng người Do Thái như Samuel Oppenheimer để tài trợ cho các cuộc chiến và sau đó khiến ông ta phá sản. Tuy nhiên, hệ thống tài chính ở Áo vẫn còn lạc hậu và bất cập. Vào thời điểm Karl qua đời vào năm 1740, ngân khố gần như cạn kiệt.
Sự bất khoan dung tôn giáo của nhà Habsburg thể hiện rất rõ, các vùng lãnh thổ cốt lõi của đế chế bị giám sát gắt gao hơn vào năm 1731, 22.000 người bị nghi ngờ là tín đồ Tin lành đã bị trục xuất khỏi Salzburg và Salzkammergut. Sự bất khoan dung với những người Do Thái ở Bohemia và các khu vực lân cận dưới thời Familianten ( Familiantengesetze ) cũng tương tự như sự bất khoan dung tôn giáo vào năm 1726 và 1727. Nếu không sợ những hậu quả kinh tế có thể xảy ra, những điều tồi tệ hơn nữa đã xảy ra và quá trình điều chỉnh đó là cần thiết cho những ý tưởng theo chủ nghĩa duy lý hơn của Tây Âu. Trong số này có chủ nghĩa bàng quan khuyến khích sự tự cung tự cấp kinh tế trong quốc gia. Vì vậy, các ngành công nghiệp trong nước như  Linzer Wollzeugfabrik  được thành lập và khuyến khích nhưng thường những ý tưởng như vậy đã bị khuất phục bởi những quyền lợi được trao cho tầng lớp quý tộc và giáo hội. Chủ nghĩa duy lý nhấn mạnh vào tự nhiên và phổ biến là phản đề của chủ nghĩa tinh hoa Habsburg và quyền lực thần thánh. Cuối cùng các cường quốc bên ngoài đã áp đặt chủ nghĩa duy lý vào Áo.
Trước khi qua đời vào năm 1740, Karl III đã đảm bảo được hầu hết các cường quốc Châu Âu chấp nhận Sắc lệnh Thực dụng. Câu hỏi còn lại là liệu nó có thực tế trong ván cờ quyền lực phức tạp của các triều đại châu Âu hay không.

## Maria Theresia và cuộc cải cách (1740–1780)

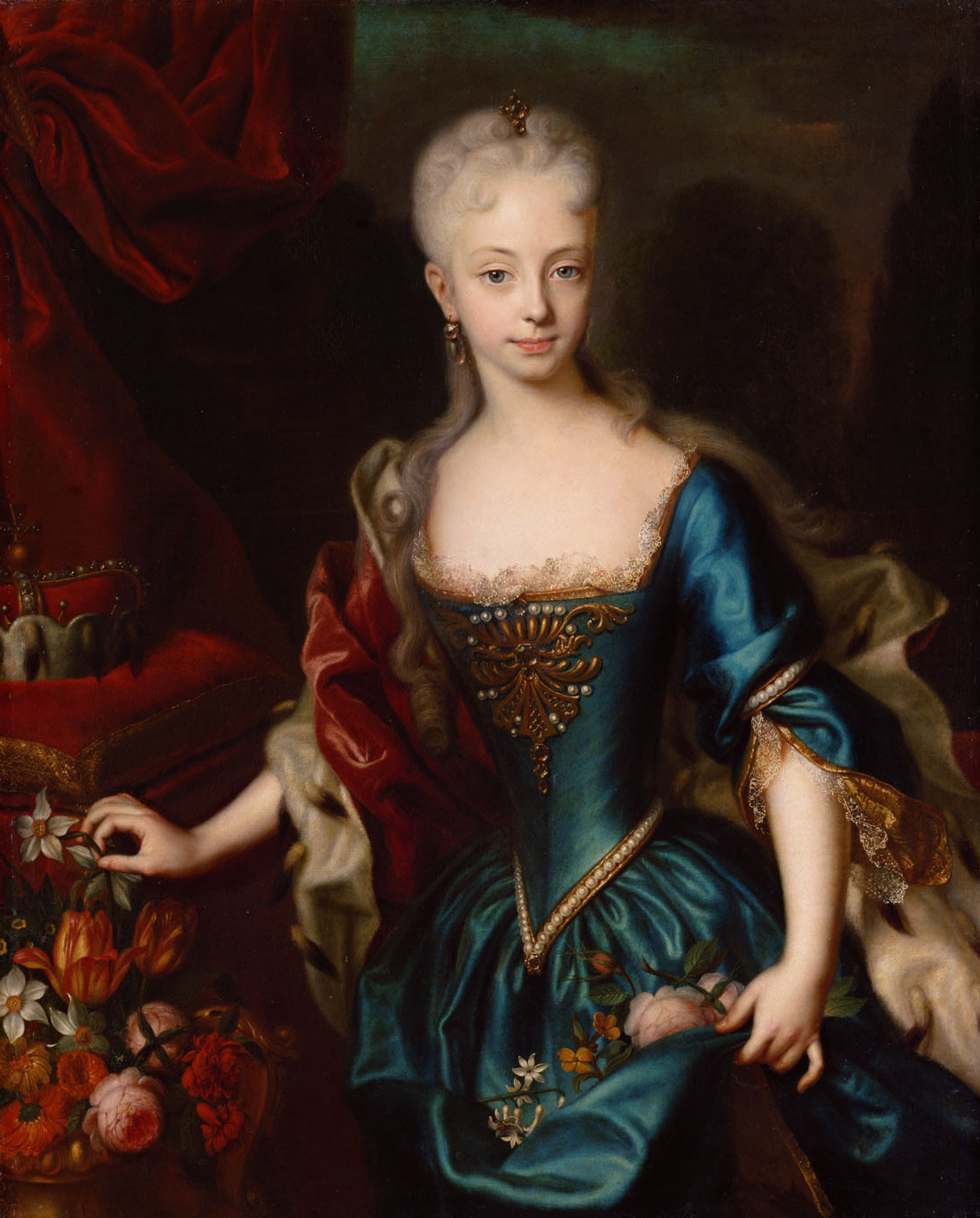
Maria Theresia của Áo khi còn là một thiếu nữ vào năm 1727.

Karl III qua đời vào ngày 20 tháng 10 năm 1740 và được kế vị bởi con gái ông là Maria Theresia. Tuy nhiên, bà không trở thành Nữ hoàng ngay lập tức, tước hiệu đó được trao cho Karl VII (1742–1745). Đây là lân duy nhất mà vương miện của hoàng gia được trao cho người không thuộc dòng dõi nhà Habsburg từ năm 1440 đến năm 1806, Karl VII là một trong số nhiều người đã phủ nhận Sắc lệnh Thực dụng năm 1713. Như nhiều người đã đoán trước, tất cả những lời đảm bảo từ các thế lực khác đều không có giá trị gì đối với Maria Theresia.

### Chiến tranh Kế vị Áo (1740–1748)
Vào ngày 16 tháng 12 năm 1740, quân Phổ xâm lược Silesia dưới quyền vua Friedrich Đại đế. Đây là trận đầu tiên trong ba cuộc Chiến tranh Silesia giữa Áo và Phổ trong thời kỳ này (1740–1742, 1744–1745 và 1756–1763). Ngay sau đó các cường quốc khác bắt đầu khai thác điểm yếu của Áo. Karl VII tuyên bố quyền thừa kế đối với các vùng đất cha truyền con nối và Bohemia và được sự ủng hộ của Vua Pháp, người muốn có Hà Lan thuộc Áo. Người Tây Ban Nha và người Sardinia hy vọng giành được lãnh thổ ở Ý còn người Sachsen hy vọng giành được lãnh thổ để liên kết Sachsen với Vương quốc Ba Lan của Tuyển hầu tước. Pháp thậm chí đã đi xa đến mức chuẩn bị cho một sự phân chia Áo.
Các đồng minh của Áo gồm Anh, Cộng hòa Hà Lan và Nga đều cảnh giác khi tham gia vào cuộc xung đột này; cuối cùng, chỉ có Anh là có hỗ trợ đáng kể. Do đó, bắt đầu Chiến tranh Kế vị Áo (1740–1748), một trong những cuộc chiến khó hiểu và ít biến cố trong lịch sử châu Âu mà cuối cùng đã chứng kiến Áo giữ được chủ quyền riêng của mình, bất chấp việc mất hầu hết Silesia vào tay người Phổ. Silesia là một trong những tỉnh giàu có nhất và công nghiệp hóa mạnh mẽ nhất. Đối với Áo, Chiến tranh Kế vị là một chuỗi các cuộc chiến, cuộc chiến đầu tiên kết thúc vào năm 1742 với Hiệp ước Breslau, lần thứ hai (1744–1745) với Hiệp ước Dresden. Tuy nhiên, cuộc chiến nói chung vẫn tiếp diễn cho đến Hiệp ước Aix-la-Chapelle (1748).
Vào năm 1745, sau sự trị vì của Tuyển đế hầu Bayern với tư cách là Hoàng đế Karl VII, chồng của Maria Theresia là Franz nhà Lothringen, Đại công quốc Toscana được bầu làm Hoàng đế, khôi phục quyền kiểm soát ngôi vị Hoàng đế cho nhà Habsburg (hay đúng hơn là nhà Habsburg-Lothringen mới), Franz giữ ngôi vị đó cho đến khi qua đời vào năm 1765 nhưng Vương hậu của ông là Maria Theresia là người nắm quyền thực sự. Sắc lệnh Thực dụng năm 1713 áp dụng đối với lãnh thỗ cha truyền con nối của nhà Habsburg và Đại Công quốc Áo nhưng không có hiệu lực với ngôi Hoàng đế La Mã Thần thánh, vị trí mà phụ nữ không thể nắm giữ, do đó Maria Theresia là Vương hậu chứ không phải là Nữ vương.

### Chiến tranh Bảy năm và Chiến tranh Silesia lần thứ ba (1754–1763)
Trong tám năm sau Hiệp ước Aix-la-Chapelle kết thúc Chiến tranh Kế vị Áo, Maria Theresia đã âm mưu trả thù quân Phổ. Các đồng minh của Anh và Hà Lan, những người đã tỏ ra rất miễn cưỡng trong việc giúp đỡ cô ấy trong lúc cô ấy cần, đã ủng hộ người Pháp trong cái gọi là Đảo ngược các liên minh ( bouleversement ) năm 1756, dưới sự cố vấn của Kaunitz, Thủ tướng Áo (1753–1793). Điều này dẫn đến Hiệp ước Versailles năm 1756. Cùng năm đó, chiến tranh lại một lần nữa nổ ra trên lục địa khi Frederick, vốn lo sợ bị bao vây, đã phát động một cuộc xâm lược phủ đầu vào Sachsen và hiệp ước phòng thủ trở nên tấn công. Chiến tranh Silesia lần thứ ba sau đó (1754–1763, một phần của Chiến tranh bảy năm) lớn hơn không mang tính quyết định và kết thúc của nó là việc Phổ giữ chặt Silesia dù Nga, Pháp và Áo đều kết hợp chống lại ông và chỉ có Hanover là một đồng minh quan trọng.
Chiến tranh kết thúc đã chứng kiến nước Áo, vốn được chuẩn bị kém khi bắt đầu, trở nên kiệt sức. Áo tiếp tục liên minh với Pháp (được củng cố vào năm 1770 với cuộc hôn nhân của con gái Maria Theresa Nữ Đại Công tước Maria Antoinette với Dauphin), nhưng cũng phải đối mặt với một tình huống nguy hiểm ở Trung Âu, đối đầu với liên minh giữa Friedrich Đại đế của Phổ và Ekaterina Đại đế của Nga. Chiến tranh Nga-Thổ Nhĩ Kỳ 1768–1774 gây ra một cuộc khủng hoảng nghiêm trọng ở Đông-Trung Âu, với việc Phổ và Áo yêu cầu bồi thường cho những lợi ích của Nga ở Balkan, cuối cùng dẫn đến Phân chia Ba Lan lần thứ nhất vào năm 1772, trong đó Maria Theresia chiếm Galicia từ đồng minh truyền thống của Áo.

### Chiến tranh kế vị Bayern (1778–1779)
Trong vài năm tiếp theo, quan hệ Áo-Nga bắt đầu được cải thiện. Khi Chiến tranh Kế vị Bayern (1778–1779) nổ ra giữa Áo và Phổ sau sự tuyệt tự của dòng Bayern thuộc triều đại nhà Wittelsbach, Nga từ chối hỗ trợ Áo, vốn là đồng minh của họ từ Chiến tranh Bảy năm nhưng được đề nghị hòa giải và chiến tranh đã kết thúc hầu như không có đổ máu vào ngày 13 tháng 5 năm 1779, khi các nhà trung gian hòa giải của Nga và Pháp tại Đại hội Teschen thương lượng về việc chấm dứt chiến tranh. Trong thỏa thuận, Áo đã sáp nhập Innviertel từ Bayern nhưng đối với Áo, đó là trường hợp  status quo ante bellum . Cuộc chiến này là không bình thường trong thời đại này vì thương vong do bệnh tật và đói khát vượt quá thương trên chiến trường và được coi là cuộc chiến cuối cùng trong Cuộc chiến nội các ( Kabinettskriege ) trong đó các nhà ngoại giao đóng vai trò lớn như quân đội và là gốc rễ của Thuyết nhị nguyên Đức (Sự ganh đua giữa hai nước Áo-Phổ).

### Cải cách

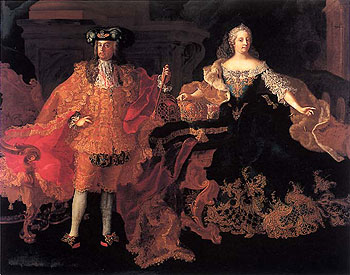
Franz I (1740–1765) cùng với Maria Theresia (1740–1780).

Mặc dù Maria Theresia và người phối ngẫu của cô là những người bảo thủ chuyên chế theo chủ nghĩa Baroque, điều này đã được khắc phục bởi một cảm giác thực dụng và họ đã thực hiện một số cải cách quá chậm. Do đó, những cải cách này là những phản ứng thực tế đối với những thách thức mà đại công quốc và đế chế phải đối mặt, không phải đóng khung về mặt ý thức hệ trong Thời đại Khai sáng như người kế nhiệm của bà. Thật vậy, Christian Wolff, kiến trúc sư của Khai sáng Đức, mặc dù sinh ra là một thần dân của vương triều Habsburg, đã phải ra đi do sự chán nản đối với những lý tưởng đó.
Sự va chạm với các lý thuyết khác về các quốc gia và sự hiện đại buộc Áo phải thực hiện một hành động cân bằng tinh tế giữa việc chấp nhận các hoàn cảnh kinh tế và xã hội đang thay đổi trong khi từ chối sự thay đổi về chính trị đi kèm của chúng. Sự thất bại tương đối trong việc đối phó với sự hiện đại đã tạo ra những thay đổi lớn trong quyền lực của nhà Habsburg cũng như văn hóa và xã hội Áo. Một trong những thách thức đầu tiên mà Maria Theresia và các cố vấn của bà phải đối mặt là khôi phục tính hợp pháp và quyền cai trị của vương triều, mặc dù đã dần bị thay thế bởi nhu cầu thiết lập các nhu cầu của Nhà nước.

#### Quản trị và tài chính
Maria Theresia ban hành cải cách tài chính và giáo dục với sự hỗ trợ của các cố vấn của cô, đáng chú ý là Bá tước Friedrich Wilhelm von Haugwitz và Gerard van Swieten. Nhiều cải cách có hiệu quả. Những cải cách tài chính của bà đã cải thiện đáng kể nền tài chính nhà nước và đặc biệt là lần đầu tiên đánh thuế đối với giới quý tộc và giúp ngân sách cân đối vào năm 1775. Ở cấp độ hành chính, dưới thời Haugwitz, bà quản lý tập trung, trong khi trước đây để cho giới quý tộc và giáo hội quản lý, học theo mô hình của Phổ với một nền công vụ lâu dài. Haugwitz được bổ nhiệm làm người đứng đầu  Directorium in publicis und cameralibus  mới vào năm 1749. Đến năm 1760, rõ ràng điều này không giải quyết được các vấn đề của Áo và cần phải cải cách thêm. Kaunitz đề xuất về một cơ quan tham vấn đã được Maria Theresia chấp nhận. Hội đồng Nhà nước ( Staatsrat ) này được dựa trên Conseil d'État của Pháp tin rằng một vị quân chủ chuyên chế vẫn có thể được hướng dẫn bởi các cố vấn theo trường phái Khai sáng. Hội đồng được thành lập vào tháng 1 năm 1761, bao gồm Kaunitz - thủ tướng nhà nước ( Staatskanzler ), ba thành viên của giới quý tộc ( Staatsminister ), bao gồm von Haugwitz làm chủ tịch ( Erster Staatsminister ), và ba hiệp sĩ ( Staatsrat ), hoạt động như một ủy ban gồm những người có kinh nghiệm cố vấn cho cô. Hội đồng nhà nước thiếu quyền hành pháp hoặc lập pháp. Điều này đánh dấu sự thăng tiến của Kaunitz so với von Haugwitz. Hội đồng này đã bị bãi bỏ và các chức năng của nó được giao cho các thủ hiến mới thống nhất của Áo và Bohemia ( Böhmisch-Österreichische Hofkanzlei ) vào năm 1761.

#### Giáo dục
Trong khi Von Haugwitz hiện đại hóa quân đội và chính phủ, van Swieten cải cách giáo dục và chăm sóc sức khỏe. Cải cách giáo dục bao gồm việc thành lập Đại học Wien của Swieten từ năm 1749, nơi thành lập Theresianum (1746) như một học viện dân sự cũng như các học viện quân sự và ngoại giao. Một Ủy ban Giáo dục ( Studienhofkommission ) được thành lập vào năm 1760 nhằm thay thế sự kiểm soát của Dòng Tên, nhưng việc giáo hoàng giải thể lệnh vào năm 1773 đã thực hiện điều này. Việc tịch thu tài sản của họ đã kích hoạt bước tiếp theo. Nhận thức được sự bất cập của bộ máy quan liêu ở Áo và để cải thiện nó, Maria Theresia đã tổ chức mà bây giờ được gọi là Đảng Khai sáng đã đại tu hoàn toàn hệ thống trường học. Trong hệ thống mới, dựa trên hệ thống Phổ, tất cả trẻ em thuộc cả hai giới tính từ 6 đến 12 tuổi phải đi học, trong khi các trường đào tạo giáo viên được thành lập. Cải cách giáo dục đã vấp phải sự thù địch từ nhiều làng mạc và giới quý tộc mà trẻ em là một người lao động. Maria Theresia đã đè bẹp những người bất đồng chính kiến bằng cách ra lệnh bắt giữ tất cả những người chống đối. Dù ý tưởng là rất hay nhưng cuộc cải cách không thành công như mong đợi; ở một số vùng của Áo, một nửa dân số mù chữ vào thế kỷ 19. Tuy nhiên, việc tiếp cận rộng rãi với nền giáo dục, giáo dục bằng ngôn ngữ mẹ đẻ, thay thế việc học vẹt và vâng lời mù quáng bằng lý luận đã có ảnh hưởng sâu sắc đến mối quan hệ giữa người dân và nhà nước.

#### Quyền dân sự, công nghiệp và quan hệ lao động
Các cải cách khác là về quyền công dân được quy định trong bộ luật  Codex Theresianus , bắt đầu vào năm 1752 và hoàn thành vào năm 1766. Các biện pháp cụ thể bao gồm bãi bỏ tra tấn và hỏa thiêu phù thủy. Cũng trong chính sách công nghiệp và nông nghiệp dọc theo chủ nghĩa bàng quan, lý thuyết là tối đa hóa các nguồn tài nguyên của đất đai để bảo vệ sự toàn vẹn của nhà nước. Các vấn đề lan rộng phát sinh từ chiến tranh, nạn đói kém bất ổn và lạm dụng khiến việc thực hiện các cải cách quan hệ địa chủ-nông dân vừa hợp tình vừa hợp lý. Maria Theresia và chế độ của cô ấy đã tìm kiếm một liên kết mới trực tiếp hơn với dân chúng, giờ đây việc quản lý đó không còn được coi là nông dân nữa, và chủ nghĩa mẫu tử này kết hợp với tư duy bàng quan đòi hỏi phải quan tâm nhiều hơn đến phúc lợi của giai cấp nông dân và sự bảo vệ của họ diễn ra vào những năm 1750. Tuy nhiên, những điều này đã được ghi nhận nhiều hơn quan sát. Vào những năm 1770, việc kiểm soát tiền thuê nhà có ý nghĩa hơn đã trở nên thực tế, càng làm xói mòn đặc quyền.
Trong khi các cuộc cải cách hỗ trợ Áo đối phó với các cuộc chiến gần như liên miên thì chính các cuộc chiến đã cản trở việc thực hiện những cải cách đó.

### Tôn giáo
Là một người Công giáo ngoan đạo, những cải cách của cô ấy ảnh hưởng đến mối quan hệ giữa nhà nước và giáo hội vốn có lợi trước đây, không kéo dài bất kỳ sự nới lỏng nào về sự bất khoan dung tôn giáo nhưng cô ấy đã phủ đầu sự đàn áp của Giáo hoàng Clêmentê XIV đối với Dòng Tên năm 1773 bằng cách ban hành một sắc lệnh loại bỏ họ khỏi tất cả các thể chế của chế độ quân chủ. Với sự nghi ngờ về sự thái quá của họ và xu hướng can thiệp chính trị của họ đã đưa họ vào xung đột với quá trình thế tục hóa tiến bộ của văn hóa. Do đó, họ đã bị loại bỏ khỏi quyền kiểm duyệt vào năm 1751 và những cải cách giáo dục đã đe dọa sự kiểm soát của họ đối với giáo dục. Cô có thái độ thù địch với người Do Thái và những người theo đạo Tin lành nhưng cuối cùng đã từ bỏ nỗ lực cải đạo nhưng tiếp tục chiến dịch của cha cô nhằm lưu vong những người theo đạo Tin lành (chủ yếu đến Transylvania vào năm 1750). Năm 1744, bà thậm chí còn ra lệnh trục xuất những người Do Thái nhưng đã thay đổi trước áp lực vào năm 1748. Trong những năm sau đó, bà đã thực hiện một số biện pháp để bảo vệ người Do Thái.

### Kế vị và đồng nhiếp chính
Maria Theresia có một gia đình lớn, tổng cộng có mười sáu người, trong đó có sáu cô con gái sống đến tuổi trưởng thành. Họ đều biết rằng số phận của họ sẽ được sử dụng như một con tốt chính trị. Nổi tiếng nhất trong số này là số phận bi thảm của Maria Antonia của Áo (1755–1793).
Khi người phối ngẫu của Maria Theresia là Franz qua đời năm 1765, ông được con trai của mình Joseph II kế vị làm hoàng đế (1765–1790) nhờ quyền thừa kế của nam giới. Joseph cũng được làm đồng cai trị hoặc đồng nhiếp chính với mẹ của mình. Joseph, 24 tuổi vào thời điểm đó, có tư tưởng hòa hợp hơn với thời thế và thường xuyên bất đồng với mẹ về chính sách, thường bị loại khỏi việc hoạch định chính sách. Maria Theresia luôn hành động với thái độ thận trọng tôn trọng sự bảo thủ của giới tinh hoa chính trị và xã hội cũng như sức mạnh của truyền thống địa phương. Cách tiếp cận thận trọng của cô đã đẩy lùi Joseph, người luôn tìm kiếm sự can thiệp quyết đoán, mạnh mẽ để áp đặt một giải pháp tốt nhất, bất kể là theo cách truyền thống hay đối lập chính trị. Những cuộc cãi vã của Joseph và mẹ ông thường được làm trung gian bởi Thủ tướng Wenzel Anton von Kaunitz, người đã phục vụ gần 40 năm với tư cách là bộ trưởng cho cả Maria Theresia và Joseph.
Joseph thường xuyên sử dụng vị trí của mình như một đòn bẩy bằng cách đe dọa từ chức. Một lĩnh vực mà ông được phép nói nhiều hơn là trong chính sách đối ngoại. Nghịch lýBản mẫu:According to whom là hình mẫu trí tuệ và cũng là kẻ thù truyền kiếp của ông lại là Frederick II của Phổ (1740–1786). Trong lĩnh vực này, ông đã thành công khi đứng về phía Kaunitz trong Realpolitik, thực hiện phân chia Ba Lan lần thứ nhất vào năm 1772 trước sự phản đối của mẹ ông. Tuy nhiên, sự nhiệt tình của ông đối với việc can thiệp vào chính trị Bayern bằng cách viện dẫn mối quan hệ của mình với người anh rể cũ của mình, Maximilian III, đã kết thúc Áo trong Chiến tranh Kế vị Bayern năm 1778. Mặc dù không tham gia vào việc đối nội, ông sử dụng thời gian của mình để thu thập kiến thức về đất nước và con người, khuyến khích các chính sách mà ông thấy phù hợp và thực hiện những cử chỉ cao đẹp như mở Công viên Hoàng gia ở Prater và Augarten cho công chúng vào năm 1766 và 1775 ( Alles für das Volk, nichts durch das Volk  - Mọi thứ vì con người, không gì bởi con người).
Khi chồng bà qua đời, Maria Theresia không còn là Vương hậu nữa, tước hiệu thuộc về con dâu của bà Maria Josepha của Bayern cho đến khi bà qua đời vào năm 1767 khi tước hiệu bị bỏ trống. Khi Maria Theresia qua đời vào năm 1780, bà được kế vị mọi tước vị của mình bởi Joseph II.

## Triều đại nhà Habsburg-Lothringen: Joseph II và Leopold VII (1780–1792)

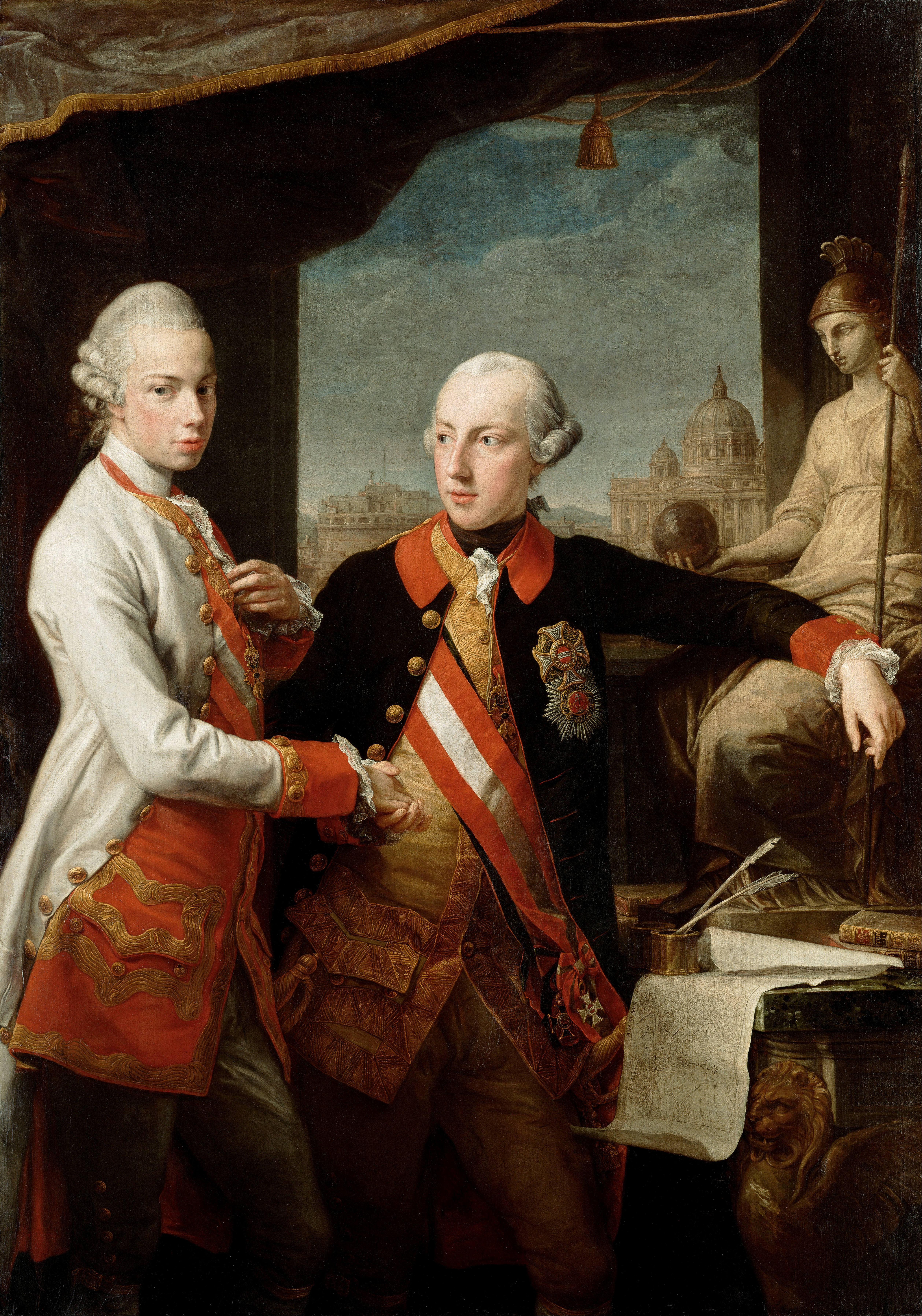
Joseph II (phải) với anh trai và người kế vị Leopold VII (trái)

### Joseph II (1780–1790): Chủ nghĩa Josephin và chế độ chuyên quyền khai sáng
Là triều đại đầu tiên của Vương triều Habsburg-Lothringen (tiếng Anh:  Habsburg-Lorraine ), Joseph II là hiện thân nguyên mẫu của tinh thần Thời kỳ Khai Sáng của các vị vua cải cách thế kỷ 18 được biết đến như "những kẻ tuyệt vọng được khai sáng". Khi mẹ của ông Maria Theresia qua đời vào năm 1780, Joseph trở thành người thống trị tuyệt đối trên lãnh thổ rộng lớn nhất ở Trung Âu. Không có quốc hội để giải quyết việc quốc sự. Joseph luôn khẳng định rằng quy tắc của lý trí là ý tưởng của thời Khai sáng, sẽ tạo ra kết quả tốt nhất có thể trong thời gian ngắn nhất. Ông đã ban hành các sắc lệnh — tổng cộng là 6.000, cộng với 11.000 luật mới được thiết kế để điều chỉnh và sắp xếp lại mọi khía cạnh của đế chế. Tinh thần nhân từ và hiếu nghĩa. Ông ấy dự định làm cho mọi người dân của mình hạnh phúc nhưng theo đúng tiêu chí của riêng mình.
 Josephinism  (hay chủ nghĩa Josephin) như tên gọi của các chính sách của ông, đáng chú ý vì một loạt các cải cách được thiết kế để hiện đại hóa đế chế tồi tàn trong thời đại mà Pháp và Phổ đang nhanh chóng nâng cao vị thế. Chủ nghĩa Josephin gợi ra sự tuân thủ miễn cưỡng ở mức tốt nhất và thường xuyên nhận sự phản đối kịch liệt từ tất cả các thành phần ở mọi nơi trong đế chế của ông. Thất bại là đặc điểm của hầu hết các dự án của anh ấy. Joseph bắt đầu xây dựng một chính phủ hợp lý, tập trung và thống nhất cho các vùng đất đa dạng của mình, một kim tự tháp với tư cách là người chuyên quyền tối cao. Ông mong muốn tất cả các công chức của chính phủ đều là những con người tận tụy theo chủ nghĩa Josephin và lựa chọn họ mà không xét đến nguồn gốc giai cấp hoặc sắc tộc; sự thăng tiến chỉ dựa vào thành tích. Để áp đặt tính thống nhất, ông đã đưa tiếng Đức trở thành ngôn ngữ bắt buộc trong việc công vụ trên toàn Đế quốc. Hội đồng Hungary đã bị tước bỏ các đặc quyền và thậm chí không được họp cùng nhau.
Là Chủ tịch Văn phòng Kiểm toán Triều đình ( Hofrechenkammer ), Bá tước Karl von Zinzendorf (1781–1792) giới thiệu Appalt, một hệ thống thống nhất về kế toán thu, chi và nợ nhà nước của các lãnh thổ thuộc vương quốc Áo. Áo thành công hơn Pháp trong việc đáp ứng chi tiêu thường xuyên và có tín dụng. Tuy nhiên, các sự kiện trong những năm cuối thời Joseph II cũng cho thấy rằng chính phủ dễ bị tổn thương về mặt tài chính do các cuộc chiến tranh châu Âu diễn ra sau năm 1792. Joseph đã cải cách hệ thống luật pháp truyền thống, bãi bỏ các hình phạt tàn bạo và án tử hình trong hầu hết các trường hợp và áp đặt nguyên tắc đối xử hoàn toàn bình đẳng đối với tất cả những người phạm tội. Ông cũng chấm dứt kiểm duyệt báo chí và nhà hát.
Để cân bằng mức thuế, Joseph ra lệnh thẩm định giá trị của tất cả các tài sản trong đế chế; mục tiêu của ông là áp đặt một loại thuế duy nhất và bình đẳng đối với đất đai. Mục tiêu là hiện đại hóa mối quan hệ phụ thuộc giữa địa chủ và nông dân, giảm bớt một số gánh nặng thuế cho giai cấp nông dân và tăng thu ngân sách của nhà nước. Joseph coi các cải cách thuế và ruộng đất kết nối với nhau và cố gắng thực hiện chúng cùng một lúc. Các ủy ban khác nhau mà ông thành lập để xây dựng và thực hiện các cải cách đã vấp phải sự phản kháng của giới quý tộc, giai cấp nông dân và một số quan chức. Hầu hết các cải cách đã bị bãi bỏ ngay trước hoặc sau khi Joseph chết vào năm 1790; họ đã phải chịu thất bại ngay từ đầu vì đã cố gắng thay đổi quá nhiều trong thời gian quá ngắn và cố gắng thay đổi hoàn toàn các phong tục và mối quan hệ truyền thống mà người dân đã quen thuộc từ lâu.
Tại các thành phố, các nguyên tắc kinh tế mới của thời Khai sáng kêu gọi tiêu diệt các bang hội tự trị, vốn đã bị suy yếu trong thời đại của chủ nghĩa trọng thương. Cải cách thuế của Joseph II và thể chế  Kat addressgemeinde  (quận thuế dành cho các điền trang lớn) đã phục vụ mục đích này và các đặc quyền nhà máy mới đã chấm dứt quyền của các bang hội trong khi luật hải quan hướng tới sự thống nhất về kinh tế. Ảnh hưởng trí tuệ của Chủ nghĩa trọng nông đã dẫn đến việc đưa nông nghiệp vào những cải cách này.

#### Luật dân sự và hình sự
Năm 1781–82, ông mở rộng quyền tự do hợp pháp hoàn toàn cho nông nô. Tiền thuê nhà do nông dân trả do các quan chức triều đình (không phải địa phương) quy định và thuế được đánh trên tất cả thu nhập có được từ đất đai. Các địa chủ nhận thấy một mối đe dọa nghiêm trọng đối với địa vị và thu nhập của họ và cuối cùng đã đảo ngược chính sách. Ở Hungary và Transylvania, sự phản kháng của giới quý tộc lớn đến mức Joseph đã thỏa hiệp với các biện pháp nửa vời — một trong số ít lần ông ta lùi bước. Tuy nhiên, sau cuộc nổi dậy lớn của nông dân ở Horea, 1784–85, hoàng đế đã áp đặt ý chí của mình bằng sắc lệnh. Chiếu chỉ Hoàng gia năm 1785 của ông đã xóa bỏ chế độ nông nô nhưng không cho nông dân quyền sở hữu đất đai hoặc quyền tự do khỏi các khoản phí do quý tộc sở hữu đất. Nó đã cho họ tự do cá nhân. Sự giải phóng của giai cấp nông dân Hungary đã thúc đẩy sự phát triển của một tầng lớp chủ đất mới chịu thuế nhưng nó không xóa bỏ được những tệ nạn sâu xa của chế độ phong kiến và sự bóc lột với những người không có ruộng đất.
Hình phạt tử hình đã bị bãi bỏ vào năm 1787 mặc dù được khôi phục vào năm 1795. Các cải cách pháp lý đã đạt được hình thức "Áo" toàn diện trong bộ luật dân sự ( ABGB: Allgemeine Bürgerliche Gesetzbuch ) vào năm 1811 và được coi là nền tảng cho những cải cách tiếp theo kéo dài đến thế kỷ 20. Phần đầu tiên của ABGB xuất hiện vào năm 1786 và bộ luật hình sự năm 1787. Những cải cách này đã xuất hiện trong các tác phẩm tội phạm của Cesare Beccaria nhưng cũng là lần đầu tiên khiến mọi người bình đẳng trước pháp luật.

#### Giáo dục và y học
Để tạo ra một công dân biết chữ, giáo dục tiểu học đã được thực hiện bắt buộc đối với tất cả trẻ em trai và trẻ em gái và giáo dục đại học theo hướng thực tế được cung cấp cho một số ít người được chọn. Ông đã tạo ra học bổng cho các sinh viên nghèo tài năng và cho phép thành lập trường học cho người Do Thái và các tôn giáo thiểu số khác. Năm 1784, ông ra lệnh cho đất nước thay đổi ngôn ngữ giảng dạy từ tiếng Latinh sang tiếng Đức, một bước đi gây tranh cãi lớn trong một đế chế đa ngôn ngữ.
Đến thế kỷ 18, tập trung hóa là xu hướng trong y học vì ngày càng có nhiều bác sĩ có trình độ học vấn tốt hơn yêu cầu cải thiện cơ sở vật chất; các thành phố thiếu ngân sách để tài trợ cho các bệnh viện địa phương; chế độ quân chủ muốn chấm dứt dịch bệnh và việc kiểm dịch tốn kém. Joseph đã cố gắng tập trung hóa việc chăm sóc y tế ở Vienna thông qua việc xây dựng một bệnh viện lớn duy nhất là bệnh viện Allgemeines Krankenhaus nổi tiếng, mở cửa vào năm 1784. Tập trung hóa khiến vấn đề vệ sinh trở nên tồi tệ hơn gây ra dịch bệnh với tỷ lệ tử vong 20% trong bệnh viện mới, điều này đã ngăn cản kế hoạch của Joseph nhưng thành phố trở nên ưu việt trong lĩnh vực y tế trong thế kỷ tới.

#### Tôn giáo
Công giáo của Joseph là Công giáo của Cải cách Công giáo và mục tiêu của ông là làm suy yếu quyền lực của Giáo hội Công giáo và đưa ra chính sách khoan dung tôn giáo là chính sách tiên tiến nhất của bất kỳ nhà nước nào ở châu Âu. Năm 1789, ông ban hành một hiến chương về sự khoan dung tôn giáo cho người Do Thái ở Galicia, một khu vực có đông người Do Thái nói tiếng Yiddish. Hiến chương bãi bỏ quyền tự trị cộng đồng theo đó người Do Thái kiểm soát công việc nội bộ của họ; nó quảng bá việc "Đức hóa" và việc mặc quần áo không phải của người Do Thái.
Có lẽ điều không được ưa chuộng nhất trong tất cả các cải cách của ông là nỗ lực hiện đại hóa Giáo hội Công giáo La Mã rất truyền thống. Tự gọi mình là người giám hộ của Công giáo, Joseph II đã tấn công mạnh mẽ vào quyền lực của giáo hoàng. Ông cố gắng biến Giáo hội Công giáo trong đế chế của mình trở thành công cụ của nhà nước độc lập với Roma. Các giáo sĩ bị tước thuế thập phân và được lệnh phải học trong các chủng viện dưới sự giám sát của chính phủ trong khi các giám mục phải tuyên thệ chính thức trung thành với vương triều. Ông đã tài trợ cho sự gia tăng lớn của các giám mục, giáo xứ và giáo sĩ thế tục bằng cách bán rộng rãi đất đai của tu viện. Là một người của Thời đại Khai sáng, ông đã chế nhạo các mệnh lệnh tu viện chiêm niệm mà ông cho là không hiệu quả, trái ngược với các lệnh phục vụ. Theo đó, ông đã đàn áp các tu viện (hơn 700 tu viện đã bị đóng cửa) và giảm số lượng tu sĩ từ 65.000 xuống còn 27.000. Tòa án Giáo hội đã bị bãi bỏ và hôn nhân được định nghĩa là một hợp đồng dân sự nằm ngoài thẩm quyền của Giáo hội. Joseph cắt giảm mạnh số ngày thánh và giảm việc trang hoàng trong các nhà thờ. Ông đã đơn giản hóa rất nhiều cách thức ăn mừng. Các nhà phê bình cáo buộc rằng những cải cách này đã gây ra khủng hoảng đức tin, giảm đạo đức và suy đồi đạo đức, có khuynh hướng Tin lành, thúc đẩy chủ nghĩa duy lý và một tầng lớp quan chức tư sản tự do và dẫn đến sự xuất hiện và kéo dài dai dẳng của chủ nghĩa chống giáo sĩ. Nhiều người theo Công giáo truyền thống đã được tiếp sức để chống lại hoàng đế.

#### Chính sách đối ngoại
Đế quốc Habsburg đã phát triển một chính sách chiến tranh và thương mại cũng như ảnh hưởng trí tuệ trên khắp biên giới. Trong khi chống lại Phổ và Thổ Nhĩ Kỳ, Áo tỏ ra thân thiện với Nga dù cố gắng loại Romania khỏi ảnh hưởng của Nga.
Trong chính sách đối ngoại không mang tinh thần Khai sáng, chỉ có khao khát có thêm lãnh thổ và sẵn sàng tiến hành các cuộc chiến tranh phi nghĩa để chiếm đất. Joseph là một nhà lãnh đạo hiếu chiến, thích bành trướng, người mơ ước biến Đế chế của mình trở thành cường quốc lớn nhất châu Âu. Kế hoạch của Joseph là thôn tính Bayern, nếu cần thiết có thể đổi lấy Bỉ (Áo Hà Lan). Bị vua Frederick II của Phổ ngăn cản vào năm 1778 trong Chiến tranh kế vị Bayern, ông đã nỗ lực đổi mới một lần nữa vào năm 1785 nhưng đường lối ngoại giao của Phổ tỏ ra mạnh mẽ hơn. Thất bại này khiến Joseph tìm cách mở rộng lãnh thổ ở Balkan, nơi ông tham gia vào một cuộc chiến tốn kém và vô ích với người Thổ Nhĩ Kỳ (1787–1791), cái giá phải trả chính là tình hữu nghị với Nga.
Chính sách Balkan của cả Maria Theresia và Joseph II đều phản ánh Chủ nghĩa quan phòng được thúc đẩy bởi Vương công Kaunitz, nhấn mạnh việc củng cố các vùng đất biên giới bằng cách tổ chức lại và mở rộng biên giới quân sự. Transylvania đã được hợp nhất vào năm 1761 và các trung đoàn tiền tuyến trở thành xương sống trong trật tự quân đội, trung đoàn trưởng có quyền lực quân sự và dân sự.  Populationistik  là lý thuyết phổ biến về thực dân hóa, đo lường sự thịnh vượng nhờ lao động. Joseph II cũng chú trọng đến phát triển kinh tế. Ảnh hưởng của nhà Habsburg là một yếu tố thiết yếu trong sự phát triển của Balkan trong nửa cuối thế kỷ 18, đặc biệt là đối với người Serb và người Croatia.

#### Phản ứng
Giới quý tộc trên khắp đế chế đều không thích các loại thuế má, chủ nghĩa quân bình, chuyên quyền và Thanh giáo của Joseph. Ở Bỉ và Hungary, những nỗ lực của ông bắt phục tùng mọi thứ theo sự cai trị của cá nhân ông ở Vienna không được hoan nghênh. Ngay cả những người dân thường cũng bị ảnh hưởng bởi những cải cách của Joseph, chẳng hạn như lệnh cấm nướng bánh mì gừng vì Joseph cho rằng nó có hại cho dạ dày hay lệnh cấm mặc áo nịt ngực. Chỉ vài tuần trước khi Joseph qua đời, giám đốc Cảnh sát Hoàng gia đã báo cáo với ông: "Tất cả các tầng lớp và ngay cả những người có lòng tôn kính lớn nhất đối với đấng tối cao đều bất bình và phẫn nộ."
Ở Lombardia (miền bắc nước Ý), những cải cách thận trọng của Maria Theresia ở Lombardia đã nhận được sự ủng hộ từ các nhà cải cách địa phương. Tuy nhiên, Joseph II bằng cách tạo ra một khu vực quyền lực chính thức của đế quốc được chỉ đạo từ Vienna đã làm giảm vị trí thống trị của nguyên thủ người Milan và các truyền thống về quyền tài phán và hành chính. Thay vì quyền tự trị cấp tỉnh, ông đã thiết lập một chế độ tập trung không giới hạn, điều này khiến Lombardia suy yếu về mặt chính trị và kinh tế thành một khu vực biên giới của Đế chế. Để phản ứng với những thay đổi triệt để này, các nhà cải cách từ tầng lớp trung lưu đã chuyển từ hợp tác sang phản kháng mạnh mẽ. Đây là cơ sở làm manh nha chủ nghĩa tự do của người Lombard sau này.
Đến năm 1788, cả sức khỏe và quyết tâm của Joseph cũng thất bại. Đến năm 1789, cuộc nổi dậy đã nổ ra để phản đối những cải cách của ông ở Bỉ (Cách mạng Brabant) và Hungary và các nền thống trị khác của ông đã chống lại gánh nặng của cuộc chiến của ông với Thổ Nhĩ Kỳ. Đế chế của ông bị đe dọa giải thể và ông buộc phải hy sinh một số dự án cải cách của mình. Vị hoàng đế này qua đời vào ngày 20 tháng 2 năm 1790 ở tuổi 48 và hầu như không thành công trong nỗ lực hạn chế các quyền tự do phong kiến.
Đằng sau vô số cải cách của ông là một chương trình toàn diện chịu ảnh hưởng của các học thuyết về chủ nghĩa chuyên chế khai sáng, quy luật tự nhiên, chủ nghĩa trọng thương và trọng nông. Với mục tiêu thiết lập một khung pháp lý thống nhất để thay thế các cấu trúc truyền thống không đồng nhất, các cuộc cải cách ít nhất đã được hướng dẫn ngầm bởi các nguyên tắc tự do và bình đẳng và dựa trên quan niệm về cơ quan lập pháp trung ương của nhà nước. Sự gia nhập của Joseph đánh dấu một sự phá vỡ lớn vì những cải cách trước đó dưới thời Maria Theresia đã không thách thức những cấu trúc này nhưng không có sự phá vỡ tương tự vào cuối thời đại Joseph. Những cải cách do Joseph II khởi xướng đã có giá trị bất chấp cách chúng được đưa ra. Chúng được tiếp tục ở các mức độ khác nhau dưới thời những người kế nhiệm của ông. Chúng đã được coi là nền tảng cho những cải cách tiếp theo kéo dài đến thế kỷ 20.
Sau khi qua đời vào năm 1790, Joseph được kế vị một thời gian ngắn bởi em trai mình Leopold VII.

### Leopold II (1790–1792)
Cái chết của Joseph có lợi cho Áo, vì ông được kế vị bởi em trai mình, Leopold II, trước đó đã cải cách một cách thận trọng hơn ở Đại công quốc Toscana. Leopold biết khi nào nên hạn chế tổn thất của mình và sớm cắt đứt các giao dịch với những người Hà Lan và Hungary đang nổi dậy. Ông cũng cố gắng đảm bảo một nền hòa bình với Thổ Nhĩ Kỳ vào năm 1791 và đàm phán một liên minh với Phổ, nước đã liên minh với Ba Lan để thúc đẩy chiến tranh thay mặt cho người Ottoman chống lại Áo và Nga. Trong khi khôi phục sự bình tĩnh tương đối trước tình hình khủng hoảng khi ông gia nhập năm 1790, Áo bị bao vây bởi các mối đe dọa tiềm tàng. Trong khi nhiều cải cách cần thiết bị hủy bỏ, các cải cách khác đã được khởi xướng bao gồm nhiều quyền tự do báo chí hơn và hạn chế quyền hạn của cảnh sát. Ông thay thế bộ trưởng cảnh sát của anh trai mình là Johann Anton von Pergen bằng Joseph Sonnenfels một người ủng hộ phúc lợi xã hội hơn là kiểm soát.
Triều đại của Leopold cũng chứng kiến Cách mạng Pháp ngày càng lớn mạnh. Mặc dù Leopold có cảm tình với những người cách mạng, ông cũng là anh trai của nữ hoàng Pháp. Hơn nữa, các tranh chấp liên quan đến địa vị quyền của các vương công khác nhau ở Alsace, nơi chính phủ cách mạng Pháp đang cố gắng loại bỏ các quyền được đảm bảo bởi các hiệp ước hòa bình khiến Leopold mâu thuẫn với Pháp. Tuyên bố Pillnitz được đưa ra vào cuối năm 1791 cùng với Vua Phổ Friedrich Wilhelm II và Tuyển hầu tước Sachsen, trong đó tuyên bố rằng các vương công ở châu Âu quan tâm đến những gì đang diễn ra ở Pháp, được dự định là một tuyên bố ủng hộ Louis XVI sẽ ngăn chặn sự cần thiết phải thực hiện bất kỳ hành động nào. Tuy nhiên, thay vào đó, nó lại làm dấy lên tình cảm của những người cách mạng chống lại Hoàng đế. Mặc dù Leopold đã cố gắng hết sức để tránh chiến tranh với người Pháp, ông qua đời vào tháng 3 năm 1792. Người Pháp tuyên chiến với đứa con trai cả thiếu kinh nghiệm của ông Franz II một tháng sau đó.

### Nghệ thuật
Vienna và Áo thống trị âm nhạc châu Âu trong cuối thế kỷ 18 và đầu thế kỷ 19, được tiêu biểu bởi Trường phái Vienna đầu tiên ( Wiener Klassik ). Đây là kỷ nguyên của Haydn và thời kỳ Vienna của Mozart kéo dài từ 1781 đến 1791, khi đó ông là nhà soạn nhạc cung đình. Opera, đặc biệt là opera tiếng Đức đã phát triển mạnh mẽ. Mozart đã viết nhiều vở opera tiếng Đức trong đó có Cây sáo thần. Ban đầu là những trụ cột của sự thành lập - chế độ quân chủ, chẳng hạn như Joseph II và ở mức độ thấp hơn là mẹ của ông, tầng lớp quý tộc và cơ sở tôn giáo là những người bảo trợ chính cho nghệ thuật, cho đến khi những khát vọng của tầng lớp trung lưu gia tăng đưa âm nhạc vào cuộc sống của giai cấp tư sản. Trong khi đó, Baroque đang phát triển thành một hình thức kém hoành tráng hơn, Rococo.
Việc xóa bỏ kiểm duyệt dưới thời van Swieten cũng khuyến khích sự biểu đạt nghệ thuật và các chủ đề của tác phẩm nghệ thuật thường phản ánh tư duy khai sáng.

## Franz II: Cách mạng Pháp và các cuộc chiến (1792–1815)

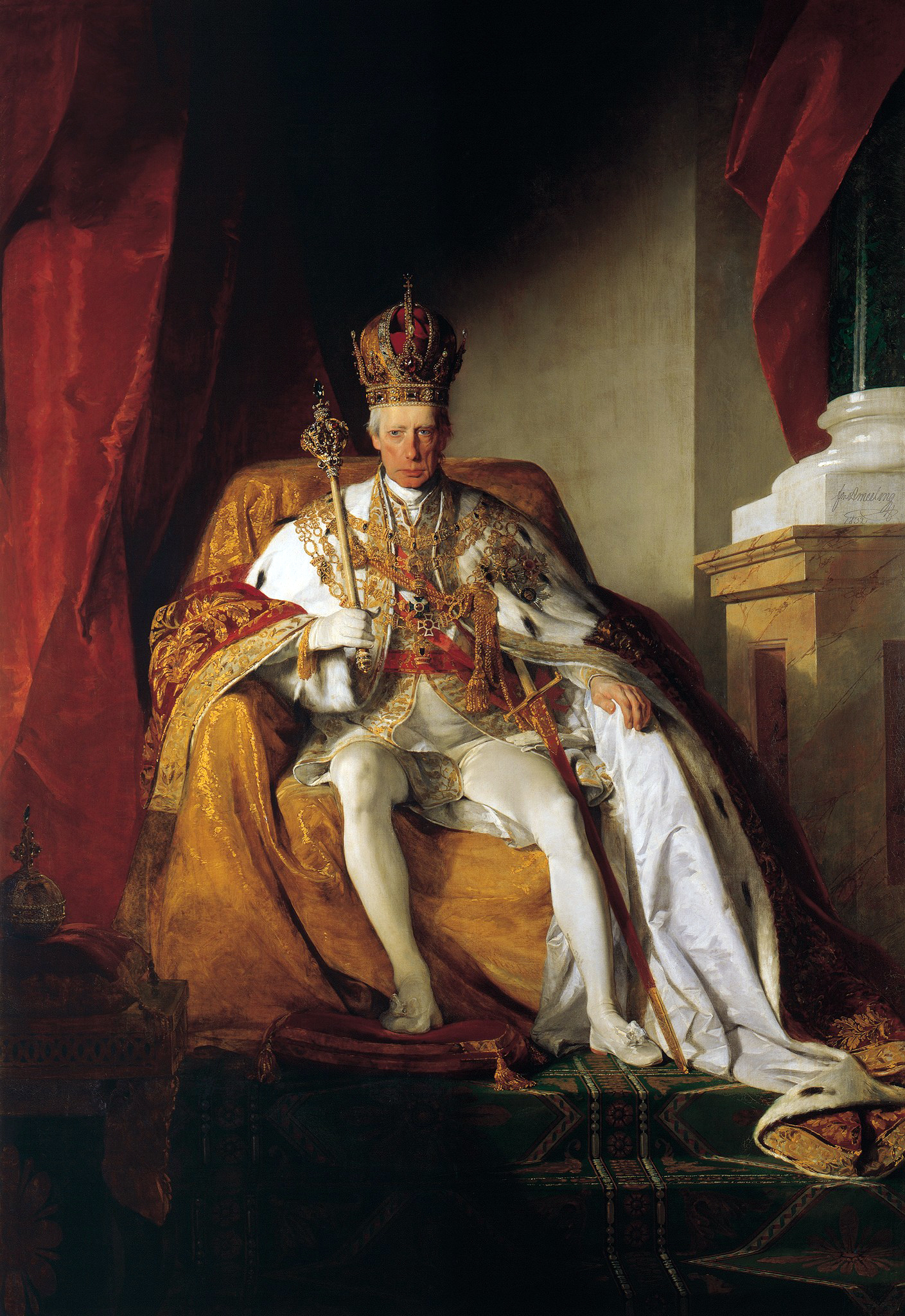
Franz II 1792–1835

Franz II (1792–1835) chỉ mới 24 tuổi khi ông kế vị cha mình là Leopold VII vào năm 1792 nhưng ông đã trị vì gần nửa thế kỷ và cải tổ triệt để nền chính trị châu Âu. Ông được thừa hưởng một bộ máy hành chính rộng lớn do người chú của mình tạo ra, những di sản của cải cách và phúc lợi sẽ tồn tại trong suốt hai thế kỷ tiếp theo. Hình ảnh quân vương cũng như mối quan hệ giữa quân vương và thần dân đã thay đổi sâu sắc. Thời đại của ông bị lu mờ bởi các sự kiện ở Pháp, cả về cuộc Cách mạng đang phát triển và sự khởi đầu của một hình thức chiến tranh châu Âu mới với các đội quân thường dân đông đảo. Nước Áo kinh hoàng trước vụ hành quyết dì của Franz là Maria Antonia của Áo vào năm 1793 (bất chấp những nỗ lực vô ích trong việc giải cứu và thậm chí đàm phán để được thả), dẫn đến một làn sóng đàn áp để chống lại những tình cảm nguy hiểm ảnh hưởng đến chính trị Áo. Đồng thời, Châu Âu cũng bị tiêu diệt bởi Cách mạng Pháp (1792–1802) và Chiến tranh Napoléon (1803–1815). Cách mạng Pháp đã chấm dứt thử nghiệm của Áo với tính hiện đại và cải cách từ bên trên, đồng thời đánh dấu sự thoái lui về tính hợp pháp.

### Chính sách đối nội
Franz bắt đầu một cách thận trọng. Bộ máy hành chính vẫn theo chủ nghĩa Josephin và những cải cách luật pháp dưới sự hướng dẫn của Sonnenfels dẫn đến Bộ luật Hình sự năm 1803 và Bộ luật Dân sự năm 1811. Mặt khác, ông đã khôi phục chức vụ Cảnh sát trưởng của Pergen. Việc phát hiện ra một âm mưu của Jacobin vào năm 1794 là chất xúc tác cho sự bắt đầu của sự đàn áp. Các nhà lãnh đạo đã bị hành quyết hoặc bỏ tù dù có rất ít bằng chứng về mối đe dọa hữu hình đối với nhà Habsburg. Việc đàn áp những người bất đồng chính kiến với Ủy ban Kiểm duyệt năm 1803 đã tạo ra một khoảng trống trong đời sống văn hóa và trí tuệ, tuy nhiên, một số nền âm nhạc vĩ đại nhất thế giới lại ra đời từ thời này (xem bên dưới). Vẫn có những yếu tố của chủ nghĩa Josephin ở nước ngoài và Stadion, bộ trưởng ngoại giao cùng với nhà tuyên truyền Friedrich von Gentz đã có thể kêu gọi chủ nghĩa dân tộc bình dân để đánh bại Napoléon.
Rất khó xác định chính xác chủ nghĩa dân tộc đó đại diện cho điều gì - chắc chắn nó hướng đến văn hóa Đức trong lãnh thổ Habsburg nhưng không rõ nó phân biệt giữa 'Áo' và 'Đức' ở mức độ nào. Chắc chắn rằng nhiều người theo chủ nghĩa dân tộc như vậy được thu hút là chủ nghĩa lãng mạn của Đức như Karl Wilhelm Friedrich Schlegel, vì vậy, chủ nghĩa yêu nước chứ không phải chủ nghĩa dân tộc thực sự dường như là mục tiêu. Bảo tàng văn hóa được thành lập và lực lượng dân quân ( Landwehr ) được thành lập — nhưng chỉ ở các vùng đất nói tiếng Đức.
Chủ nghĩa Josephin vẫn tồn tại và tốt đẹp trong các thành viên khác của thế hệ Phanxicô. Đại Công tước Johann (1782–1859) là một người ủng hộ chủ nghĩa dân tộc, người đứng sau phong trào  Landwehr  và cùng với Joseph Hormayr đã kích động cuộc nổi dậy của người Bayern chiếm đóng Tyrol, trong khi Đại Công tước Karl tiến hành cải cách quân đội. Một bức tượng Joseph thậm chí đã được dựng lên ở Josephsplatz vào năm 1807 để tập hợp dân chúng. Theo cách này, chủ nghĩa tập trung của các Đại Công tước tương phản với sự phân quyền của Stadion và cố gắng đưa ra nhiều tiếng nói hơn đối với các điền chủ. Tuy nhiên, chủ nghĩa dân tộc như vậy đã thành công trong việc tái thiết nước Áo trong suốt những thất bại quân sự và chính trị khác nhau trong các cuộc chiến tranh với Pháp.
Sau thất bại ê chề của Áo vào năm 1809, Franz đổ lỗi cho cải cách và loại bỏ các Đại Công tước khỏi vị trí của họ. Stadion được thay thế bởi Metternich, người dù là một nhà cải cách nhưng lại đặt lòng trung thành với quốc vương lên trên hết.  Landwehr  đã bị bãi bỏ, và sau khi phát hiện ra một cuộc nổi dậy ở Tyrol khác đã được lên kế hoạch, Hormayr và Đại Công tước Johann đã bị bắt giam còn Johann thì bị lưu đày đến Steiermark.

### Chiến tranh Cách mạng (1792–1802)

#### Chiến tranh Liên minh thứ nhất (1792–1797)
Pháp tuyên chiến với Áo vào ngày 20 tháng 4 năm 1792. Sự cực đoan ngày càng tăng của Cách mạng Pháp (bao gồm cả vụ hành quyết nhà vua vào ngày 21 tháng 1 năm 1793) cũng như việc Pháp chiếm đóng các nước Vùng thấp đã đẩy Anh, Cộng hòa Hà Lan và Tây Ban Nha vào cuộc chiến được gọi là Chiến tranh Liên minh thứ nhất. Cuộc chiến đầu tiên này với Pháp kéo dài đến năm 1797 tỏ ra không thành công đối với Áo. Sau một số thành công ngắn ngủi chống lại quân đội vô tổ chức của Pháp vào đầu năm 1792 thì tình thế đã thay đổi, người Pháp đã đánh chiếm Hà Lan thuộc Áo vào những tháng cuối năm 1792. Trận chiến Valmy vào tháng 9 đã được chứng minh điều đó cho Áo và các đồng minh Phổ của họ rằng việc Pháp chiến thắng họ không thể tránh khỏi. Áo phải chịu thêm một thất bại vào tháng 11 tại Jemappes và mất Hà Lan thuộc Áo (Bỉ). Trong khi người Áo bị chiếm đóng như vậy, các đồng minh Phổ của họ đã đâm sau lưng họ bằng cách loại Áo khỏi Phân chia Ba Lan lần hai vào năm 1793. Điều này dẫn đến việc Franz sa thải chánh sứ Philipp von Cobenzl và thay thế ông bằng Franz Maria Thugut vào tháng 3 năm 1793.
Một lần nữa, đã có những thành công ban đầu chống lại các đội quân vô tổ chức của Cộng hòa Pháp vào năm 1793 và Hà Lan đã được thu lại. Nhưng vào năm 1794, tình thế lại một lần nữa thay đổi, quân Áo lại bị đánh đuổi khỏi Hà Lan. Trong khi đó, cuộc Khủng hoảng Ba Lan một lần nữa trở nên nghiêm trọng dẫn đến Phân chia Ba Lan lần thứ ba (1795), trong đó, Áo đã cố gắng đạt được những lợi ích quan trọng. Cuộc chiến ở phía tây tiếp tục diễn ra tồi tệ khi hầu hết liên minh đã hòa hoãn, khiến Áo chỉ còn lại Anh và Piedmont-Sardinia là đồng minh. Vào năm 1796, Hội đồng Đốc chính Pháp đã lên kế hoạch cho một chiến dịch gồm hai hướng ở Đức để buộc người Áo phải cầu hòa, cùng với một cuộc tấn công phụ được lên kế hoạch nhắm vào Ý. Các lực lượng Pháp tiến vào Bayern và rìa sông Tyrol trước khi chạm trán với quân Áo dưới quyền Đại Công tước Karl, anh trai của Hoàng đế tại Amberg (24 tháng 8 năm 1796) người đã thành công trong việc đẩy người Pháp trở lại Đức. Trong khi đó, Đạo quân Pháp ở Ý dưới sự chỉ huy của vị Tướng trẻ người Corsica Napoléon Bonaparte đã thành công rực rỡ, loại Piedmont ra khỏi cuộc chiến, đánh đuổi quân Áo khỏi Lombardia và bao vây Mantua. Sau khi chiếm được Mantua vào đầu năm 1797, Bonaparte tiến về phía bắc qua dãy Alps để chống lại Vienna trong khi các đạo quân mới của Pháp lại tiến vào Đức. Áo cầu hòa. Theo các điều khoản của Hiệp ước Campo Formio năm 1797, Áo từ bỏ các yêu sách của mình với Hà Lan và Lombardia, đổi lại nước này được Pháp trao lại các lãnh thổ của Cộng hòa Venice. Người Áo cũng tạm thời công nhận việc Pháp sáp nhập Tả ngạn sông Rhein và đồng ý về nguyên tắc rằng các hoàng thân Đức của vùng này phải được bồi thường bằng các vùng đất của giáo hội ở phía bên kia sông Rhein.

#### Chiến tranh Liên minh thứ Hai (1798–1801)
Hòa bình không kéo dài được bao lâu. Chẳng bao lâu, bất đồng nổi lên giữa Áo và Pháp về việc tái tổ chức Đức, Áo liên minh với Nga, Anh và Napoli trong Chiến tranh Liên minh thứ Hai vào năm 1799. Mặc dù lực lượng Áo-Nga ban đầu đã thành công trong việc đánh đuổi quân Pháp từ Ý, tình thế nhanh chóng thay đổi — người Nga rút lui khỏi cuộc chiến sau thất bại tại Zürich (1799) mà họ đổ lỗi cho sự liều lĩnh của người Áo và người Áo đã bị đánh bại bởi Bonaparte, lúc này là Đệ nhất Tổng tài, tại Marengo, buộc họ phải rút khỏi Ý và sau đó ở Đức tại Hohenlinden. Những thất bại này buộc Thugut phải từ chức, và Áo, hiện do Ludwig Cobenzl lãnh đạo, phải tiến hành hòa bình tại Lunéville vào đầu năm 1801. Các điều khoản nhẹ nhàng — các điều khoản của Campo Formio phần lớn đã được khôi phục nhưng bây giờ con đường đã rõ ràng cho việc tái tổ chức Đế chế trên các chiến tuyến của Pháp. Theo Báo cáo Đại biểu Đế quốc năm 1803, Đế chế La Mã Thần thánh đã được tổ chức lại hoàn toàn, gần như tất cả các lãnh thổ giáo hội và các thành phố tự do từng là các bộ phận của Đế chế thân thiện nhất với Gia tộc Áo bị loại bỏ.

### Chiến tranh Napoléon và sự kết thúc của Đế chế (1803–1815)
Với việc Bonaparte tuyên bố tước hiệu Hoàng đế của Đệ nhất Đế chế Pháp vào ngày 18 tháng 5 năm 1804, Franz II tự ý lấy tước hiệu mới của "Hoàng đế Áo " với tư cách là Franz I, ngoài danh hiệu Hoàng đế La Mã Thần thánh. Điều này đã mang lại cho anh ta danh hiệu Hoàng đế kép ( Doppelkaiser ) (Franz II của Đế chế La Mã Thần thánh, Franz I của Áo). Sự xuất hiện của một vị hoàng đế mới người Pháp và sự tái cấu trúc của đế chế cũ đã tạo ra mối đe dọa lớn hơn đối với nhà Habsburg so với những tổn thất về lãnh thổ của họ cho đến nay, vì không có gì đảm bảo rằng họ sẽ tiếp tục được bầu chọn. Franz đã tự mình trở thành hoàng đế của Đế quốc Áo mới vào ngày 11 tháng 8 không lâu sau Napoléon. Đế chế mới không chỉ có một nhà nước mới mà là những vùng đất mới do Áo cai trị, những vùng mà trước đây trong đế chế Habsburg là một nhà nước riêng biệt.

#### Chiến tranh Liên minh thứ Ba (1805)
Chẳng bao lâu, các âm mưu tiếp theo của Napoléon ở Ý, bao gồm cả việc sáp nhập Genoa và Parma, một lần nữa dẫn đến chiến tranh vào năm 1805 — Chiến tranh Liên minh thứ Ba, trong đó Áo, Anh, Nga và Thụy Điển đối đầu với Napoléon. Quân Áo bắt đầu cuộc chiến bằng cách xâm lược Bayern, một đồng minh chủ chốt của Pháp ở Đức nhưng nhanh chóng bị Napoléon lấn lướt và buộc phải đầu hàng tại Ulm, trước khi lực lượng chủ lực của Áo-Nga bị đánh bại tại Austerlitz vào ngày 2 tháng 12. Napoléon đã tiến vào Vienna, trở thành một kẻ chinh phục vang danh. Theo Hiệp ước Pressburg, Áo buộc phải từ bỏ một lượng lớn lãnh thổ - Dalmatia cho Pháp, Venetia cho Vương quốc Ý của Napoléon, Tyrol cho Bayern và các lãnh thổ Swabia khác của Áo cho Baden và Württemberg, mặc dù Salzburg, trước đây do Em trai của Franz, Đại công tước Toscana trước đây đã bị Áo sáp nhập như một sự đền bù.
Thất bại có nghĩa là sự kết thúc của Đế chế La Mã Thần thánh cũ. Các quốc gia vệ tinh của Napoléon ở miền Nam và Tây Đức đã ly khai khỏi Đế quốc vào mùa hè năm 1806, thành lập Liên bang Rhein và một vài ngày sau đó, Franz tuyên bố Đế quốc bị giải thể và từ bỏ vương miện của đế quốc cũ vào ngày 6 tháng 8 năm 1806.

#### Chiến tranh Liên minh thứ Năm (1809)

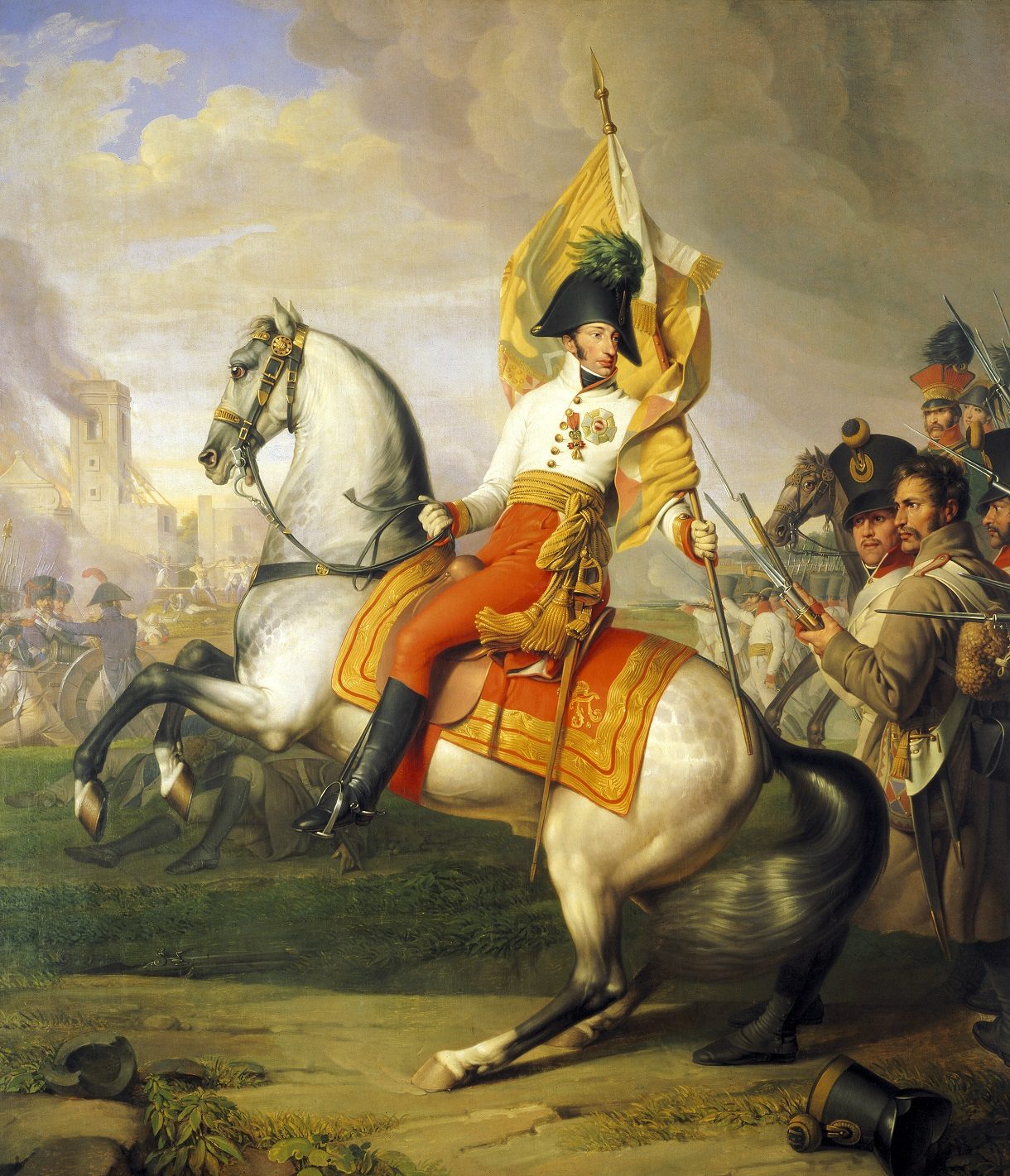
Đại Công tước Karl của Áo Chiến thắng trong Trận Aspern-Essling (21–22 tháng 5 năm 1809)

Trong ba năm tiếp theo, Áo, với chính sách đối ngoại hiện do Philipp Stadion chỉ đạo, đã cố gắng duy trì hòa bình với Pháp, tránh Chiến tranh Liên minh thứ Tư (1806–1807) nhưng buộc phải tuân theo sự ngã giá của Pháp. Sự lật đổ của nhà Bourbon Tây Ban Nha vào năm 1808 đã gây lo lắng sâu sắc cho nhà Habsburg, những người đã liều lĩnh tham chiến một lần nữa vào năm 1809, Chiến tranh Liên minh thứ Năm lần này không có đồng minh lục địa mà chỉ có Vương quốc Anh. Những nỗ lực của Stadion nhằm tạo ra các cuộc nổi dậy trong dân chúng ở Đức đã không thành công và người Nga đã liên minh với Pháp, vì vậy Áo một lần nữa bị đánh bại trong Trận Wagram, mặc dù Napoléon cũng bị tổn thất lớn, người đã chịu thất bại trên chiến trường đầu tiên của mình trong cuộc chiến này tại Aspern-Essling. Tuy nhiên, Napoléon đã tái chiếm Vienna. Các điều khoản của Hiệp ước Schönbrunn sau đó khá khắc nghiệt. Áo để mất Salzburg vào tay Bayern, một số vùng đất thuộc Ba Lan vào tay Nga và phần lãnh thổ còn lại của nó duyên hải Adriatic (bao gồm phần lớn Kärnten và Steiermark) vào tay Các tỉnh Illyria của Napoléon. Áo trở thành một quốc gia lệ thuộc vào Pháp.

#### Chiến tranh Liên minh thứ Sáu (1812–1814)

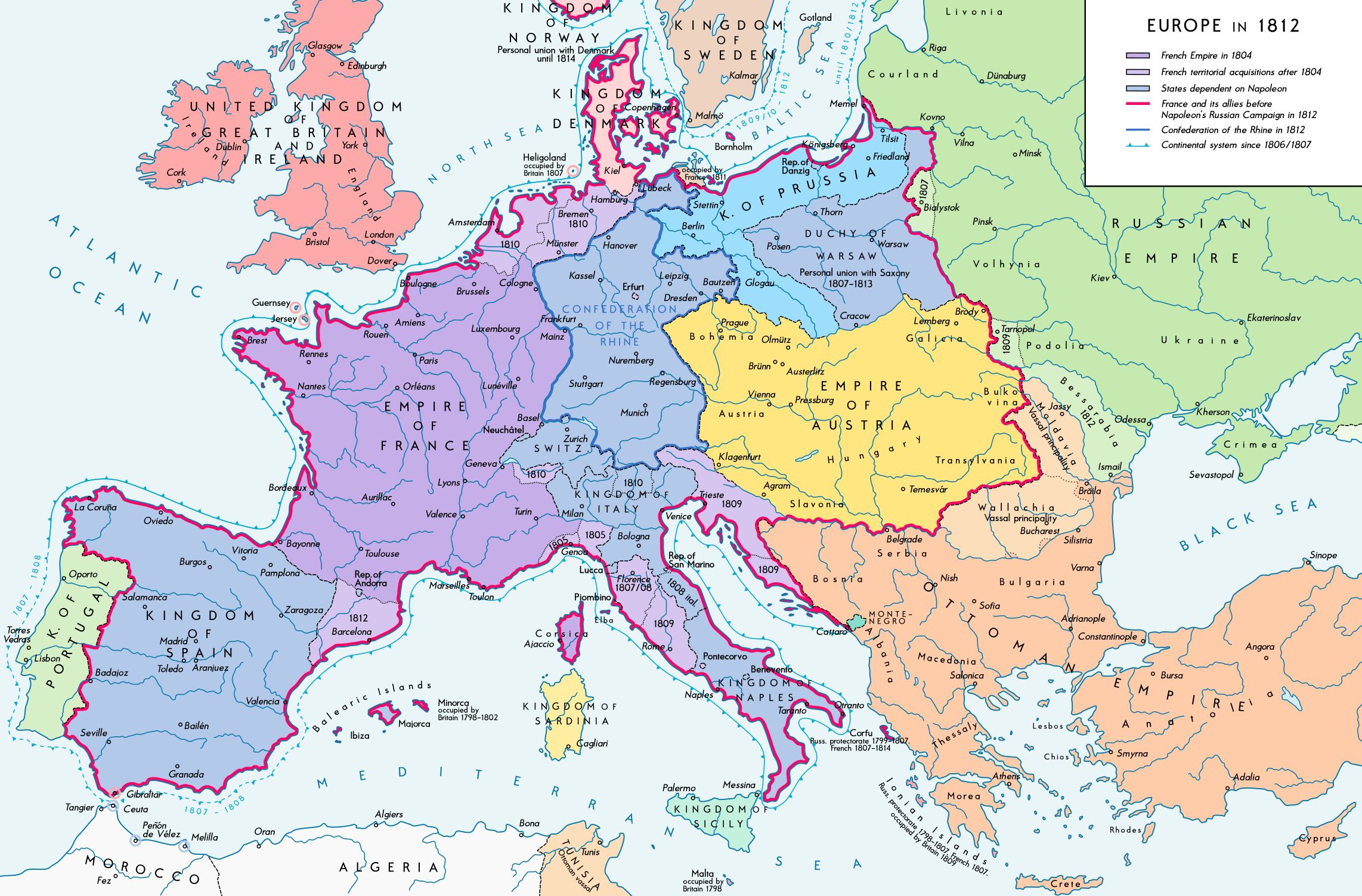
Châu Âu năm 1812 sau một số chiến thắng của Pháp

Klemens von Metternich, bộ trưởng ngoại giao mới của Áo theo đuổi chính sách thân Pháp. Con gái của Franz II, Marie Louise đã kết hôn với Napoléon vào năm 1810. Áo đã bị phá sản vào năm 1811 và tiền giấy ( Bancozettel ) mất giá trị đáng kể nhưng đã được đóng góp cho quân đội xâm lược Nga của Napoléon vào tháng 3 năm 1812. Với thất bại thảm hại của Napoléon ở Nga vào cuối năm và cuộc đào tẩu của Phổ sang phía Nga vào tháng 3 năm 1813, Metternich bắt đầu từ từ thay đổi chính sách của mình. Ban đầu, ông muôn làm trung gian hòa bình giữa Pháp và các kẻ thù trên lục địa nhưng khi rõ ràng rằng Napoléon không quan tâm đến thỏa hiệp, Áo gia nhập các đồng minh và tuyên chiến với Pháp vào tháng 8 năm 1813 trong Chiến tranh Liên minh thứ Sáu (1812–1814). Sự can thiệp của Áo có ý nghĩa quyết định. Napoléon bị đánh bại tại Leipzig vào tháng 10 và buộc phải rút về Pháp. Đầu năm 1814, các lực lượng Đồng minh xâm lược Pháp. Ban đầu, Metternich vẫn không chắc liệu ông ta muốn Napoléon ở lại ngai vàng với việc Marie Louise làm nhiếp chính cho con trai nhỏ của Napoléon hay là một cuộc khôi phục nhà Bourbon, cuối cùng ông đã bị Ngoại trưởng Anh Lord Castlereagh dắt mũi. Napoléon thoái vị vào ngày 3 tháng 4 năm 1814 và Louis XVIII được khôi phục, sớm đàm phán một hiệp ước hòa bình với các đồng minh chiến thắng tại Paris vào tháng 6, trong khi Napoléon bị lưu đày đến Elba.

#### Chiến tranh Liên minh thứ Bảy (1815)
Napoléon trốn thoát vào tháng 2 năm 1815, Louis bỏ trốn và do đó, giai đoạn cuối của cuộc chiến, Chiến tranh Liên minh thứ Bảy, diễn ra sau đó — cái gọi là Triều đại Một trăm ngày nỗ lực phục vị của Napoléon. Điều này lên đến đỉnh điểm với Trận Waterloo quyết định vào tháng Sáu. Các cuộc chiến tranh của Napoléon kết thúc với Hiệp ước Paris thứ hai vào năm đó và cuộc lưu đày cuối cùng của Napoléon đến St Helena.

### Đại hội Vienna (1815)

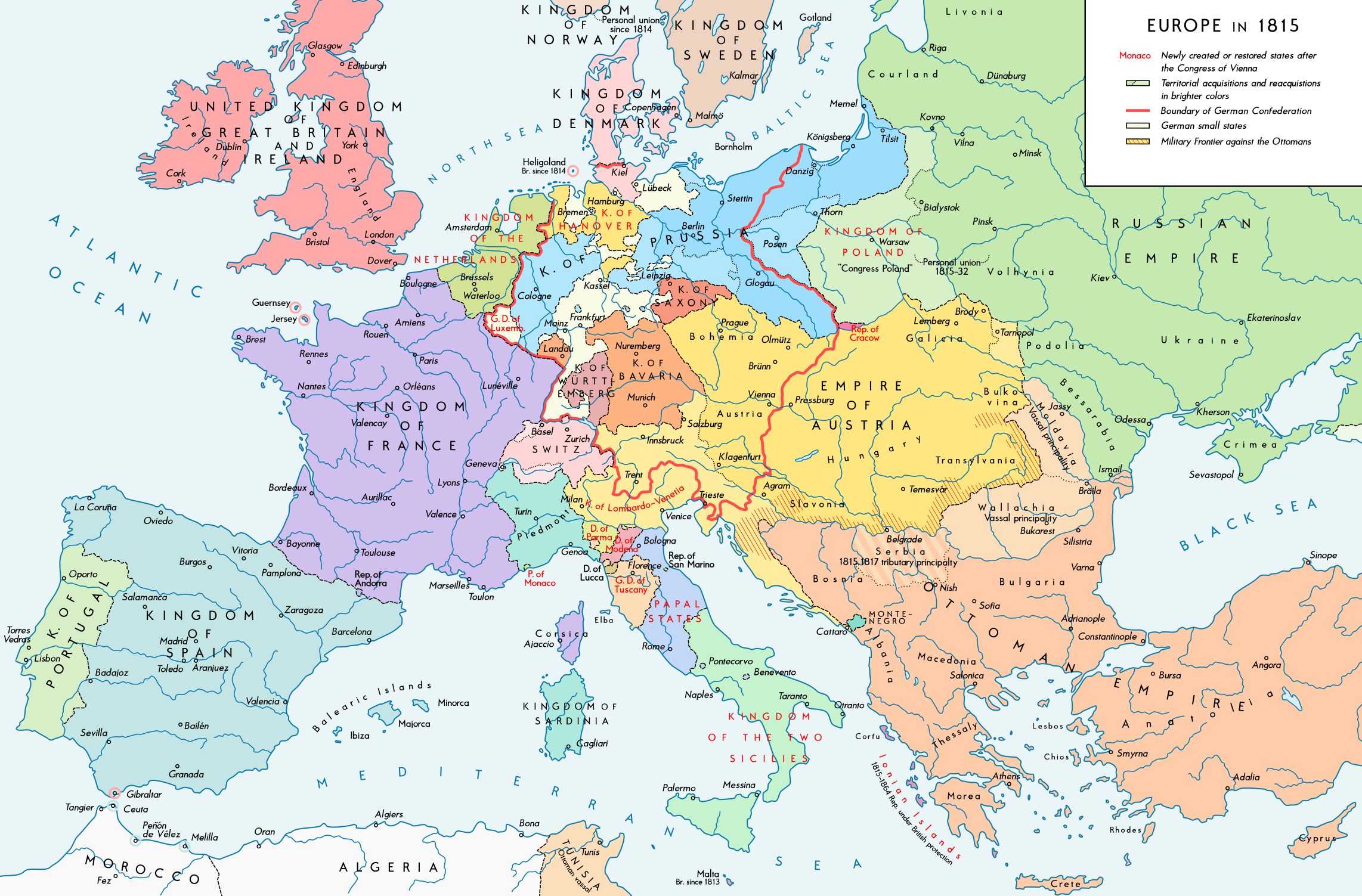
Châu Âu sau Đại hội Vienna

Với việc hoàn thành các cuộc chiến tranh kéo dài của Pháp, một trật tự mới được yêu cầu ở châu Âu và những người đứng đầu các quốc gia châu Âu tập trung tại Vienna để thảo luận kéo dài về tương lai của châu Âu, mặc dù Đại hội thực sự được triệu tập vào tháng 9 năm 1814 trước khi Napoléon cố gắng trở lại và hoàn thành trước Trận Waterloo. Đó là một sự kiện xã hội lớn của các đại diện của các cường quốc như một Quốc hội thực sự và do Metternich chủ trì. Kết quả được gọi là Buổi hòa nhạc Châu Âu. Nó thiết lập cán cân quyền lực và phạm vi ảnh hưởng. Ngoài việc vẽ lại bản đồ chính trị, nó còn tạo ra một thực thể mới từ đống tro tàn của Đế chế La Mã Thần thánh, Bang liên Đức. Đạt được vị trí chủ tịch của thực thể mới này là lợi ích lớn nhất của Áo từ Đại hội. Điều mà Đại hội không thể làm là khôi phục trật tự cũ khi mà quyền lực của Áo và nhà Habsburg đã không còn.

### Nghệ thuật
Vienna thời Napoléon là Vienna của Beethoven, vở opera duy nhất Fidelio được công chiếu lần đầu ở đó vào năm 1805 với sự tham dự của quân đội Pháp. Đó cũng là kỷ nguyên của các bản giao hưởng số ba (Eroica) (1805) với mối quan hệ xung đột của nó với Napoléon và số năm (Schicksals-) và số sáu (Pastorale) (1808).

## Thế kỷ 19 (1815–1914)

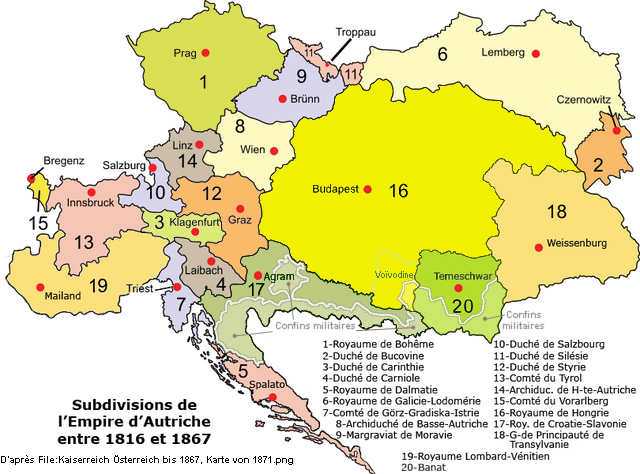
Đế chế Áo sau Đại hội Vienna, 1816

### Thời kỳ Biedermeier (1815–1848)

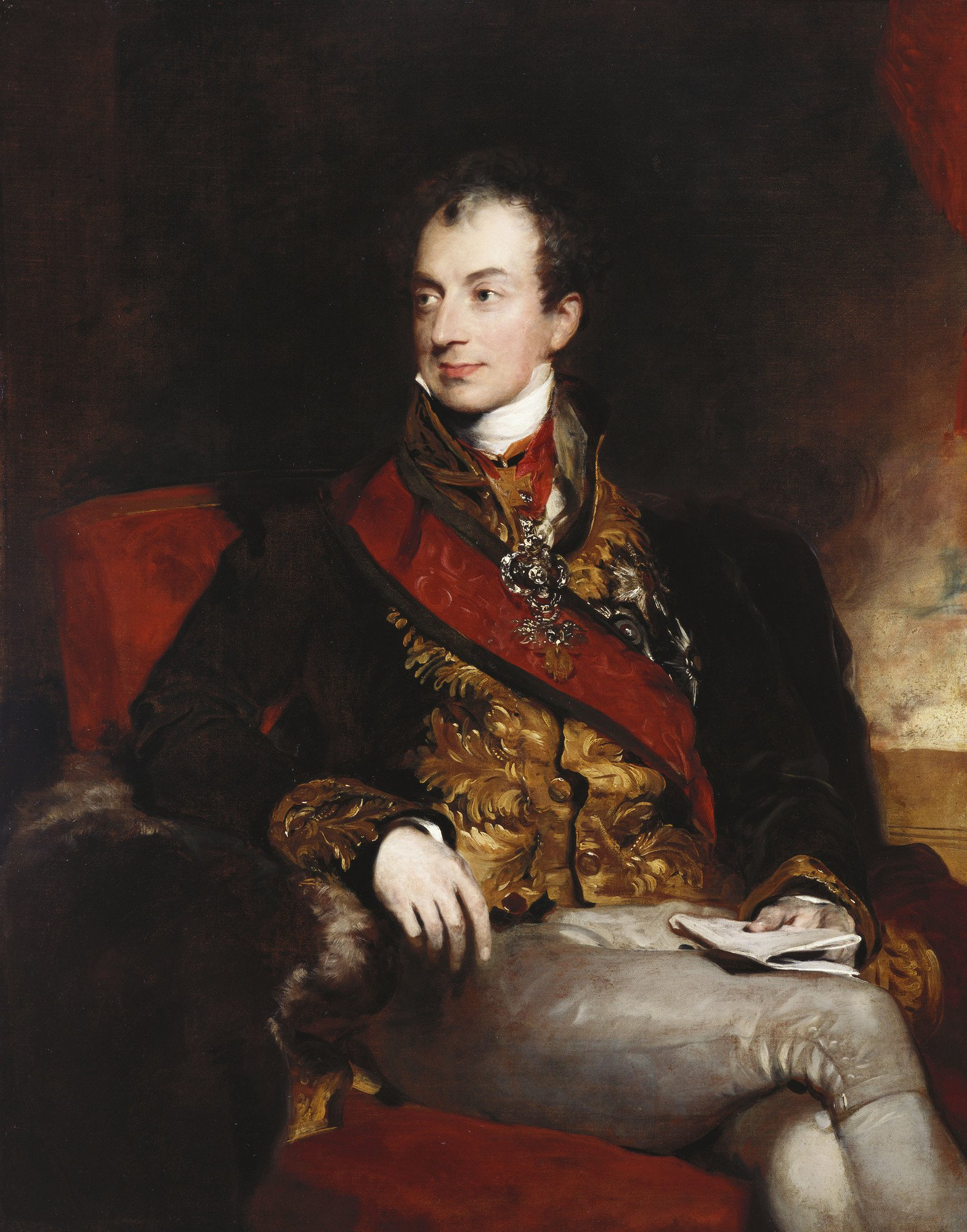
Vương công Metternich, của Thomas Lawrence c. 1820

Dưới sự kiểm soát của Metternich, Đế quốc Áo bước vào thời kỳ kiểm duyệt và nhà nước cảnh sát trong khoảng thời gian từ 1815 đến 1848 (thời kỳ  Biedermaier  hay  Vormärz ). Thuật ngữ thứ hai (Trước tháng 3) dùng để chỉ thời kỳ trước cuộc cách mạng tháng 3 năm 1848. Năm 1823, Hoàng đế Áo phong cho 5 anh em Rothschild làm nam tước. Nathan Mayer Rothschild ở Luân Đôn đã chọn không nhận danh hiệu này. Gia đình này trở nên nổi tiếng với tư cách là chủ ngân hàng ở các nước lớn ở Châu Âu. Metternich kiên quyết giữ chính phủ chống lại các quyền tự do hiến pháp mà phe tự do yêu cầu. Chính phủ theo tập quán và theo sắc lệnh của triều đình ( Hofkanzleidekrete ). Tuy nhiên, cả chủ nghĩa tự do và chủ nghĩa dân tộc đều đang gia tăng dẫn đến Các cuộc cách mạng năm 1848. Metternich và vị Hoàng đế thiểu năng Ferdinand I bị buộc phải từ chức để được thay thế bằng cháu trai của hoàng đế Franz Joseph.

### Franz Joseph I và Belle Époque (1848–1914)

#### Áo hậu cách mạng (1848–1866)
Các khuynh hướng ly khai (đặc biệt ở Lombardia và Hungary) đã bị quân đội đàn áp. Một hiến pháp được ban hành vào tháng 3 năm 1848 nhưng nó có rất ít tác động thực tế mặc dù bầu cử năm 1848 đã được tổ chức vào tháng 6. Những năm 1850 chứng kiến sự quay trở lại của thuyết tân chuyên chế và bãi bỏ chủ nghĩa hợp hiến. Tuy nhiên, một trong những nhượng bộ đối với các nhà cách mạng có tác động lâu dài là việc nông dân được trả tự do ở Áo. Điều này đã tạo điều kiện cho công nghiệp hóa vì nhiều người đã đổ xô đến các thành phố mới công nghiệp hóa của Áo (ở các trung tâm công nghiệp của Bohemia, Hạ Áo, Vienna và Thượng Steiermark ). Biến động xã hội dẫn đến xung đột gia tăng ở các thành phố đa sắc tộc, dẫn đến các phong trào dân tộc chủ nghĩa quần chúng.
Về mặt chính sách đối ngoại, Áo với các khu vực bầu cử không nói tiếng Đức đã phải đối mặt với tình thế tiến thoái lưỡng nan vào năm 1848 khi Quốc hội lập hiến của Đức ( Deutsche Konstituierende Nationalversammlung ), trong đó Áo là thành viên, tuyên bố rằng các thành viên không thể có kết nối nhà nước với các quốc gia không thuộc Đức, Áo phải quyết định chọn giữa việc sáp nhập với Đức hoặc liên minh với Hungary. Tuy nhiên, những kế hoạch này đã trở thành vô ích vào lúc này, nhưng khái niệm về một nước Đức nhỏ hơn không có Áo ( Kleindeutschland ) sẽ trở lại như một giải pháp vào năm 1866. Sự trung lập của Áo trong Chiến tranh Krym (1853–1856) giữa lúc hoàng đế bận tâm đến đám cưới của mình gây phản cảm cho cả hai bên và khiến Áo bị cô lập một cách nguy hiểm, các sự kiện tiếp theo đã chứng minh điều đó (Hamann 1986).

##### Vấn đề Ý (1859–1860)

Ý năm 1859. Vương quốc Lombardia-Venetia có màu lục lam ở trên cùng bên phải.

Trong khi Áo và Habsburgs nắm quyền bá chủ ở phía bắc Ý, thì phía nam là Vương quốc Hai Sicilia, với sự can thiệp của Lãnh địa Giáo hoàng. Ý đã rơi vào tình trạng hỗn loạn kể từ Đại hội Vienna năm 1815 với các cuộc nổi dậy bắt đầu vào năm 1820 ( Carbonari ). Vua Ferdinando II của Hai Sicilia, một vị vua chuyên chế, đã tìm cách củng cố vị trí của mình bằng cách liên minh với Áo. Anh ta đã có một mối liên hệ thông qua người vợ thứ hai của mình, Maria Theresia, cháu gái của hoàng đế Leopold II.Ông cho con trai của ông, Francesco II kết hôn với Nữ Công tước Maria Sophie của Bayern vào tháng 2 năm 1859. Marie là em gái của Hoàng hậu Elisabeth của Áo, do đó, Francesco làm em rể Hoàng đế. Ferdinando mất vài tháng sau đó vào tháng 5 và Franz và Maria Sophie lên ngôi.
Trong khi đó, Áo đã rơi vào bẫy  risorgimento  do người Ý giăng ra. Piedmont được đồng cai trị với Sardinia từng là nơi diễn ra các cuộc nổi dậy trước đó. Lần này họ thành lập một liên minh bí mật với Pháp ( Patto di Plombières ) mà hoàng đế Napoléon III là một  Carbonari  trước đó. Piedmont sau đó tiến hành khiêu khích Vienna với một loạt các cuộc diễn tập quân sự, buộc Viên đưa ra một tối hậu thư cho Turin vào ngày 23 tháng 4. Sự từ chối của Turin tạo điều kiện cho cuộc xâm lược của Áo và nổ ra chiến tranh với Pháp (Chiến tranh giành độc lập Ý lần thứ hai năm 1859). Áo đã nhầm lẫn khi mong đợi sự hỗ trợ và không nhận được sự hỗ trợ nào và đất nước đã không chuẩn bị cho chiến tranh, điều này đã trở nên tồi tệ. Những người cai trị Habsburg ở Toscana và Modena đã buộc phải chạy trốn đến Vienna.
Vào tháng 5 năm 1859, Áo phải chịu một thất bại quân sự trong Trận Varese và vào tháng 6 tại Magenta trước lực lượng kết hợp của Pháp và Sardinia. Hoàng đế từ chối thừa nhận mức độ nghiêm trọng của tình hình ngày càng khó khăn lớn ở quê nhà và nắm quyền chỉ huy trực tiếp quân đội dù không phải là một quân nhân chuyên nghiệp. Cuối tháng đó, một thất bại nữa trong Solférino đã đóng dấu số phận của Áo, hoàng đế thấy mình phải chấp nhận các điều khoản của Napoléon tại Villafranca. Áo đồng ý nhượng Lombardia và quyền cai trị của các bang miền trung Ý sẽ được phục hồi. Tuy nhiên, điều thứ hai đã không bao giờ xảy ra vì trong năm sau, tất cả các nước này đều sáp nhập vào Vương quốc Sardinia-Piedmont. Đến tháng 4 năm 1860, Garibaldi đã xâm lược và nhanh chóng chinh phục Sicilia và đến tháng 2 năm 1861, Vương quốc Hai Sicilia không còn tồn tại, Francesco và Maria chạy trốn sang Áo.

##### Hậu quả - nhượng bộ hiến pháp
Những sự kiện này đã làm suy yếu nghiêm trọng vị thế của hoàng đế. Các chính sách chuyên chế của chính phủ không được ưa chuộng và những thất bại này đã dẫn đến tình trạng bất ổn trong nước, chủ nghĩa ly khai ở Hungary, những lời chỉ trích về quản trị của Áo và cáo buộc tham nhũng. Những người thương vong đầu tiên là các bộ trưởng của hoàng đế. Bộ trưởng Tài chính, Karl Ludwig von Bruck đã tự sát. Các thương vong khác là Bá tước Karl Ferdinand von Buol (Bộ trưởng Ngoại giao), Bộ trưởng Nội vụ Nam tước Alexander von Bach, Bộ trưởng Cảnh sát Johann Freiherr von Kempen von Fichtenstamm, Phụ tá Tướng quân Karl Ludwig von Grünne cùng các tướng lĩnh quân đội.
Kết quả là một cam kết miễn cưỡng của hoàng đế và cố vấn chính của ông Goluchowski để trở lại chính phủ lập hiến, đỉnh điểm là Điều lệ tháng 10 (tháng 10 năm 1860) thiết lập chế độ quân chủ lập hiến thông qua hội đồng lập pháp và quyền tự chủ cấp tỉnh. Điều này không bao giờ được thực hiện hoàn toàn do sự kháng cự của người Hungary, đòi hỏi quyền tự chủ hoàn toàn bị mất vào năm 1849. Do đó, Điều lệ tháng 10 ( Oktoberdiplom ) đã được thay thế bằng Chứng thư tháng 2 ( Februarpatent ), năm 1861 thành lập cơ quan lập pháp lưỡng viện,  Reichsrat . Thượng viện ( Herrenhaus ) bao gồm các chức vụ được bổ nhiệm và được quyền cha truyền con nối, trong khi Hạ viện ( Abgeordnetenhaus ) được bổ nhiệm bởi Đại hội tỉnh.  Reichsrat  sẽ họp mà có thể có hoặc không có người Hungary, tùy thuộc vào các vấn đề đang được xem xét. Đây là bước đầu tiên hướng tới việc thành lập một cơ quan lập pháp Cisleithania riêng biệt, mặt khác, vai trò hạn chế hơn của Nghị hội trong Chứng thư tháng Hai so với Điều lệ tháng Mười đã khiến những người ủng hộ chủ nghĩa địa phương tức giận.  Reichsrat  được thống trị bởi những người theo chủ nghĩa tự do, những người sẽ là lực lượng chính trị thống trị trong hai thập kỷ tiếp theo.

##### Vấn đề Đan Mạch (1864–66)

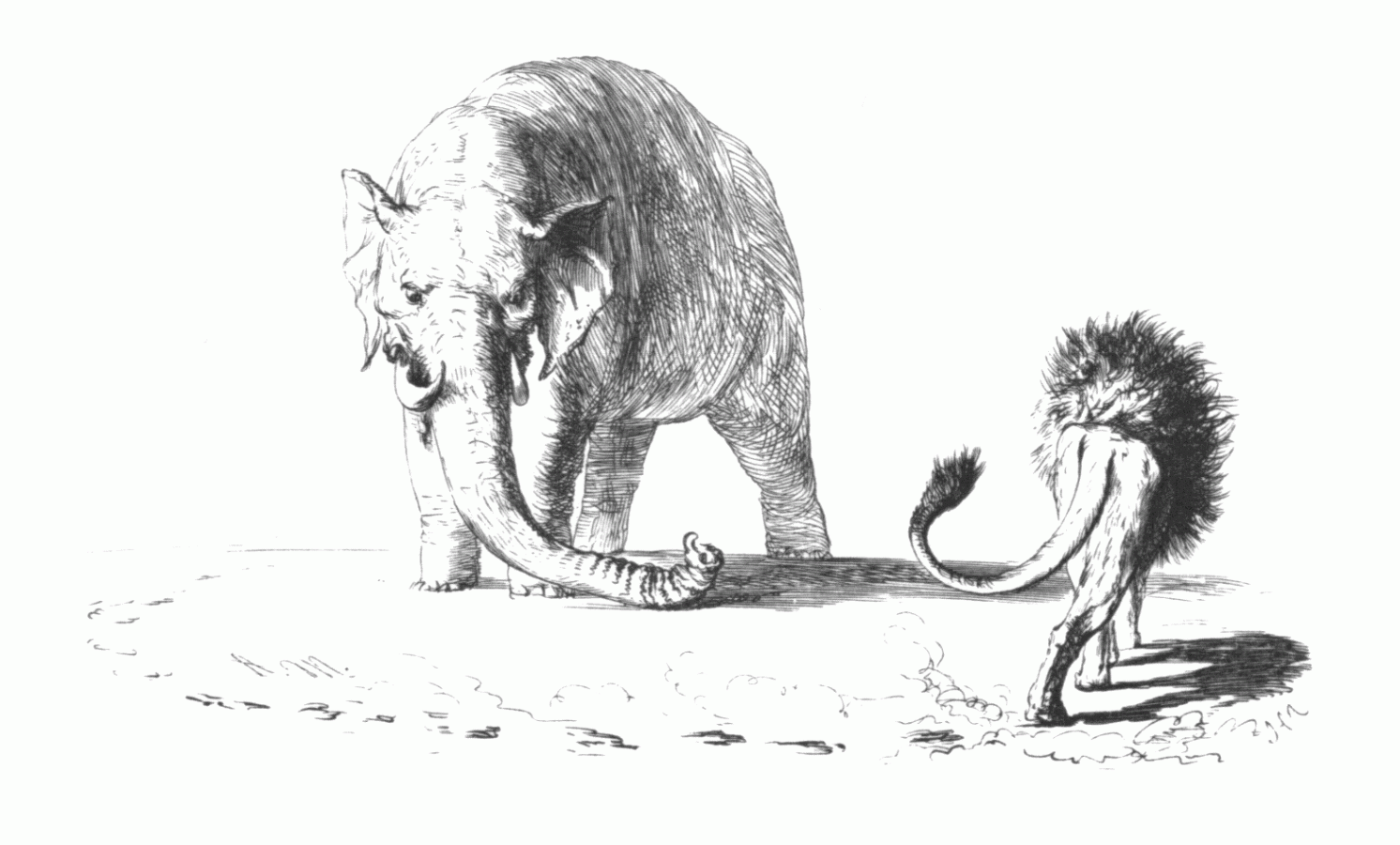
Sư tử Phổ lượn vòng quanh voi Áo. Adolph Menzel, 1846

Phổ và Đan Mạch đã từng chiến đấu trong một cuộc chiến vào năm 1848–51 trên các lãnh thổ có biên giới chung của họ là Schleswig-Holstein dẫn đến việc Đan Mạch giữ lại họ. Đến năm 1864, Áo lại xảy ra chiến tranh, lần này liên minh với Phổ chống lại Đan Mạch trong Chiến tranh Schleswig lần thứ hai, mặc dù thành công lần này nhưng đây là chiến thắng quân sự cuối cùng của Áo. Chiến tranh kết thúc với Hiệp ước Viên theo đó Đan Mạch nhượng lại lãnh thổ. Năm sau, Công ước Gastein đã giải quyết quyền kiểm soát các lãnh thổ mới, Holstein được giao cho Áo sau những xung đột ban đầu giữa các đồng minh. Tuy nhiên, điều này chẳng làm dịu được sự cạnh tranh giữa Áo-Phổ về vấn đề Đức. Những nỗ lực không ngừng của Otto von Bismarck, Thủ tướng Phổ, nhằm thu hồi thỏa thuận và giành quyền kiểm soát các vùng lãnh thổ sẽ sớm dẫn đến xung đột giữa hai cường quốc và làm suy giảm vị thế Áo ở Trung Âu.

##### Vấn đề Hungary
Từ cuộc cách mạng năm 1848, trong đó phần lớn tầng lớp quý tộc Hungary đã tham gia, Hungary vẫn không ngừng khôi phục hiến pháp và phế truất Nhà Habsburg, phản đối các phiên tòa tập trung ở Vienna và từ chối nộp thuế (Hamann 144). Hungary có rất ít sự ủng hộ trong triều đình tại Vienna vốn thân Bohemia và coi người Hungary là những nhà cách mạng. Từ việc mất các lãnh thổ của Ý vào năm 1859, vấn đề Hungary trở nên nổi bật hơn. Hungary đang đàm phán với các cường quốc nước ngoài để hỗ trợ nó và đáng kể nhất là Phổ. Do đó, Hungary đại diện cho một mối đe dọa đối với Áo trong bất kỳ sự phản đối nào đối với Phổ trong Bang liên Đức về Vấn đề Đức. Do đó, các cuộc thảo luận thận trọng về việc nhượng bộ được người Hungary gọi là  Hòa giải  (Hamann 146), bắt đầu diễn ra. Hoàng đế Franz Joseph công du Budapest vào tháng 6 năm 1865 và thực hiện một số nhượng bộ, chẳng hạn như bãi bỏ quyền tài phán quân sự và ban hành lệnh ân xá cho báo chí. Tuy nhiên, những điều này không đáp ứng được yêu cầu của những người theo chủ nghĩa tự do Hungary, những người có yêu cầu tối thiểu là khôi phục hiến pháp và lễ đăng quang riêng của hoàng đế với tư cách là Vua Hungary. Đứng đầu trong số này là Gyula Andrássy và Ferenc Deák, những người đã cố gắng nâng cao ảnh hưởng của mình tại triều đình ở Vienna. Vào tháng 1 năm 1866, một phái đoàn của quốc hội Hungary đã đến Vienna để mời hoàng gia thăm chính thức Hungary, họ đã thực hiện một chuyến thăm dài từ tháng Giêng đến tháng Ba.

##### Chiến tranh Áo-Phổ (1866)
Trong khi Andrássy thường xuyên đến thăm Vienna từ Budapest vào đầu năm 1866, quan hệ với Phổ đang xấu đi. Đã có những cuộc bàn luận về chiến tranh. Phổ đã ký một hiệp ước bí mật với Vương quốc Ý non trẻ vào ngày 8 tháng 4, trong khi Áo ký một hiệp ước với Pháp vào ngày 12 tháng 6 để đổi lấy Venetia.
Trong khi các động cơ gây ra chiến tranh, kế hoạch tổng thể của Phổ hay chủ nghĩa cơ hội còn bị tranh cãi, kết quả là sự tái liên kết quyền lực triệt để ở Trung Âu. Áo tiếp tục tranh chấp về Holstein trước Nghị hội Đức và cũng quyết định triệu tập Nghị hội Holstein. Phổ tuyên bố rằng Công ước Gastein đã bị vô hiệu hóa và xâm lược Holstein. Khi Nghị hội Đức phản ứng bằng cách bỏ phiếu cho một cuộc vận động một phần chống lại Phổ, Bismarck tuyên bố rằng Bang liên Đức đã kết thúc. Vì vậy, đây có thể được coi là Chiến tranh Schleswig lần thứ ba.
Xung đột bùng nổ vào ngày 14 tháng 6 với tên gọi Chiến tranh Áo-Phổ (tháng 6 - tháng 8 năm 1866), trong đó, Phổ và các nước phía bắc Đức không chỉ phải đối mặt với Áo mà còn với phần lớn các nước còn lại ở Đức, đặc biệt là các bang phía nam. Ba ngày sau, Ý tuyên chiến với Áo trong Chiến tranh giành độc lập Ý lần thứ ba, Ý bây giờ là đồng minh của Phổ. Vì vậy, Áo đã phải chiến đấu trên hai mặt trận. Cuộc giao tranh đầu tiên của họ dẫn đến một chiến thắng nhỏ trước người Ý tại Custoza gần Verona vào ngày 24 tháng 6. Tuy nhiên, ở mặt trận phía bắc, Áo đã phải chịu một thất bại quân sự lớn trong Trận Königgrätz ở Bohemia vào ngày 3 tháng 7. Mặc dù Áo đã có thêm một chiến thắng trước người Ý trong trận hải chiến tại Lissa vào ngày 20 tháng 7, nhưng rõ ràng là lúc đó cuộc chiến với Áo đã kết thúc, quân đội Phổ đe dọa Vienna, triều đình buộc cuộc di tản đến Budapest. Napoléon III đã can thiệp dẫn đến đình chiến tại Nikolsburg vào ngày 21 tháng 7 và một hiệp ước hòa bình được ký kết tại Praha vào ngày 23 tháng 8. Trong khi đó, người Ý đã đạt được một loạt thành công trong suốt tháng Bảy và ký một hiệp ước đình chiến tại Cormons vào ngày 12 tháng 8 để không phải đối mặt với đội quân Áo còn lại được giải phóng khỏi mặt trận phía bắc.
Kết quả của những cuộc chiến này là Áo đã mất tất cả lãnh thổ Ý và giờ đây đã bị loại khỏi các công việc của Đức, hiện đã được tổ chức lại dưới sự thống trị của Phổ trong Liên bang Bắc Đức mới. Khái niệm  Kleindeutschland  đã thịnh hành. Đối với những người Áo ở Ý, cuộc chiến đã trở nên vô nghĩa thảm khốc vì Venetia đã được nhượng lại.

#### Chế độ quân chủ kép (1867–1918)

##### Hòa giải

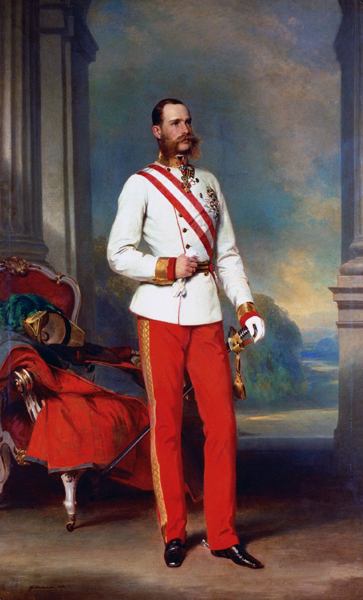
Hoàng đế Franz Joseph I.

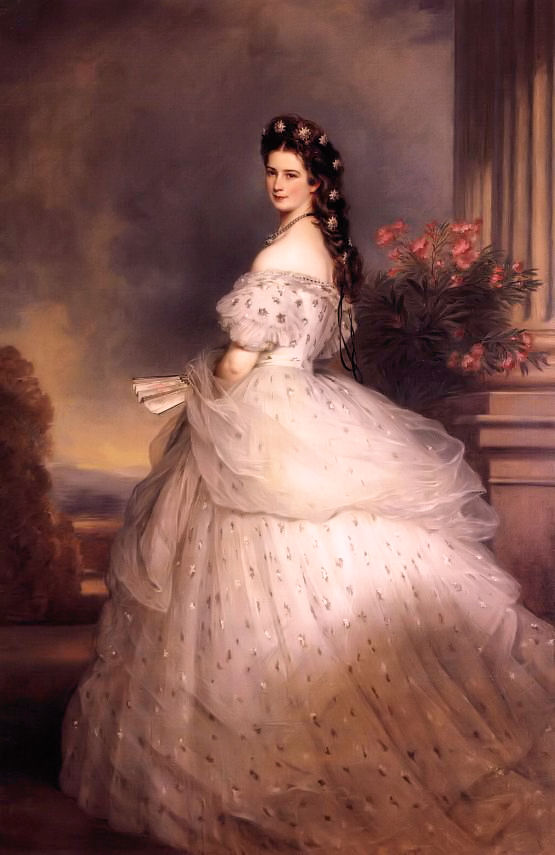
Hoàng hậu Elisabeth, còn được gọi là "Sisi"

Quốc huy nhỏ của Đế chế Áo-Hung 1867–1915, với họa tiết lông vàng của nhà Habsburg đặt trên con Đại bàng hai đầu của Áo và được gắn với Vương miện của Rudolf II

Trong khi Áo đang quay cuồng vì ảnh hưởng của chiến tranh, người Hungary đã gia tăng áp lực đòi hỏi của họ. Andrássy thường xuyên ở Vienna, cũng như Ferenc Deák và lập trường của Hungary được ủng hộ bởi những người theo chủ nghĩa lập hiến và tự do. Trong khi tình cảm chống Hungary dâng cao trong triều đình, vị thế của Hoàng đế ngày càng trở nên không thể đạt được với quân đội Phổ hiện tại Pressburg (nay là Bratislava), Vienna đầy những kẻ lưu vong trong khi hy vọng về sự can thiệp của Pháp đã không có kết quả. Người Hungary đã tuyển dụng Hoàng hậu Elisabeth, người đã trở thành người ủng hộ mạnh mẽ cho chính nghĩa của họ. György Klapka đã tổ chức một quân đoàn chiến đấu cho quân Phổ được Bismarck đã hỗ trợ, tiến vào Hungary và kích động đòi độc lập cho Hungary.
Tuy nhiên, nhu cầu của các tỉnh khác phải được cân nhắc trước khi tiến vào bất kỳ hình thức song chế nào của Hungary vốn sẽ mang lại cho Hungary những đặc quyền đặc biệt và bắt đầu thổi bùng ngọn lửa của chủ nghĩa dân tộc Séc vì lợi ích của người Slav có thể bị nhấn chìm. Mọi người lại bắt đầu bàn tán về các sự kiện của năm 1848. Đến tháng 2 năm 1867 Bá tước Belcredi từ chức Thủ tướng vì lo ngại về lợi ích của người Slav và được kế nhiệm bởi ngoại trưởng Ferdinand Beust, người đã nhanh chóng theo đuổi lựa chọn Hungary mà đã trở thành hiện thực vào cuối tháng.

##### Ausgleich(Thỏa hiệp) 1867
Áo-Hung được tạo ra thông qua cơ chế của Thỏa hiệp Áo-Hung năm 1867 ( Ausgleich ). Vì vậy, người Hungary cuối cùng đã đạt được phần lớn mục tiêu của họ. Nửa phía tây của vương quốc được gọi là (Cisleithania) và phía đông Hungary (Transleithania), đó là các vương quốc nằm ở hai bên sông Leitha, một nhánh của sông Danube giờ đã trở thành hai vương quốc với chính sách nội vụ khác nhau - không có quốc tịch chung và song tịch đều bị cấm nhưng có một người cai trị chung và một chính sách quân sự và đối ngoại chung. Đế chế lúc này có hai thủ đô, hai nội các và hai quốc hội. Chỉ có ba vị trí nội các phục vụ cho cả hai nửa của chế độ quân chủ là chiến tranh, đối ngoại và tài chính (khi cả hai lĩnh vực đều có liên quan). Chi phí đã được ấn định 70:30 cho Cisleithania, tuy nhiên người Hungary đại diện cho một quốc gia duy nhất trong khi Cisleithania bao gồm tất cả các vương quốc và tỉnh khác. Andrássy được bổ nhiệm làm Thủ tướng đầu tiên của Hungary mới vào ngày 17 tháng 2. Cảm xúc dâng cao ở các tỉnh và Nghị hội ở Morava và Bohemia đã ngừng hoạt động vào tháng Ba.
Hoàng đế Franz Joseph đã có bài phát biểu từ ngai vàng vào tháng 5 trước  Reichsrat  (Hội đồng Hoàng gia) yêu cầu phê chuẩn hồi tố và hứa hẹn sẽ cải cách hiến pháp hơn nữa và tăng quyền tự trị cho các tỉnh. Đây là một sự rút lui lớn khỏi chủ nghĩa chuyên chế. Vào ngày 8 tháng 6, Hoàng đế và Hoàng hậu được trao vương miện Vua và Nữ hoàng Hungary trong một buổi lễ mà sự hào nhoáng và lộng lẫy dường như không phù hợp với sự sỉ nhục về quân sự và chính trị gần đây của Áo cũng như mức độ bồi thường tài chính. Là một phần của lễ kỷ niệm, hoàng đế đã công bố những nhượng bộ hơn nữa làm trầm trọng thêm mối quan hệ giữa Hungary và phần còn lại của chế độ quân chủ. Một lệnh ân xá đã được tuyên bố đối với tất cả các tội danh chính trị kể từ năm 1848 (bao gồm Klapka và Kossuth) và đảo ngược việc tịch thu các điền trang. Ngoài ra, Quà đăng quang được hướng đến các gia đình và cựu chiến binh của nhà cách mạng  Honvéd  đã được hồi sinh với tên gọi Honvéd Hoàng gia Hungary.
Để đổi lấy sự ủng hộ của Đảng Tự do đối với  Ausgleich , các đặc quyền của nghị viện đã được thực hiện trong luật hiến pháp mới. Luật ngày 21 tháng 12 năm 1867, mặc dù thường xuyên được sửa đổi, là nền tảng của sự cai trị của Áo trong 50 năm còn lại của đế chế và phần lớn dựa trên Chứng thư Tháng Hai, Hội đồng Hoàng gia và bao gồm một dự luật về quyền. Cuối cùng thì cán cân chính trị của chế độ quân chủ kép thể hiện sự dung hòa giữa chủ nghĩa độc tài ( Obrigkeitsstaat ) và chủ nghĩa nghị viện  (Rechtsstaat)  (Hacohen 2002). Giống như hầu hết các thỏa hiệp, nó đã bị phủ nhận bởi những kẻ cực đoan ở cả hai phe bao gồm cả Kossuth.

##### Áo-Hung, 1867–1914
Năm 1873 đánh dấu Silver Jubilee của Franz Joseph, không chỉ là dịp để kỷ niệm mà còn là một trong những phản ánh về sự tiến bộ của chế độ quân chủ kể từ năm 1848. Vienna đã tăng từ dân số 500.000 người lên hơn một triệu, các bức tường và công sự đã bị phá bỏ và  Ringstrasse  được xây dựng với nhiều tòa nhà mới tráng lệ dọc theo nó. Sông Danube đã được điều tiết để giảm nguy cơ lũ lụt, một cầu cống mới được xây dựng để dẫn nước ngọt vào thành phố và nhiều cây cầu mới, trường học, bệnh viện, nhà thờ và một trường đại học mới được xây dựng.
Ngoại giao

Những gì được cho là một biện pháp khẩn cấp tạm thời đã kéo dài trong nửa thế kỷ. Áo đã thành công trong việc giữ vị thế trung lập trong Chiến tranh Pháp–Phổ 1870–1 bất chấp việc nhiều người đã nhìn thấy cơ hội trả thù Phổ vì các sự kiện năm 1866. Tuy nhiên, các đồng minh của Áo trong số các Quốc gia Nam Đức hiện đã liên minh với Phổ và vẫn không chắc rằng năng lực quân sự của Áo đã được cải thiện đáng kể trong thời gian đó. Mọi nghi ngờ còn sót lại nhanh chóng bị xua tan bởi tốc độ tiến công của Phổ và sự sụp đổ sau đó của Đệ Nhị Đế chế Pháp.
Vào tháng 11 năm 1871 Áo đã thực hiện một sự thay đổi căn bản trong chính sách đối ngoại. Ferdinand Beust, Thủ tướng đầu tiên (đến 1867), Thủ tướng và Bộ trưởng Ngoại giao (1866–1871) của Chế độ quân chủ kép bị bãi nhiệm. Beust là người ủng hộ  xét lại  chống lại Phổ, nhưng đã được kế nhiệm bởi Thủ tướng Hungary, người theo chủ nghĩa tự do Gyula Andrássy với tư cách là Bộ trưởng Ngoại giao (1871–1879), mặc dù cả hai đều phản đối các chính sách liên bang của Thủ tướng Karl Hohenwart (1871) trong khi Vương công Adolf xứ Auersperg trở thành Thủ tướng mới (1871–1879). Việc bổ nhiệm Andrássy gây ra mối quan tâm trong Đảng bảo thủ ( Kamarilla ), nhưng ông đã làm việc chăm chỉ để khôi phục mối quan hệ giữa Berlin và Vienna, lên đến đỉnh điểm là Liên minh Kép ( Zweibund ) năm 1879.
Năm 1878, Áo-Hung chiếm Bosnia và Herzegovina, vốn đã bị cắt đứt khỏi phần còn lại của Đế chế Ottoman bằng cách thành lập các quốc gia mới ở Balkans sau Chiến tranh Nga–Thổ Nhĩ Kỳ (1877–1878) và Hội nghị Berlin (tháng 6 đến tháng 7 năm 1878). Lãnh thổ được nhượng cho Áo-Hung và Andrássy chuẩn bị chiếm nó. Điều này dẫn đến mối quan hệ với Nga ngày càng xấu đi và dẫn đến hậu quả bi thảm trong thế kỷ tiếp theo. Quân Áo gặp phải sự kháng cự gay gắt và bị thương vong đáng kể. Việc chiếm đóng đã tạo ra tranh cãi cả trong và ngoài đế chế và dẫn đến việc Andrássy từ chức vào năm 1879. Lãnh thổ này cuối cùng đã được sáp nhập vào năm 1908 và được đặt dưới sự thống trị chung của chính phủ Áo và Hungary.

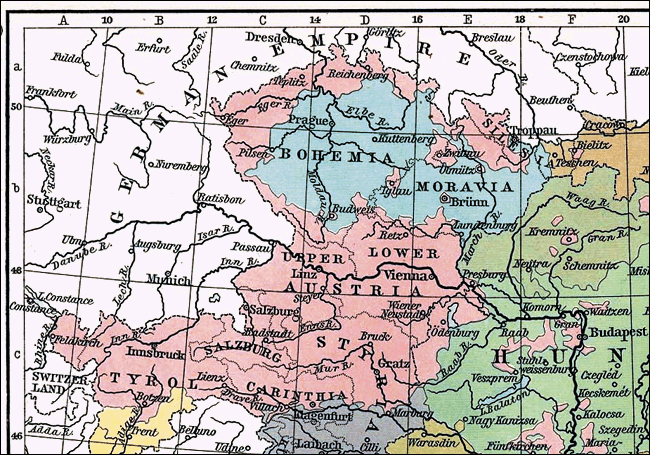
Bản đồ biểu thị các khu vực có người Đức sinh sống (màu hồng) ở phía tây Đế quốc Áo-Hung vào năm 1911

Sự ra đi của Chính phủ Tự do và của Andrássy khỏi Bộ Ngoại giao ( kuk Ministerium des Äußern ) đánh dấu một sự thay đổi mạnh mẽ trong chính sách đối ngoại của Áo-Hung, đặc biệt là liên quan đến Nga, Bá tước Gustav Kálnoky (1881– 1895) Người thay thế thuộc đảng Bảo thủ của Andrássy theo đuổi một mối quan hệ mới.
Kinh tế

Nửa sau thế kỷ 19 chứng kiến rất nhiều hoạt động xây dựng, mở rộng các thành phố và tuyến đường sắt cũng như sự phát triển của công nghiệp. Trong phần trước của thời kỳ này, được gọi là  Gründerzeit , Áo đã trở thành một quốc gia công nghiệp hóa, mặc dù các vùng Alps vẫn được đặc trưng bởi nông nghiệp. Áo đã có thể ăn mừng sự hoành tráng mới được tìm thấy của mình trong Triển lãm Thế giới Vienna ( Weltausstellung ) năm 1873 với sự tham dự của tất cả những nguyên thủ châu Âu và hơn thế nữa. Sau thời kỳ tương đối thịnh vượng này là Sự sụp đổ của thị trường chứng khoán 1873.

#### Chính trị và quản trị

##### Chủ nghĩa tự do ở Cisleithania 1867–1879
Các đảng phái chính trị trở thành thực thể hợp pháp ở Áo từ năm 1848, ngoại trừ một thời gian ngắn mất tính hợp pháp vào những năm 1850. Tuy nhiên, cấu trúc của cơ quan lập pháp được tạo ra bởi Chứng thư tháng 2 năm 1861 cung cấp rất ít phạm vi cho tổ chức đảng phái. Tổ chức chính trị ban đầu giống như sự phân chia trong văn hóa Áo. Kể từ thời Phản cải cách, Giáo hội Công giáo cùng với tầng lớp quý tộc và các phần tử bảo thủ ở nông thôn đã đóng một vai trò quan trọng trong đời sống chính trị của đế chế. Đồng minh chống lại những lực lượng này là một tầng lớp trung lưu thành thị thế tục hơn, mang tinh thần Khai sáng và Cách mạng Pháp cùng với chủ nghĩa chống giáo hội  (Kulturkampf) . Các thành phần khác ở cánh tả là chủ nghĩa dân tộc Đức, bảo vệ các lợi ích của người Đức chống lại người Slav và được giới trí thức thành thị ủng hộ. Tuy nhiên, cơ cấu đảng khác xa sự gắn kết và cả hai nhóm đều chứa các phe phái ủng hộ hoặc phản đối chính phủ thời đó. Các đảng này phản ánh sự chia rẽ truyền thống cánh hữu / cánh tả về tầm nhìn chính trị. Phe cánh tả hay phe Tự do ( Deutschliberale Partei ) được gọi là Đảng Hiến pháp ( Verfassungspartei ) nhưng cả hai cánh tả hữu đều bị phân mảnh thành các phe phái ( Klubs ). Không có bầu cử trực tiếp thì không có chỗ cho tổ chức bầu cử, các đảng viên thuộc giới trí thức vô tổ chức. Cũng không cần có trách nhiệm của Bộ trưởng, cần có một tổ chức như vậy. Mối quan hệ được thúc đẩy bởi tầm nhìn tương ứng của các tổ chức đại diện. Cánh tả lấy tên từ sự ủng hộ về nguyên tắc của hiến pháp 1861–67 và là yếu tố thúc đẩy cuộc cách mạng 1848, cánh hữu ủng hộ các quyền lịch sử. Cánh tả thu hút sự ủng hộ của tầng lớp tư sản ( Besitzbürgertum ), các nhân vật giàu có và công chức. Đây là những khác biệt ý thức hệ lâu đời (Pulzer 1969). Các cuộc bầu cử năm 1867 chứng kiến những người Tự do nắm quyền kiểm soát hạ viện dưới quyền Karl Auersperg (1867–1868) và là công cụ trong việc thông qua hiến pháp 1867 và bãi bỏ Concordat năm 1855 (1870).
Bầu cử được cải thiện dần dần trong giai đoạn 1860–1882. Việc lựa chọn các đại biểu cho  Reichsrat  của các cơ quan lập pháp cấp tỉnh tỏ ra không khả thi, đặc biệt khi nghị hội Bohemia đã tẩy chay Reichsrat trong nỗ lực giành địa vị bình đẳng với người Hungary trong chế độ quân chủ tam nguyên. Kết quả là quyền bầu cử đã được thay đổi thành bầu cử trực tiếp vào  Reichsrat  vào năm 1873.
Ngay cả khi đó vào năm 1873, chỉ có sáu phần trăm dân số nam giới trưởng thành được quyền bầu cử (Hacohen 2002). Sự phân chia ban đầu thành các đảng Công giáo, tự do, quốc gia, cấp tiến và chủ nghĩa trọng nông khác nhau giữa các nhóm dân tộc tiếp tục chia rẽ văn hóa chính trị. Tuy nhiên, hiện nay đang nổi lên sự hiện diện của các đảng ngoài nghị viện trong khi các đảng trước đây hoàn toàn nằm trong nghị viện. Điều này đã tạo cơ hội cho những người không có quyền bầu cử có tiếng nói. Những thay đổi này diễn ra trong bối cảnh thay đổi nhanh chóng của nền kinh tế Áo đang hiện đại hóa và công nghiệp hóa cũng như các cuộc khủng hoảng kinh tế như cuộc khủng hoảng năm 1873 và hậu quả của nó là cuộc suy thoái (1873–1879). Các đảng truyền thống đã chậm chạp trong việc đáp ứng các yêu cầu của dân chúng. Đến cuộc bầu cử năm 1901, cuộc bầu cử cuối cùng bầu theo các giai cấp được xác định ( Curia ), các đảng ngoại nghị viện đã giành được 76 trong số 118 ghế.
Thời đại này chứng kiến những tình cảm chống đối tự do và sự suy yếu của đảng Tự do, đảng đã nắm quyền từ năm 1867 ngoài một thời gian cầm quyền ngắn của phe bảo thủ năm 1870–71. Năm 1870, sự ủng hộ của phe Tự do đối với Phổ trong Chiến tranh Pháp-Phổ khiến Hoàng đế không hài lòng và ông quay sang phe Bảo thủ để thành lập chính phủ dưới quyền Bá tước Karl Sigmund von Hohenwart (1871). Hohenwart là nhà lãnh đạo bảo thủ trong quốc hội và Hoàng đế tin rằng quan điểm thiện cảm hơn của ông đối với nguyện vọng của người Slav và chủ nghĩa liên bang sẽ làm suy yếu các đảng Tự do Áo-Đức. Hohenwart bổ nhiệm Albert Schäffle làm bộ trưởng thương mại và đưa ra một chính sách được gọi là Các điều khoản cơ bản năm 1871 ( Fundamentalartikel ). Chính sách thất bại khiến Hoàng đế rút lại sự ủng hộ và phe Tự do giành lại quyền lực.
Đảng Tự do ngày càng trở nên phi tự do và mang tinh thần chủ nghĩa dân tộc hơn, chống lại chủ nghĩa bảo thủ xã hội của những trí thức tiến bộ sẽ nổi dậy (Hacohen 2002). Trong thời kỳ chống đối năm 1870–71, họ đã ngăn chặn các nỗ lực mở rộng chế độ quân chủ kép sang chế độ quân chủ tam nguyên bao gồm cả người Séc và thúc đẩy khái niệm  Deutschtum  (việc trao tất cả các quyền công dân cho những người mang các đặc điểm của người Đức  Bürger ). Họ cũng phản đối việc mở rộng quyền bầu cử vì quyền bầu cử hạn chế có lợi cho họ (Hacohen 2002). Năm 1873, đảng Tự do bị chia rẽ, phe cấp tiến của Đảng Lập hiến thành lập phe Cấp tiến ( Fortschrittsklub ) trong khi phe cánh hữu thành lập Chế độ Địa chủ theo chủ nghĩa Lập hiến bảo thủ ( Verfassungstreue Grossgrundbesitz ) bỏ lại ' Những người Tự do cũ '(Altliberale). Kết quả là sự gia tăng của các nhóm Tự do Đức ( Deutschfreiheitlichkeit ) và Quốc gia Đức ( Deutschnationalismus ).

##### Tái tổ chức chính trị 1879
Trong khi các thành tựu của đảng Tự do bao gồm hiện đại hóa kinh tế, mở rộng giáo dục thế tục và xây dựng lại cơ cấu và văn hóa của Vienna, đồng thời hợp tác với Chính quyền  (Verwaltung) , sau năm 1873, một loạt các cuộc phân chia và sáp nhập tiếp tục làm suy yếu đảng và làm đảng này biến mất vào năm 1911.
Nội các đảng Tự do của Adolf Auersperg (1871–1879) đã bị bãi miễn vào năm 1879 do phản đối Bộ trưởng Ngoại giao Gyula Andrássy (1871–1879) trong Chính sách Balkan và việc chiếm đóng Bosnia-Herzegovina, khiến Áo-Hung có thêm nhiều người Slav và làm loãng chủ nghĩa và bản sắc dân tộc Đức ( Staatsnation ). Trong các cuộc bầu cử tiếp theo, Những người tự do đã mất quyền kiểm soát quốc hội và trở thành phe đối lập, chính phủ sắp tới dưới quyền của Bá tước Edward Taaffe (1879–1893) về cơ bản bao gồm một một nhóm các phe phái (nông dân, giáo sĩ và người Séc), "Vòng sắt" ( Der eiserne Ring ), đoàn kết với quyết tâm làm phe Tự do mất quyền lực.
Andrássy, người không có điểm chung nào với Taaffe, đã xin từ chức với lý do sức khỏe kém và thật ngạc nhiên là điều đó đã được chấp nhận. Tên tuổi của ông được nâng lên một lần nữa khi Bộ trưởng Ngoại giao mới, Haymerle qua đời khi đang tại vị vào năm 1881, nhưng Taaffe và liên minh của ông không muốn có một bộ trưởng ngoại giao thuộc đảng Tự do (chưa nói đến một người Hungary và là thành viên Hội Tam điểm ) và chức vụ được trao cho Bá tước Gustav Kálnoky (1881–1895).
Tuy nhiên, phe đối lập Tự do đã tìm cách cản trở chính phủ cải cách bầu cử mà có thể làm suy yếu vị thế của họ, được ban hành vào năm 1882. Mặc dù vậy, liên minh, trên danh nghĩa là bảo thủ và cam kết chống chủ nghĩa xã hội đã thông qua một loạt các cải cách xã hội trong thập kỷ 1880–1890, theo các hình mẫu của Đức và Thụy Sĩ. Đây là những cải cách mà Đảng Tự do đã không thể vượt qua một chính phủ bị ràng buộc chặt chẽ với khái niệm quyền tự quyết của cá nhân mà không bị chính phủ can thiệp (Grandner 1997). Các biện pháp như vậy được sự ủng hộ của cả Đảng Tự do, nay là đảng Cánh tả Thống nhất ( Vereinigte Linke  1881) và Đảng Quốc gia Đức ( Deutsche Nationalpartei  1891), một chi nhánh của Phong trào Quốc gia Đức ( Deutschnationale Bewegung ). Cải cách bầu cử năm 1882 có ảnh hưởng lớn nhất ở chỗ nó thu hút được nhiều người Đức hơn.
Cải cách xã hội giờ đây đã trở thành một nền tảng của những người Công giáo bảo thủ như Vương công Aloys de Paula Maria của Liechtenstein, Nam tước Karl von Vogelsang và Bá tước Egbert Belcredi (Boyer 1995). Kỷ nguyên cải cách bầu cử chứng kiến sự xuất hiện của Liên minh Liên Đức của Georg von Schonerer ( Alldeutsche Vereinigung ) (1882), thu hút tầng lớp trung lưu chống giáo hội và những nhà cải cách xã hội Công giáo như L. Psenner và A. Latschka đã tạo ra Hiệp hội Xã hội Cơ đốc giáo ( Christlich-Sozialer Verein ) (1887). Cùng khoảng thời gian F. Piffl, F. Stauracz, Ae. Schoepfer, A. Opitz, Karl Lueger và Vương công Aloys Liechtenstein thành lập Liên minh Cơ đốc giáo ( Vereinigten Christen ), chủ trương cải cách xã hội Cơ đốc. Hai tổ chức này hợp nhất vào năm 1891 dưới thời Karl Lueger để thành lập Đảng Xã hội Cơ đốc giáo ( Christlichsoziale Partei , CS).
Tuy nhiên, chính sách hòa hợp sắc tộc của chính phủ Taaffe đã thúc đẩy chủ nghĩa dân tộc trong cộng đồng nói tiếng Đức. Những người theo chủ nghĩa Tự do đã duy trì chủ nghĩa tập trung mạnh mẽ của thời đại chuyên chế (ngoại trừ Galicia vào năm 1867) trong khi những người Bảo thủ cố gắng xây dựng một nhà nước theo chủ nghĩa liên bang hơn, cuối cùng dẫn đến sự sụp đổ của chính phủ Taaffe vào năm 1893, bao gồm nỗ lực thứ hai tại  Ausgleich  Bohemia (chế độ quân chủ Ba bên) vào năm 1890 (Grandner 1997).
Ở cánh tả, sự lan rộng của các tư tưởng vô chính phủ và chính phủ áp bức đã chứng kiến sự xuất hiện của một đảng Marxist Đảng Dân chủ Xã hội ( Sozialdemokratische Arbeiterpartei Österreichs , SDAPÖ) vào năm 1889. Đảng này đã giành được ghế trong Các cuộc bầu cử năm 1897 và sau đó tiếp tục mở rộng quyền bầu cử vào năm 1896 cho nông dân và các tầng lớp lao động, thiết lập quyền phổ thông đầu phiếu cho nam giới dù không bình đẳng.

##### Quyền bầu cử trực tiếp và bình đẳng ở Reichsrat (1907)

Các nhóm sắc tộc của Áo-Hung năm 1910

Đồng xu của Áo năm 2007 kỉ niệm 100 năm ra đời của quyền phổ thông đầu phiếu của nam giới, hiển thị Quốc hội năm 1907

Quyền phổ thông đầu phiếu của nam giới được giới thiệu vào năm 1907 bởi Thủ tướng Freiherr von Beck đã thay đổi cán cân quyền lực, chính thức nghiêng về phía người Áo Đức, và cho thấy rằng họ hiện là một thiểu số trong một đế chế chủ yếu là người Slav. Trong cuộc điều tra dân số năm 1900, người Đức chiếm 36% dân số Cisleithania nhưng là nhóm đơn lẻ lớn nhất nhưng chưa bao giờ hoạt động như một nhóm cố kết (cũng như bất kỳ nhóm quốc gia nào khác), mặc dù họ là nhóm thống trị trong đời sống chính trị của chế độ quân chủ. Tiếp theo là người Séc và người Slovakia (23%), người Ba Lan (17), người Ruthenia (13), người Slovene (5), người Serb-Croatia (3), người Ý (3) và người Romania 1%. Tuy nhiên, các nhóm sắc tộc này, đặc biệt là người Đức thường phân tán về mặt địa lý. Người Đức cũng chiếm ưu thế về kinh tế và trình độ học vấn.
Quốc hội sau cải cách năm 1907 ( Reichsrat ) được bầu theo đường lối quốc gia với chỉ các đảng Cơ đốc giáo-Xã hội và Dân chủ Xã hội chủ yếu là người Đức. Tuy nhiên, Áo được điều hành bởi Hoàng đế, người đã chỉ định Hội đồng Bộ trưởng Hoàng gia ( Ministryrat ), người đã trả lời cho ông ta, quốc hội được tự do chỉ trích chính sách của chính phủ. Về mặt kỹ thuật, nó có quyền lập pháp từ năm 1907 nhưng trên thực tế, chính phủ Đế quốc đã tạo ra luật riêng và Hoàng đế có thể phủ quyết các dự luật của các bộ trưởng. Các đảng lớn bị chia rẽ về mặt địa lý và xã hội, cơ sở là các đảng dân chủ xã hội là các thị trấn, chủ yếu là Vienna và có quan điểm rất khác với tầng lớp nông dân sùng đạo nhưng mù chữ ở nông thôn. Sau đó, giai cấp quý tộc và tư sản tham gia ủng hộ  hiện trạng  của chế độ quân chủ.
Cuộc bầu cử năm 1911 đã bầu ra một quốc hội sẽ đẩy Áo đến chiến tranh và sự kết thúc của đế chế vào năm 1918. Tuy nhiên, tính hiệu quả của chủ nghĩa nghị viện đã bị cản trở bởi xung đột giữa các đảng đại diện cho các nhóm dân tộc khác nhau và các cuộc họp của nghị viện đã hoàn toàn ngừng trong Thế chiến thứ nhất.

#### Nghệ thuật

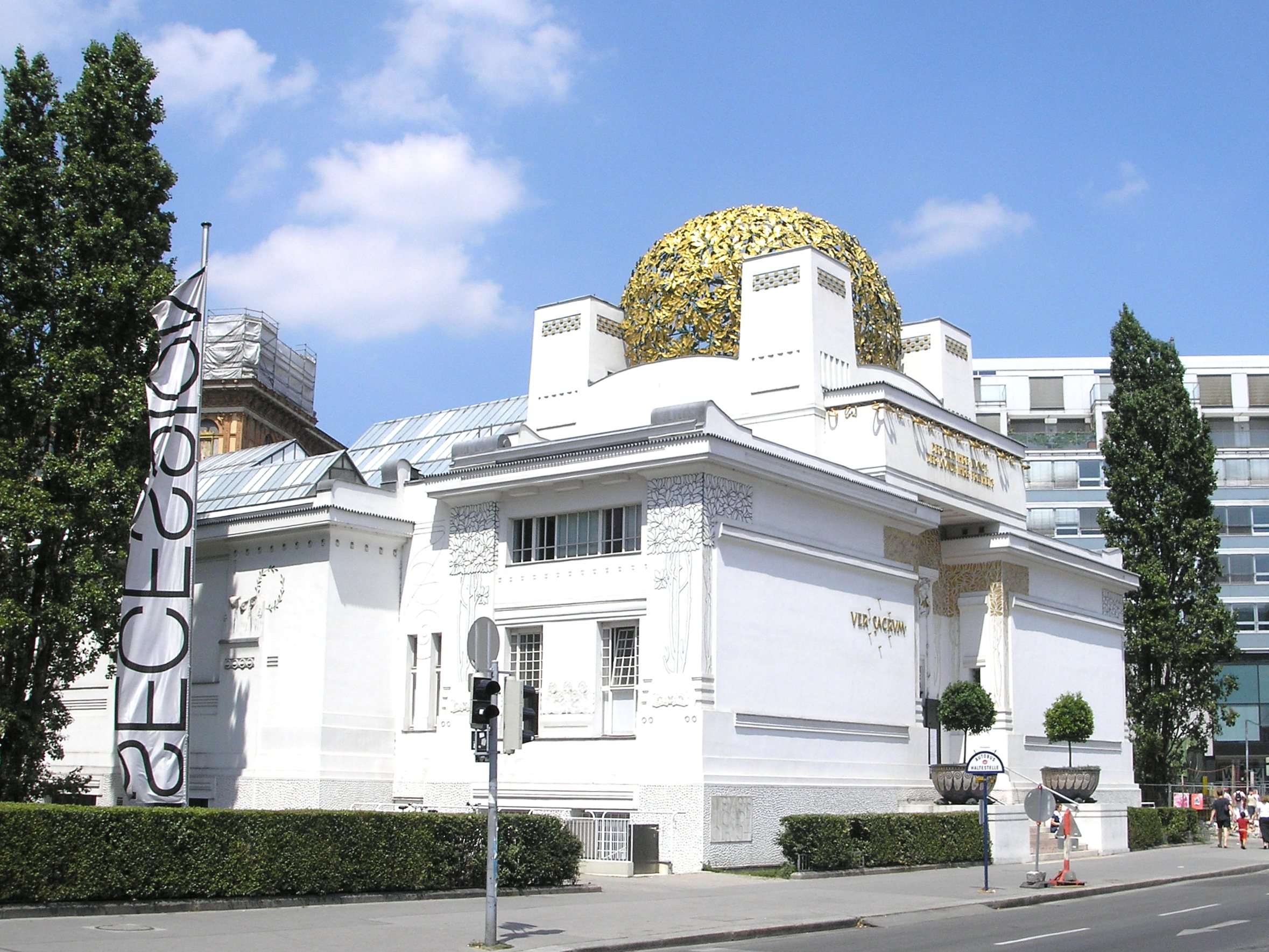
Tòa nhà ly khai, Vienna, được Joseph Maria Olbrich xây dựng vào năm 1897 để làm nơi triển lãm của nhóm Ly khai

Những năm đầu của thế kỷ 19 từ sau Đại hội Vienna cho đến cuộc cách mạng năm 1848 được đặc trưng bởi thời kỳ thiết kế và kiến trúc Biedermeier, một phần được thúc đẩy bởi bối cảnh trong nước hà khắc đã làm chệch hướng sự chú ý đến đời sống gia đình và nghệ thuật.
Triều đại của Franz Joseph (1848–1916) đã mang đến một kỷ nguyên hùng vĩ mới, được tiêu biểu bởi phong cách Belle Époque với tòa nhà rộng lớn và việc xây dựng Ringstrasse ở Vienna với những tòa nhà hoành tráng (chính thức khai trương ngày 1 tháng 5 năm 1865, sau bảy năm). Các kiến trúc sư của thời kỳ này bao gồm Heinrich Ferstel (Votivkirche, Museum für angewandte Kunst Wien), Friedrich von Schmidt (Rathaus), Theophil Hansen (Tòa nhà Quốc hội), Gottfried Semper (Bảo tàng Kunsthistorisches, Bảo tàng Kunsthistorisches, Burgtheater), Eduard van der Nüll (Opera) và August Sicardsburg (Opera).
Năm 1897 chứng kiến sự từ chức của một nhóm nghệ sĩ từ Hiệp hội Nghệ sĩ Áo ( Gesellschaft bildender Künstler Österreichs ), đứng đầu là Gustav Klimt, người đã trở thành chủ tịch đầu tiên của nhóm này. được gọi là phong trào Ly khai Vienna hoặc Ly khai Wiener ( Vereinigung Bildender Künstler Österreichs ). Phong trào này là một cuộc phản đối chống lại chủ nghĩa lịch sử và chủ nghĩa bảo thủ, sau các phong trào tương tự như Berlin và Munich. Một phần đây là một cuộc nổi dậy chống lại sự thái quá của thời đại  Ringstrasse  trước đó và khao khát được quay trở lại sự đơn giản tương đối thời Biedermaier. Từ nhóm này, Josef Hoffman và Koloman Moser thành lập Xưởng thủ công và nghệ thuật Vienna ( Wiener Werkstätte ) vào năm 1903 để thúc đẩy sự phát triển của nghệ thuật ứng dụng. Sự ly khai gắn liền với một tòa nhà cụ thể, Tòa nhà ly khai ( Wiener Secessionsgebäude ) được xây dựng vào năm 1897 và là nơi tổ chức các cuộc triển lãm của họ, bắt đầu từ năm 1898. Phong trào ly khai đã tan vỡ vào năm 1905 khi Klimt và những người khác có những khác biệt không thể dung hòa. Tuy nhiên, nhóm này vẫn còn hoạt động cho đến năm 1939 và Chiến tranh thế giới thứ hai bùng nổ.
Về mặt kiến trúc, đây là thời đại của Juosystemtil (Art Nouveau) và tác phẩm tương phản của những người như Otto Wagner (Kirche am Steinhof) được biết đến với sự chỉnh trang và Adolf Loos, người đại diện sự kiềm chế. Art Nouveau và phong cách hiện đại đến Áo tương đối muộn, khoảng năm 1900 và có thể phân biệt được với phong trào trước đó ở các thủ đô khác của Châu Âu.
Một trong những nhân vật văn học nổi bật là Karl Kraus, nhà viết tiểu luận và châm biếm, nổi tiếng với tờ báo "Ngọn đuốc" ( Die Fackel ) được thành lập vào năm 1899.
Về sân khấu âm nhạc, Johan Strauss và gia đình của ông đã thống trị Vienna trong suốt thời kỳ, cũng là nơi sản sinh ra Franz Schubert, Ludwig van Beethoven, Anton Bruckner, Johannes Brahms, Arnold Schoenberg, Franz Lehár và Gustav Mahler và nhiều nghệ sĩ khác.
Vào những năm đầu của thế kỷ 20 (Fin de siècle), Avant-garde bắt đầu thách thức các giá trị truyền thống, thường gây chấn động xã hội Viên, chẳng hạn như vở kịch Reigen  của Arthur Schnitzler, các bức tranh của Klimt và âm nhạc của Schoenberg, Anton Webern và Alban Berg và Trường phái Viên thứ hai ( Zweite Wiener Schule ).

## Áo trong Thế chiến thứ nhất (1914–1918)

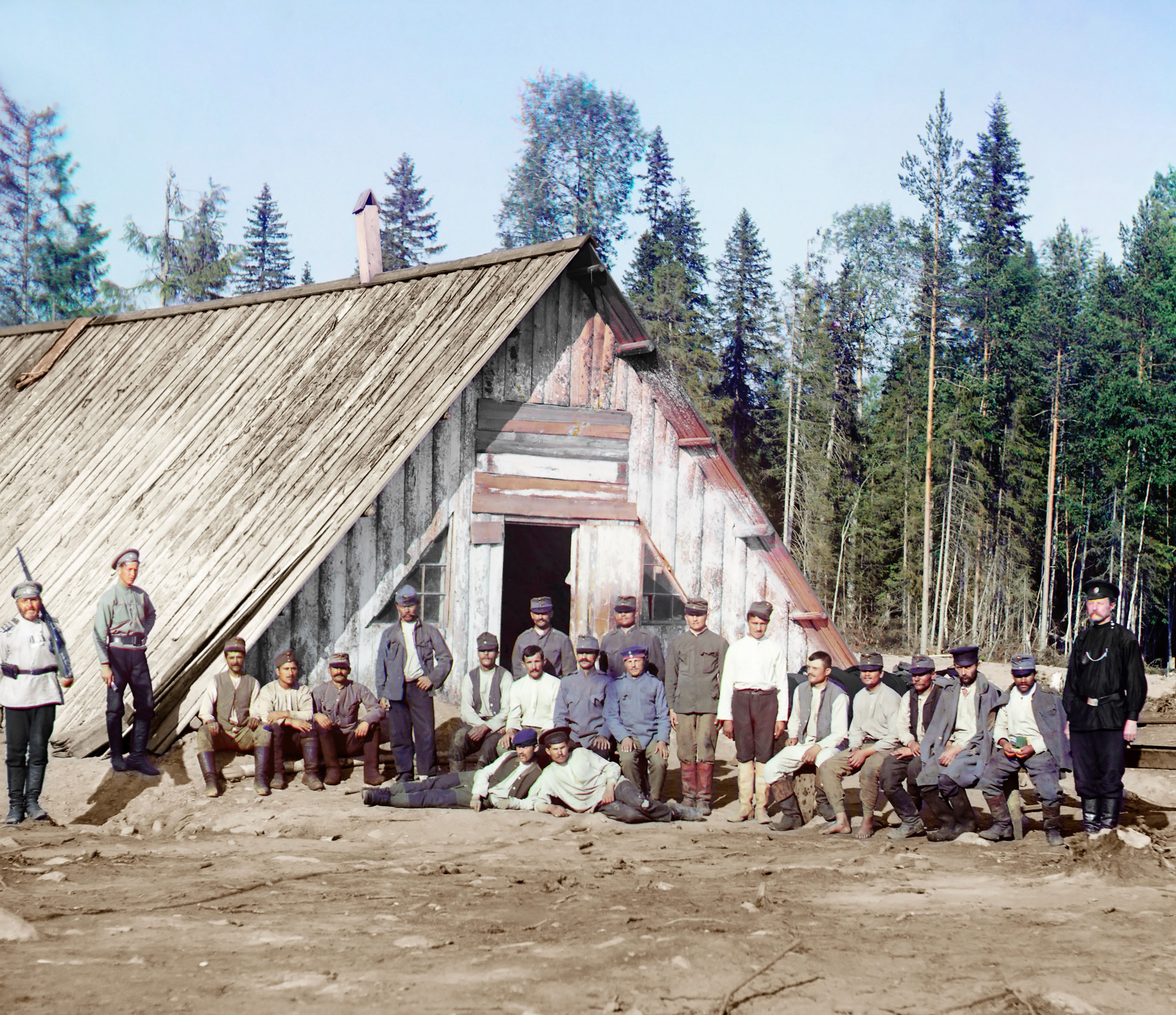
Tù nhân chiến tranh Áo-Hung ở Nga, 1915

Xung đột chủ nghĩa dân tộc gia tăng trong nhiều thập kỷ cho đến năm 1914. Vụ ám sát Đại Công tước Franz Ferdinand, người thừa kế Franz Joseph làm Hoàng đế ở Sarajevo bởi một nhóm chủ nghĩa dân tộc Serb đã châm ngòi cho Chiến tranh thế giới thứ nhất. Vào tháng 11 năm 1916, Hoàng đế qua đời, để lại quyền chỉ huy cho Karl (Charles) tương đối thiếu kinh nghiệm. Sự thất bại của Liên minh Trung tâm vào năm 1918 dẫn đến sự tan rã của Áo-Hung và Hoàng đế phải lưu vong.

## Áo Đức và Cộng hòa thứ nhất (1918–1933)

### Cộng hòa Áo-Đức (1918–1919)

#### 1918

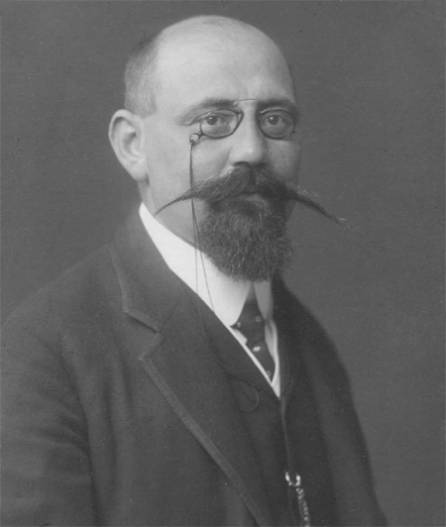
Karl Renner năm 1905, Thủ tướng 12 tháng 11 năm 1918 - 7 tháng 7 năm 1920, Chủ tịch Hội đồng Quốc gia 1931–1933

Chiến tranh thế giới thứ nhất kết thúc Áo vào ngày 3 tháng 11 năm 1918, khi quân đội bại trận ký Thoả thuận ngưng bắn Villa Giusti tại Padua sau Trận Vittorio Veneto. (Về mặt kỹ thuật, điều này áp dụng cho Áo-Hung nhưng Hungary đã rút khỏi cuộc xung đột vào ngày 31 tháng 10 năm 1918. Áo buộc phải nhượng lại tất cả lãnh thổ bị chiếm đóng kể từ năm 1914, đồng thời chấp nhận sự hình thành các quốc gia mới trong lãnh thổ Đế chế và các đồng minh được trao quyền đi lại trên đất Áo.
Quốc hội lâm thời ( Provisorische Nationalversammlung für Deutschösterreich ) đã họp tại Vienna từ ngày 21 tháng 10 năm 1918 đến ngày 19 tháng 2 năm 1919, với tư cách là quốc hội đầu tiên của nước Áo mới tại Hạ Áo các tòa nhà quốc hội ( Niederösterreichische Landhaus ). Nó bao gồm những thành viên của  Reichsrat  (Hội đồng Hoàng gia) được bầu vào năm 1911 từ các vùng lãnh thổ nói tiếng Đức với ba chủ tịch, Franz Dinghofer (Phong trào Quốc gia Đức, GDVP), Jodok Fink (Đảng Xã hội Cơ đốc giáo, CS) và Karl Seitz (Đảng Công nhân Dân chủ Xã hội Áo, SDAPÖ). Quốc hội tiếp tục làm việc cho đến ngày 16 tháng 2 năm 1919 khi các cuộc bầu cử được tổ chức. Vào ngày 30 tháng 10, nó thông qua một hiến pháp tạm thời và vào ngày 12 tháng 11, nó đã lấy Áo Đức ( Deutschösterreich ) làm tên của nhà nước mới. Kể từ khi Hoàng đế, Karl I tuyên bố vào ngày 11 tháng 11 rằng ông không còn "" auf jeden Anteil an den Staatsgeschäosystem "" (bất kỳ liên quan nào trong các vấn đề của nhà nước) dù ông luôn nói rằng ông không bao giờ thoái vị. Áo bây giờ là một nước cộng hòa.

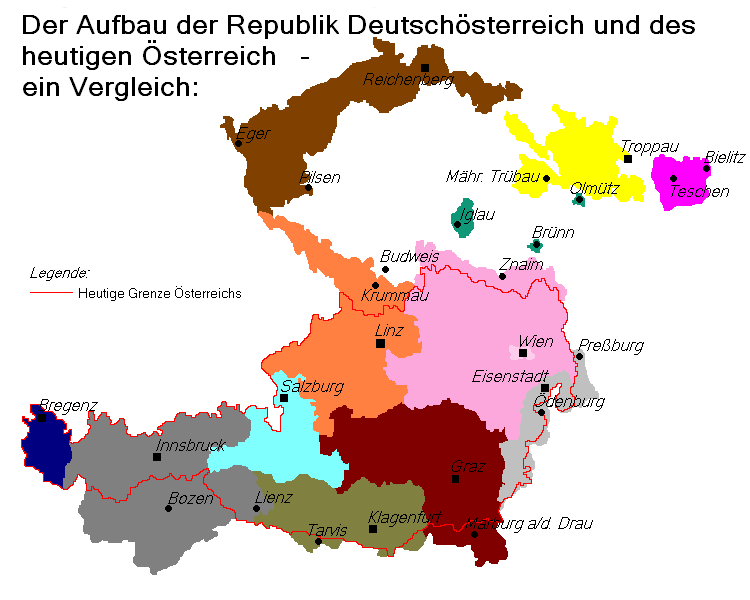
Tuyên bố lãnh thổ của Áo 1918/19

Tuy nhiên, hiến pháp tạm thời tuyên bố rằng nó là một phần của Cộng hòa Đức mới được tuyên bố ba ngày trước đó. Điều 2 nêu rõ:  Deutschösterreich ist ein Bestandteil der Deutschen Republik  (Áo Đức là một phần của Cộng hòa Đức).
Karl Renner được bổ nhiệm là Thủ tướng Áo, kế vị Heinrich Lammasch và lãnh đạo ba nội các (12 tháng 11 năm 1918 - 7 tháng 7 năm 1920) với tư cách là một liên minh lớn của SDAPÖ, CS và GDVP. Nhóm thứ hai bao gồm một số lượng lớn các nhóm nhỏ của các phong trào Quốc gia Đức và Tự do Đức và về số lượng là nhóm lớn nhất trong quốc hội.
Vào ngày 22 tháng 11, Áo tuyên bố chủ quyền đối với các vùng lãnh thổ nói tiếng Đức của Đế chế Habsburg cũ ở Tiệp Khắc ( Bohemia nói tiếng Đức và các phần của Morava), Ba Lan (Silesia thuộc Áo) và Nam Tyrol được sáp nhập bởi Ý. Tuy nhiên, Áo không có tư cách thực thi những tuyên bố này chống lại các đồng minh chiến thắng hoặc các quốc gia mới nổi lên sau sự tan rã của Đế chế và tất cả các vùng đất được đề cập vẫn không thuộc về Áo.
Theo lời của thủ tướng Pháp lúc bấy giờ Georges Clemenceau "ce qui reste, c'est l'Autriche" ("Áo là những gì còn lại"). Một đế chế hơn 50 triệu người đã bị giảm xuống còn 6,5 triệu.

#### 1919
Vào cuộc bầu cử ngày 19 tháng 2 được tổ chức cho cái mà ngày nay được gọi là Quốc hội Lập hiến ( Konstituierende Nationalversammlung ). Mặc dù Đảng Dân chủ Xã hội giành được nhiều ghế nhất (41%), họ không chiếm đa số tuyệt đối và thành lập một liên minh lớn với đảng lớn thứ hai, Đảng Xã hội Cơ đốc giáo. Vào ngày 12 tháng 3, Quốc hội tuyên bố "Áo Đức" là một phần của "Cộng hòa Đức".
Phần lớn dân chúng và hầu hết đại diện của các đảng phái chính trị đều cho rằng "phần còn lại" hay "quốc gia tàn tồn" - nếu không có ngành nông nghiệp của Hungary và ngành công nghiệp của Bohemia thì nó sẽ không khả thi về mặt kinh tế. Nhà báo Hellmut Andics (1922–1998) đã bày tỏ tình cảm này trong cuốn sách có tựa đề  Der Staat, den keiner wollte  (Trạng thái không ai muốn) vào năm 1962.
Tương lai của Áo vẫn không chắc chắn cho đến khi các hiệp ước chính thức được ký kết và phê chuẩn. Quá trình này bắt đầu với việc khai mạc Hội nghị Hòa bình ở Paris vào ngày 18 tháng 1 năm 1919 và lên đến đỉnh điểm là việc ký kết Hiệp ước Saint Germain vào ngày 10 tháng 9 năm đó mặc dù Quốc Hội đồng ban đầu bác bỏ dự thảo hiệp ước vào ngày 7 tháng 6.

### Đệ nhất Cộng hòa, 1919–1933

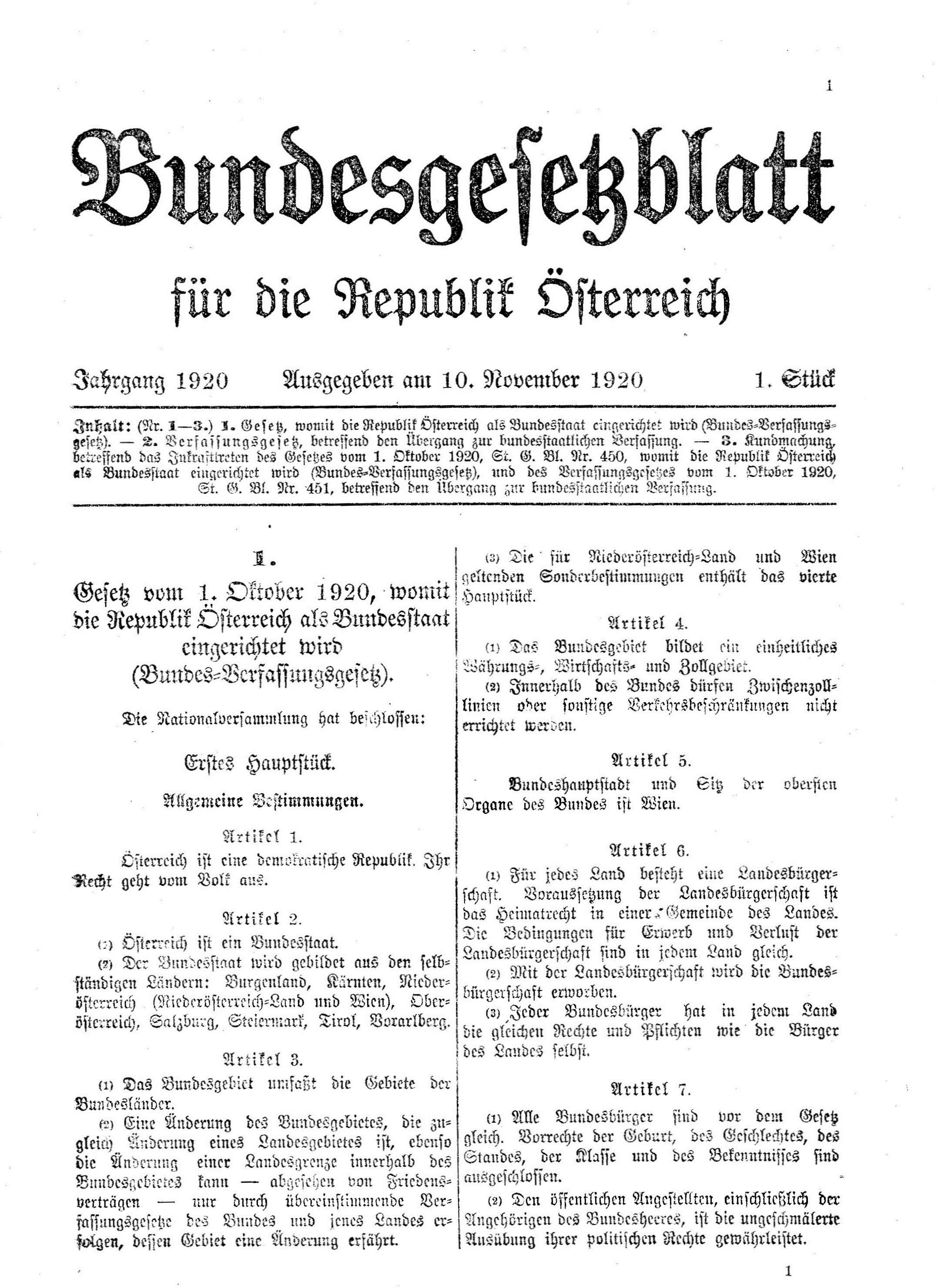
"Luật ngày 1 tháng 10 năm 1920, theo đó Cộng hòa Áo trở thành một quốc gia liên bang (Luật Hiến pháp Liên bang)."

#### Hiệp ước Saint Germain 1919
Cộng hòa Áo Đức còn non trẻ có thời gian tồn tại ngắn ngủi. Đề xuất sát nhập với Đế quốc Đức (Cộng hòa Weimar) đã bị Đồng minh phủ quyết trong Hiệp ước Saint-Germain-en-Laye (10 tháng 9 năm 1919) theo Điều 88 cấm liên minh kinh tế hoặc chính trị. Các đồng minh lo sợ về giấc mơ  Mitteleuropa  đã được ấp ủ từ lâu — một sự hợp nhất của tất cả các nhóm dân cư nói tiếng Đức. Hiệp ước được quốc hội phê chuẩn vào ngày 21 tháng 10 năm 1919. Áo phải duy trì độc lập và có nghĩa vụ như vậy trong ít nhất 20 năm.
Hiệp ước cũng buộc nước này phải đổi tên từ "Cộng hòa Áo Đức" thành "Cộng hòa Áo" ( Republik Österreich ), tức là Đệ Nhất Cộng hòa Áo, tên đó vẫn tồn tại cho đến ngày nay. Các khu vực biên giới nói tiếng Đức của Bohemia và Morava (sau này được gọi là "Sudetenland") được giao cho Tiệp Khắc mới thành lập. Nhiều người Áo và Đức coi đây là hành vi đạo đức giả kể từ khi tổng thống Hoa Kỳ Woodrow Wilson đã tuyên bố về "quyền tự quyết" cho tất cả các quốc gia trong cuốn sách nổi tiếng "Mười bốn điểm". Ở Đức, hiến pháp của Cộng hòa Weimar đã nêu rõ điều này trong điều 61:  Deutschösterreich erhält nach seinem Anschluß an das Deutsche Reich das Recht der Teilnahme am Reichsrat mit der seiner Bevölkerung entspmenzachehlnden. Bis dahin haben die Vertreter Deutschösterreichs beratende Stimme.— "Áo Đức có quyền gia nhập vào Reichsrat Đức (cơ quan đại diện theo hiến pháp của các quốc gia liên bang Đức) với vai trò tư vấn theo số lượng cư dân cho đến khi thống nhất với Đức. " Ở Áo, hầu như tất cả các đảng phái chính trị cùng với phần lớn dư luận tiếp tục bám vào khái niệm thống nhất được nêu trong Điều 2 của hiến pháp năm 1918.
Mặc dù Áo-Hung từng là một trong những cường quốc Trung tâm, nhưng những nước chiến thắng lại khoan dung hơn nhiều với một Áo bại trận hơn là với Đức hoặc Hungary. Các đại diện của Cộng hòa Áo mới thuyết phục họ rằng không công bằng khi trừng phạt Áo vì các hành động của một Đế chế hiện đã bị giải thể, đặc biệt là khi các khu vực khác của Đế chế hiện được coi là thuộc về phe "chiến thắng" vì họ đã từ bỏ Đế chế cuối chiến tranh. Áo không bao giờ phải trả tiền bồi thường vì các ủy ban đồng minh xác định rằng nước này không có khả năng chi trả.
Tuy nhiên, Hiệp ước Saint Germain cũng xác nhận việc Áo mất nhiều lãnh thổ nói tiếng Đức, đặc biệt là phần phía nam của Quận Tyrol (nay là Nam Tyrol) cho Ý và các khu vực nói tiếng Đức từ Bohemia và Morava cho Tiệp Khắc. Để đền bù (như hiện tại), nó đã được trao phần lớn khu vực nói tiếng Đức của Hungary trong Hiệp ước Trianon được ký kết giữa Đồng minh và Hungary; điều này đã góp phần tạo thành nhà nước liên bang Burgenland mới.

#### Sự kết thúc của liên minh lớn và hiến pháp mới (1920–1933)
Liên minh lớn bị giải thể vào ngày 10 tháng 6 năm 1920, được thay thế bằng liên minh CS-SDAPÖ dưới quyền Thủ tướng Michael Mayr (ngày 7 tháng 7 năm 1920 - ngày 21 tháng 6 năm 1921), đòi hỏi cuộc bầu cử mới được được tổ chức vào ngày 17 tháng 10 vì bây giờ đã trở thành Hội đồng Quốc gia ( Nationalrat ), theo hiến pháp mới vào ngày 1 tháng 10. Điều này dẫn đến việc đảng Xã hội Cơ đốc giáo hiện trở thành đảng mạnh nhất, với 42% số phiếu bầu và sau đó thành lập chính phủ thứ hai của Mayr vào ngày 22 tháng 10 với tư cách là một chính phủ thiểu số CS (với sự hỗ trợ của GDVP) mà không có Đảng Dân chủ Xã hội. CS tiếp tục nắm quyền cho đến khi kết thúc nền cộng hòa đầu tiên với nhiều sự kết hợp của các liên minh với GDVP và Landbund (thành lập năm 1919).
Các biên giới tiếp tục có phần không chắc chắn với các cuộc trưng cầu dân ý về ý tưởng của Woodrow Wilson. Những người bị bắt giữ ở các vùng Tyrol và Salzburg từ năm 1919–21 (Tyrol ngày 24 tháng 4 năm 1921, Salzburg ngày 29 tháng 5 năm 1921) với 98% và 99% ủng hộ việc thống nhất với Đức, lo ngại rằng nước Áo không hiệu quả về mặt kinh tế. Tuy nhiên, sự hợp nhất như vậy không thể thực hiện được theo hiệp ước.
Vào ngày 20 tháng 10 năm 1920, một cuộc trưng cầu dân ý tại một phần của bang Kärnten của Áo đã được tổ chức, trong đó người dân đã chọn ở lại Áo, bác bỏ các yêu sách lãnh thổ của Vương quốc của người Serb, người Croat và người Slovene. Phần lớn các vùng nói tiếng Đức ở phía tây Hungary được trao cho Áo là bang mới của Burgenland vào năm 1921 ngoài thành phố Sopron và các vùng lãnh thổ lân cận, có dân số quyết định ở một trưng cầu dân ý (mà đôi khi người Áo coi là đã bị gian lận) để ở lại Hungary. Khu vực này đã được thảo luận là địa điểm của Hành lang Slav hợp nhất Tiệp Khắc với Nam Tư. Điều này khiến Áo trở thành quốc gia bại trận duy nhất giành được thêm lãnh thổ sau khi điều chỉnh biên giới.

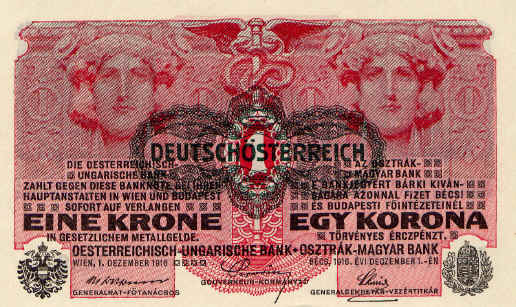
Lạm phát tăng cao dẫn đến việc thay đồng Krone (ở đây được đánh dấu là Áo Đức) sang đồng Schilling vào năm 1925

Mặc dù không có tiền bồi thường, Áo cũng phải chịu siêu lạm phát tương tự như Đức, phá hủy một số tài sản tài chính của tầng lớp trung lưu và thượng lưu và phá hủy nền kinh tế. Adam Ferguson cho rằng siêu lạm phát là do tồn tại quá nhiều công chức trong biên chế chính phủ, thất thu thuế giai cấp công nhân và nhiều doanh nghiệp chính phủ thua lỗ. Phe phát xít đổ lỗi cho phe cánh tả về siêu lạm phát; Ferguson đổ lỗi cho các chính sách của phe cánh tả. Các cuộc bạo động lớn xảy ra sau đó ở Vienna, trong đó những kẻ bạo loạn đòi đánh thuế người giàu cao hơn và giảm trợ cấp cho người nghèo. Để đối phó với bạo loạn, chính phủ đã tăng thuế nhưng không giảm trợ cấp.
Các điều khoản của Hiệp ước Saint Germain được nhấn mạnh thêm bởi Nghị định thư Geneva của Hội Quốc Liên (mà Áo tham gia vào ngày 16 tháng 12 năm 1920) vào ngày 4 tháng 10 năm 1922 giữa Áo và Đồng minh. Áo được đảm bảo chủ quyền với điều kiện nước này không liên kết với Đức trong 20 năm sau đó. Áo cũng nhận được khoản vay 650 triệu Goldkronen và đã thành công trong việc ngăn chặn siêu lạm phát nhưng đòi hỏi phải tái cơ cấu lớn nền kinh tế. Goldkrone được thay thế bằng đồng Schilling ổn định hơn nhưng dẫn đến thất nghiệp và các loại thuế mới, mất trợ cấp xã hội và sự tiêu tốn lớn của dịch vụ công.
Đại hội Phụ nữ Do Thái thế giới lần thứ nhất được tổ chức tại Vienna vào tháng 5 năm 1923.

### Chính trị và chính phủ

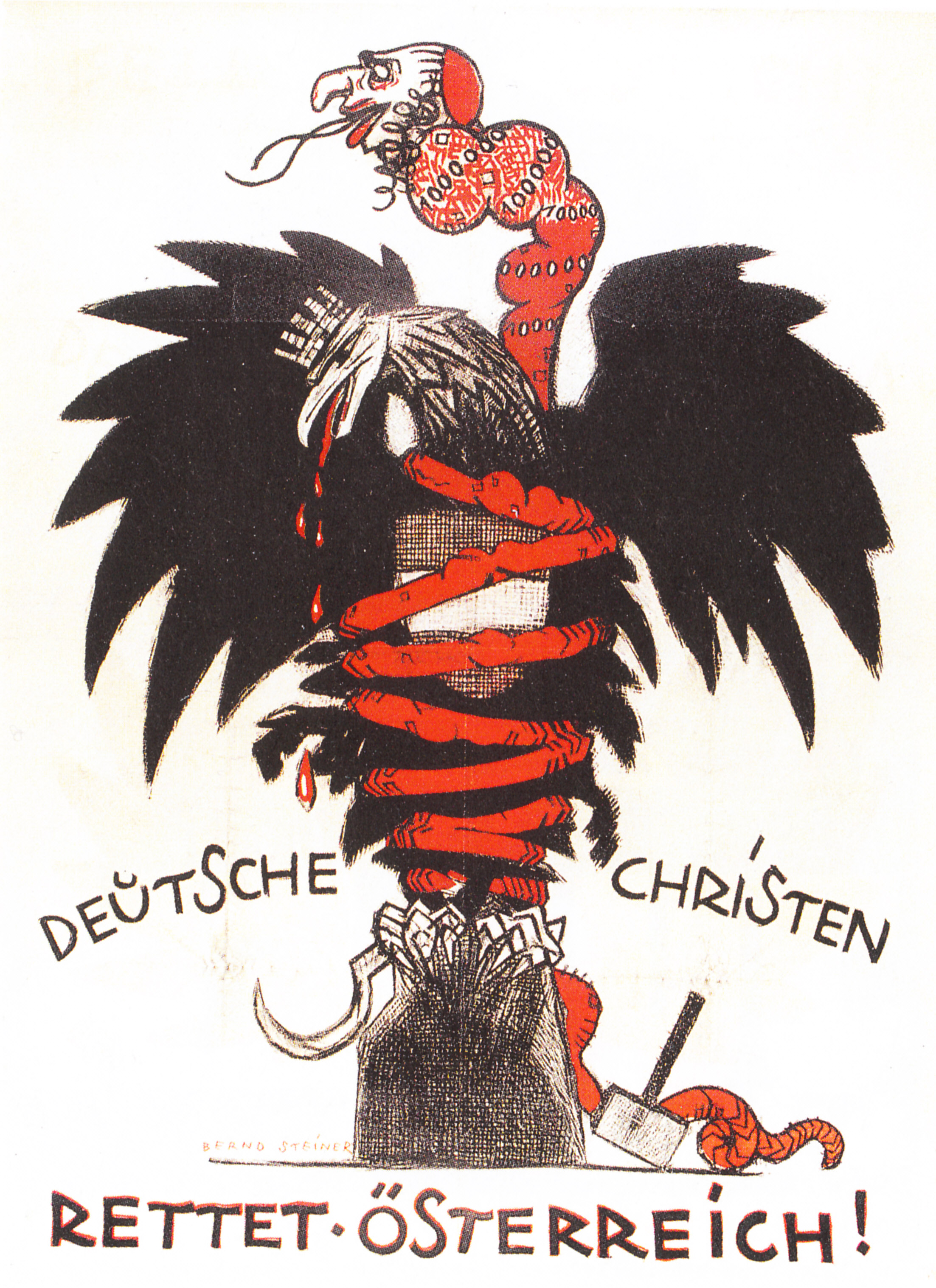
Áp phích bầu cử chống Do Thái của Đảng Xã hội Cơ đốc giáo trong Cuộc bầu cử Hội đồng Quốc gia 1920

Nổi lên từ thời chiến tranh, Áo có hai đảng chính trị chính là cánh hữu và một đảng cánh tả. Quyền được phân chia giữa chủ nghĩa giáo quyền và chủ nghĩa dân tộc. Đảng Xã hội Cơ đốc giáo, ( Christlichsoziale Partei , CS), được thành lập vào năm 1891 và là đảng đa số từ 1907 - 1911 trước khi để mất nó vào tay phe xã hội chủ nghĩa. Ảnh hưởng của họ đã suy yếu ở thủ đô ngay cả trước năm 1914 nhưng đã trở thành đảng thống trị thời Đệ nhất Cộng hòa và đảng của chính phủ từ năm 1920 trở đi. CS có quan hệ mật thiết với Giáo hội Công giáo La Mã và được lãnh đạo bởi một linh mục Công giáo tên là Ignaz Seipel (1876–1932), người đã hai lần giữ chức vụ Thủ tướng (1922– 1924 và 1926–1929). Trong khi nắm quyền, Seipel làm việc cho một liên minh giữa các nhà công nghiệp giàu có và Giáo hội Công giáo La Mã. CS thu hút sự ủng hộ chính trị từ những người Công giáo nông thôn bảo thủ. Năm 1920, Đảng Nhân dân Đại Đức ( Großdeutsche Volkspartei , GDVP) được thành lập từ phần lớn các nhóm dân tộc và tự do và trở thành đối tác cấp dưới của CS.
Ở cánh tả, Đảng Công nhân Dân chủ Xã hội Áo ( Sozialdemokratische Arbeiterpartei Österreichs , SDAPÖ) được thành lập vào năm 1898, theo đuổi một đường lối chủ nghĩa Mác-xít Áo vào thời điểm đó, có thể đảm bảo thế đa số ở "Vienna Đỏ" (là thủ đô từ năm 1918 đến năm 1934), trong khi các đảng cánh hữu kiểm soát tất cả các bang khác. SDAPÖ là khối bỏ phiếu mạnh nhất từ năm 1911 đến năm 1918.
Từ năm 1918 đến năm 1920, có một chính phủ đại liên minh bao gồm cả cánh tả và cánh hữu, CS và Đảng Công nhân Dân chủ Xã hội ( Sozialdemokratische Arbeiterpartei Österreichs , SDAPÖ). Điều này đã mang lại cho Đảng Dân chủ Xã hội cơ hội đầu tiên để ảnh hưởng đến chính trị Áo. Liên minh đã ban hành luật lao động và kinh tế xã hội tiến bộ như quyền bỏ phiếu cho phụ nữ vào ngày 27 tháng 11 năm 1918 nhưng đã sụp đổ vào ngày 22 tháng 10 năm 1920. Năm 1920, Hiến pháp Áo hiện đại được ban hành, nhưng từ năm 1920 trở đi, nền chính trị của Áo đã đặc trưng bởi xung đột dữ dội và đôi khi bạo lực giữa cánh tả và cánh hữu. Các đảng tư sản vẫn duy trì sự thống trị của mình nhưng đã thành lập các chính phủ bất ổn trong khi các đảng xã hội chủ nghĩa vẫn là đảng dân cử lớn nhất về số lượng.
Cả hai lực lượng bán quân sự cánh hữu và cánh tả đều được thành lập trong những năm 20.  Heimwehr  (Dân quân) xuất hiện lần đầu tiên vào ngày 12 tháng 5 năm 1920 và được tổ chức dần dần trong ba năm tiếp theo và  Republikanischer Schutzbund  được thành lập để đáp ứng điều này vào ngày 19 tháng 2 1923. Từ ngày 2 tháng 4 năm 1923 đến ngày 30 tháng 9, đã xảy ra các cuộc đụng độ bạo lực giữa những người theo chủ nghĩa Xã hội và Quốc xã ở Vienna. Đó là vào ngày 2 tháng 4, còn được gọi là  Schlacht auf dem Exelberg  (Trận Exelberg), 300 người Quốc xã chống lại 90 người theo chủ nghĩa xã hội (Steininger 2008). Các lần đụng độ tiếp theo xảy ra vào ngày 4 tháng 5 và ngày 30 tháng 9 năm 1923. Một cuộc đụng độ giữa các nhóm này ở Schattendorf, Burgenland vào ngày 30 tháng 1 năm 1927 dẫn đến cái chết của một người đàn ông và một đứa trẻ. Các cựu chiến binh cánh hữu đã bị truy tố tại một tòa án ở Vienna nhưng được tuyên trắng án trong một phiên tòa của bồi thẩm đoàn. Điều này dẫn đến các cuộc biểu tình lớn và một vụ hỏa hoạn tại  Justizpalast  ở Vienna. Trong Cuộc nổi dậy tháng Bảy năm 1927, 89 người biểu tình đã bị giết bởi lực lượng cảnh sát Áo.
Xung đột chính trị leo thang cho đến đầu những năm 1930. cuộc bầu cử năm 1930 đã đưa Đảng Dân chủ Xã hội trở thành khối lớn nhất hóa ra lại là khối cuối cùng cho đến sau Thế chiến thứ hai. Vào ngày 20 tháng 5 năm 1932, Engelbert Dollfuß, Bộ trưởng Nông nghiệp của Đảng Xã hội Cơ đốc giáo trở thành Thủ tướng.

## Chế độ độc tài: Nhà nước Liên bang Áo (1933–1938)

### Engelbert Dollfuss (1933–1934)

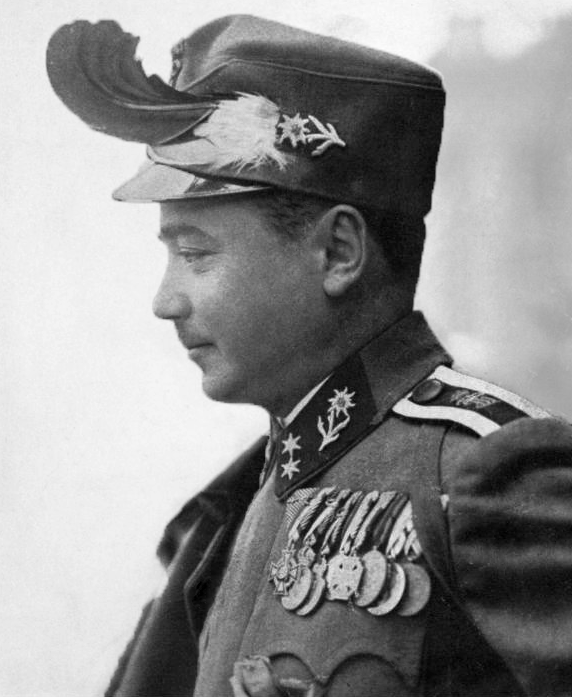
Engelbert Dollfuß (1933)

#### 1933: Giải tán quốc hội và thành lập Mặt trận Ái quốc
Dollfuss và Đảng Xã hội Cơ đốc giáo đã đưa Áo nhanh chóng hướng tới quyền lực tập trung theo mô hình Phát xít. Ông lo ngại rằng nhà lãnh đạo Đức Quốc xã Adolf Hitler đã trở thành Thủ tướng Đức vào ngày 30 tháng 1 năm 1933 sau khi đảng của ông trở thành nhóm lớn nhất trong quốc hội và nhanh chóng nắm giữ quyền lực tuyệt đối. Tương tự, Những người theo chủ nghĩa quốc gia xã hội Áo (DNSAP) có thể dễ dàng trở thành một thiểu số đáng kể trong các cuộc bầu cử ở Áo trong tương lai. Học giả nghiên cứu về Chủ nghĩa phát xít Stanley G. Payne ước tính rằng nếu cuộc bầu cử được tổ chức vào năm 1933, DNSAP có thể đã bảo đảm khoảng 25% số phiếu bầu. tạp chí  Time  đã đề xuất tỉ lệ ủng hộ thậm chí cao hơn là 50% với tỷ lệ tán thành 75% ở khu vực Tyrol giáp với Đức Quốc xã. Các sự kiện ở Áo trong tháng 3 năm 1933 lặp lại các sự kiện ở Đức, nơi Hitler cũng tự cài mình vào vị trí độc tài trong cùng tháng đó.

##### Cuộc đảo chính tháng 3
Vào ngày 4 tháng 3 năm 1933, đã xảy ra sự bất thường trong thủ tục bỏ phiếu của quốc hội. Karl Renner (Đảng Dân chủ Xã hội Áo,  Sozialdemokratische Partei Österreichs  SPÖ), chủ tịch Hội đồng Quốc gia ( Nationalrat : hạ viện) đã từ chức để có thể bỏ phiếu về một đề xuất gây tranh cãi nhằm giải quyết cuộc đình công của công nhân đường sắt có khả năng xảy ra với quy mô rất nhỏ, điều mà ông đã không thể thực hiện khi nắm giữ chức vụ đó. Do đó, hai phó chủ tịch đại diện cho các đảng khác, Rudolf Ramek (Đảng Xã hội Cơ đốc giáo) và Sepp Straffner (Đảng Nhân dân Đại Đức) cũng từ chức vì lý do tương tự. Trong trường hợp Chủ tịch vắng mặt, phiên họp không thể kết thúc.
Mặc dù có những quy tắc thủ tục có thể được tuân theo trong sự kiện chưa từng có và không lường trước được này, nội các của Dollfuss đã nắm bắt cơ hội để tuyên bố giải tán quốc hội. Trong khi Dollfuss mô tả sự kiện này là "Quốc hội tự giải tán" ( Selbstausschaltung des Parliaments ), nó thực sự là khởi đầu của một đảo chính sẽ thành lập "Ständestaat "(Chủ nghĩa phát xít Áo,  Austrofaschismus ) kéo dài đến năm 1938.
Sử dụng điều khoản khẩn cấp được ban hành trong Chiến tranh thế giới thứ nhất, Đạo luật Quyền lực Chiến tranh Kinh tế ( Kriegswirtschaftliches Ermächtigungsgesetz , KWEG 24. Juli 1917 RGBl. Nr. 307) hành pháp nắm quyền lập pháp vào ngày 7 tháng 3 và khuyên Tổng thống Wilhelm Miklas ban hành sắc lệnh hoãn vô thời hạn. Chính phủ Đệ nhất Cộng hòa và chính phủ dân chủ do đó đã chấm dứt ở Áo, Dollfuss cai trị như một nhà độc tài có quyền lực tuyệt đối. Các biện pháp tức thời bao gồm xóa bỏ quyền hội họp công khai và quyền tự do báo chí. Phe đối lập cáo buộc ông vi phạm hiến pháp.
Nỗ lực của Đảng Nhân dân Đại Đức và Đảng Dân chủ Xã hội nhằm triệu tập lại Hội đồng vào ngày 15 tháng 3 đã bị ngăn cản bằng cách chặn lối vào với cảnh sát và khuyên Tổng thống Wilhelm Miklas hoãn họp vô thời hạn. Dollfuss biết rằng quân đội Quốc xã đã giành chính quyền ở Bayern láng giềng vào ngày 9 tháng 3. Cuối cùng, vào ngày 31 tháng 3, Republikanischer Schutzbund (cánh tay bán quân sự của Đảng Dân chủ Xã hội) bị giải thể (nhưng vẫn tiếp tục hoạt động bất hợp pháp).

##### Sự kiện tiếp theo
Dollfuss sau đó đã gặp Benito Mussolini lần đầu tiên tại Roma vào ngày 13 tháng 4. Vào ngày 23 tháng 4, Đảng Quốc gia Xã hội (DNSAP) đã giành được 40% số phiếu trong cuộc bầu cử cấp xã ở Innsbruck, trở thành khối bỏ phiếu lớn nhất, vì vậy vào tháng 5, tất cả các cuộc bầu cử cấp bang và cấp xã đều bị cấm.
Vào ngày 20 tháng 5 năm 1933, Dollfuss thay thế nền "Cộng hòa Dân chủ" bằng một thực thể mới, sáp nhập Đảng Xã hội Cơ đốc giáo của ông với các thành phần của các nhóm dân tộc chủ nghĩa và bảo thủ khác, như Heimwehr, bao gồm nhiều công nhân không hài lòng với sự lãnh đạo cấp tiến của đảng xã hội chủ nghĩa để thành lập  Mặt trận Ái quốc  ( Mặt trận Vaterländische ), mặc dù Heimwehr tiếp tục tồn tại như một tổ chức độc lập cho đến năm 1936 khi người kế nhiệm Dollfuss ' Kurt von Schuschnigg buộc phải sáp nhập nó vào Mặt trận, thay vào đó tạo ra  Frontmiliz  trung thành như một lực lượng bán quân sự. Thực thể mới được cho là lưỡng đảng và đại diện cho những người "trung thành với chính phủ".
DNSAP đã bị cấm vào tháng 6 năm 1933. Dollfuss cũng nhận thức được ảnh hưởng ngày càng tăng của Liên Xô ở châu Âu trong suốt những năm 1920 và đầu những năm 1930 và cũng đã ra lệnh cấm những người cộng sản, thiết lập chế độ độc tài một đảng chủ yếu dựa theo chủ nghĩa phát xít Ý, gắn liền với chủ nghĩa công giáo và chống chủ nghĩa thế tục. Ông ta bác bỏ mọi lý do giả thuyết thống nhất Áo với Đức miễn là Đảng Quốc xã vẫn nắm quyền ở đó.
Mặc dù tất cả các đảng phái của Áo bao gồm cả Đảng Lao động Dân chủ Xã hội (SDAPÖ) đều bị cấm, Đảng Dân chủ Xã hội vẫn tiếp tục tồn tại như một tổ chức độc lập, bao gồm cả tổ chức bán quân sự  Republikaner Schutzbund , có khả năng tập hợp hàng chục nghìn người chống lại chính phủ Dollfuss.
Vào tháng 8 năm 1933, chính phủ của Mussolini đã ban hành một bảo đảm về nền độc lập của Áo ("nếu cần thiết, Ý sẽ bảo vệ nền độc lập của Áo bằng vũ lực"). Dollfuss cũng trao đổi 'Thư bí mật' với Benito Mussolini về các cách đảm bảo nền độc lập của Áo. Mussolini quan tâm đến việc biến Áo hình thành vùng đệm chống lại Đức Quốc xã. Dollfuss luôn nhấn mạnh sự giống nhau giữa các chế độ của Hitler ở Đức và Joseph Stalin ở Liên Xô, đồng thời tin chắc rằng chủ nghĩa phát xít Áo và chủ nghĩa phát xít Ý có thể chống lại chủ nghĩa xã hội và chủ nghĩa cộng sản toàn trị ở châu Âu.
Dollfuss đã thoát khỏi một vụ ám sát vào tháng 10 năm 1933 bởi Rudolf Dertill, một thanh niên 22 tuổi đã bị đuổi khỏi quân đội vì quan điểm xã hội chủ nghĩa quốc gia của mình.

#### 1934: Nội chiến và ám sát
Mặc cho Đảo chính, SPÖ vẫn tiếp tục tìm kiếm một giải pháp hòa bình nhưng chế độ phát Xít Áo mới đã ra lệnh lục soát trụ sở của đảng vào ngày 12 tháng 2 năm 1934, kích động Nội chiến Áo làm đảng suy yếu và những người ủng hộ nó nhanh chóng bị đánh bại, đảng cũng như các tổ chức hỗ trợ khác nhau của nó bị cấm.
Vào ngày 1 tháng 5 năm 1934, nội các Dollfuss đã thông qua một hiến pháp mới xóa bỏ quyền tự do báo chí, thiết lập hệ thống một đảng và tạo ra độc quyền nhà nước hoàn toàn đối với quan hệ giữa người tuyển dụng và người lao động. Hệ thống này vẫn còn hiệu lực cho đến khi Áo trở thành một phần của Đệ tam Đế chế vào năm 1938. Chính phủ Mặt trận Ái quốc đã làm thất vọng tham vọng của những người ủng hộ Hitler ở Áo, những người mong muốn có ảnh hưởng chính trị và thống nhất với Đức nên đã dẫn đến vụ ám sát Dollfuss vào ngày 25 tháng 7 năm 1934.

### Kurt Schuschnigg (1934–1938)
Người kế nhiệm ông, Kurt Schuschnigg duy trì lệnh cấm các hoạt động ủng hộ Hitler ở Áo nhưng bị buộc phải từ chức vào ngày 11 tháng 3 năm 1938 sau yêu cầu của Adolf Hitler về việc chia sẻ quyền lực với các giới thân Đức. Sau khi Schuschnigg từ chức, quân Đức đã chiếm đóng Áo mà không gặp phải sự kháng cự nào.

## Anschluss và thống nhất với Đức (1938–1945)

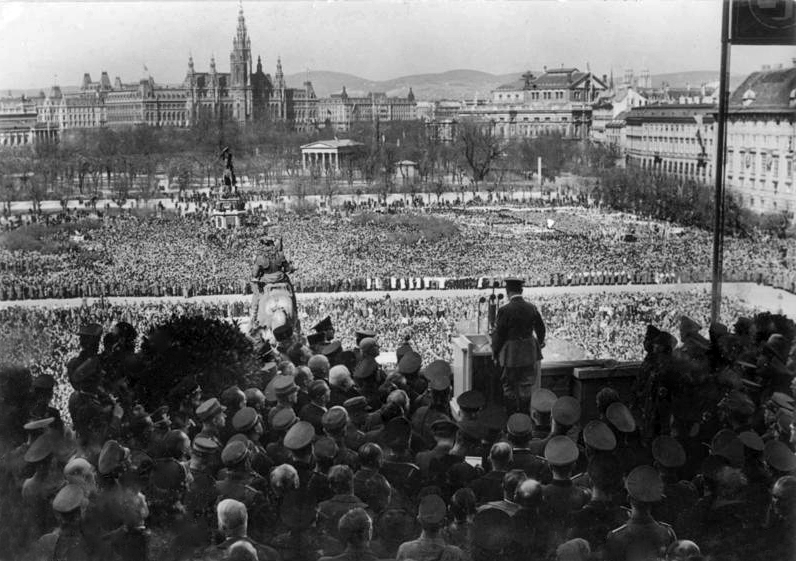
Bài diễn văn của Adolf Hitler vào ngày 15 tháng 3 năm 1938 ở Heldenplatz, Vienna

Mặc dù Hiệp ước Versailles và Hiệp ước St. Germain đã cấm việc thống nhất Áo với Đức, Hitler, vốn là người Áo lại nỗ lực thôn tính Áo vào cuối những năm 1930, chế độ độc tài Schuschnigg của Áo đã chống lại quyết liệt. Khi xung đột leo thang vào đầu năm 1938, Thủ tướng Schuschnigg đã công bố một cuộc điều trần về vấn đề này vào ngày 9 tháng 3, diễn ra vào ngày 13 tháng 3. Vào ngày 12 tháng 3, quân Đức tiến vào Áo gặp gỡ đám đông đang ăn mừng, bổ nhiệm bù nhìn của Đức Quốc xã là Arthur Seyss-Inquart làm Thủ tướng. Với sự quản lý của Đức Quốc xã, đất nước giờ đây đã được hợp nhất vào Đệ tam Đế chế và được đổi tên thành "Ostmark" cho đến năm 1942, khi nó được đổi tên lần nữa thành "Alpen-und Donau-Reichsgaue" (" Alpine và Danubian Gaue "). Một cuộc trưng cầu dân ý gian lận vào ngày 10 tháng 4 được sử dụng để chứng minh sự tán thành việc sáp nhập với đa số 99,73% ủng hộ sáp nhập.
Kết quả là, Áo không còn tồn tại như một quốc gia độc lập. Sự sáp nhập này được thực thi bằng cuộc xâm lược quân sự nhưng phần lớn dân số Áo ủng hộ chế độ Đức Quốc xã và nhiều người Áo đã tham gia vào các tội ác của nó. Người Do Thái, Cộng sản, Xã hội chủ nghĩa và các chính trị gia thù địch đã bị đưa đến các trại tập trung, bị sát hại hoặc bị bắt đi đày.
Ngay trước khi chiến tranh kết thúc, vào ngày 28 tháng 3 năm 1945, quân đội Mỹ đã đặt chân lên đất Áo và Hồng quân Liên Xô đã vượt qua biên giới phía đông hai ngày sau đó và chiếm Vienna vào ngày 13 tháng 4. Các lực lượng của Mỹ và Anh đã chiếm đóng các khu vực phía tây và phía nam, ngăn chặn lực lượng Liên Xô hoàn toàn áp đảo và kiểm soát đất nước.

## Nền Cộng hòa thứ hai (từ năm 1945)

### Đồng minh chiếm đóng Áo

Vùng chiếm đóng ở Áo

Theo kế hoạch của Winston Churchill, một nhà nước Nam Đức sẽ được thành lập bao gồm Áo và Bayern.
Tuy nhiên, vào tháng 4 năm 1945, Karl Renner, một chính khách lớn tuổi người Áo đã tuyên bố Áo tách khỏi các vùng đất nói tiếng Đức khác và thành lập một chính phủ bao gồm những người theo chủ nghĩa xã hội, bảo thủ và cộng sản. Một số lượng đáng kể trong số này trở về sau khi bị đày ải hoặc bị Đức Quốc xã giam giữ, do đó không đóng vai trò gì trong chính phủ Đức Quốc xã. Điều này đã góp phần khiến Đồng minh coi Áo như một quốc gia được giải phóng hơn là bị đánh bại, và chính phủ đã được Đồng minh công nhận vào cuối năm đó. Đất nước bị Đồng minh chiếm đóng từ ngày 9 tháng 5 năm 1945 và thuộc Ủy ban Đồng minh ở Áo được thành lập theo thỏa thuận vào ngày 4 tháng 7 năm 1945, nó được chia thành các Khu vực do Mỹ, Anh, Pháp và Liên Xô chiếm đóng, với Vienna cũng được chia tương tự thành bốn khu vực với Trung tâm là một Khu Quốc tế.
Mặc dù đang bị chiếm đóng, chính phủ Áo này chính thức được phép tiến hành quan hệ đối ngoại với sự chấp thuận của Bốn cường quốc chiếm đóng theo thỏa thuận ngày 28 tháng 6 năm 1946. Là một phần của xu hướng này, Áo là một trong những thành viên sáng lập của Ủy ban Danube, được thành lập vào ngày 18 tháng 8 năm 1948. Áo sẽ được hưởng lợi từ Kế hoạch Marshall nhưng kinh tế phục hồi chậm.
Không giống như nền Cộng hòa thứ nhất, vốn có đặc điểm là đôi khi có xung đột bạo lực giữa các nhóm chính trị khác nhau, nền Cộng hòa thứ hai đã trở thành một nền dân chủ ổn định. Hai đảng lãnh đạo lớn nhất, Đảng Nhân dân Áo (ÖVP) và Đảng Dân chủ Xã hội (SPÖ), vẫn ở trong một liên minh do ÖVP lãnh đạo cho đến năm 1966. Đảng Cộng sản Áo (KPÖ) hầu như không có bất kỳ sự ủng hộ nào trong cử tri Áo, vẫn ở trong liên minh cho đến năm 1950 và trong quốc hội cho đến cuộc bầu cử năm 1959. Đối với phần lớn Cộng hòa thứ hai, đảng đối lập duy nhất là Đảng Tự do của Áo (FPÖ), bao gồm các trào lưu chính trị Chủ nghĩa dân tộc Đức và tự do. Nó được thành lập vào năm 1955 với tư cách là một tổ chức kế thừa Liên đoàn những người độc lập (VdU) tồn tại trong thời gian ngắn.
Hoa Kỳ đã đối phó với nạn đói trong giai đoạn 1945–46 bằng nguồn cung cấp thực phẩm khẩn cấp do Quân đội Hoa Kỳ, Cơ quan Cứu trợ và Phục hồi của Liên hợp quốc (UNRRA) và bởi Tổ chức tư nhân Hợp tác chuyển tiền Mỹ sang châu Âu (CARE). Bắt đầu từ năm 1947, nó tài trợ cho thâm hụt thương mại của Áo. Viện trợ theo kế hoạch Marshall quy mô lớn bắt đầu vào năm 1948 và hoạt động với sự hợp tác chặt chẽ của chính phủ Áo. Tuy nhiên, căng thẳng nảy sinh khi Áo - nước chưa gia nhập NATO - không đủ điều kiện để Mỹ chuyển hướng tái vũ trang trong chi tiêu quân sự. Mỹ cũng đã thành công trong việc giúp nền văn hóa đại chúng Áo áp dụng các mô hình của Mỹ. Ví dụ, trong lĩnh vực báo chí, nó đã cử hàng trăm chuyên gia (và kiểm soát giấy in báo), đóng cửa các tờ báo cũ của đảng, giới thiệu các dịch vụ quảng cáo và truyền thông, và đào tạo các phóng viên và biên tập viên, cũng như công nhân sản xuất. Nó đã thành lập  Wiener Kurier , đã trở nên phổ biến, cũng như nhiều tạp chí như  Tin tức Y tế từ Hoa Kỳ , thông báo cho các bác sĩ về các phương pháp điều trị và thuốc mới. Người Mỹ cũng tân trang triệt để các đài phát thanh, một phần với mục tiêu chống lại các đài do Liên Xô kiểm soát. Ở quy mô lớn hơn, hệ thống giáo dục đã được hiện đại hóa và dân chủ hóa bởi các chuyên gia Mỹ.

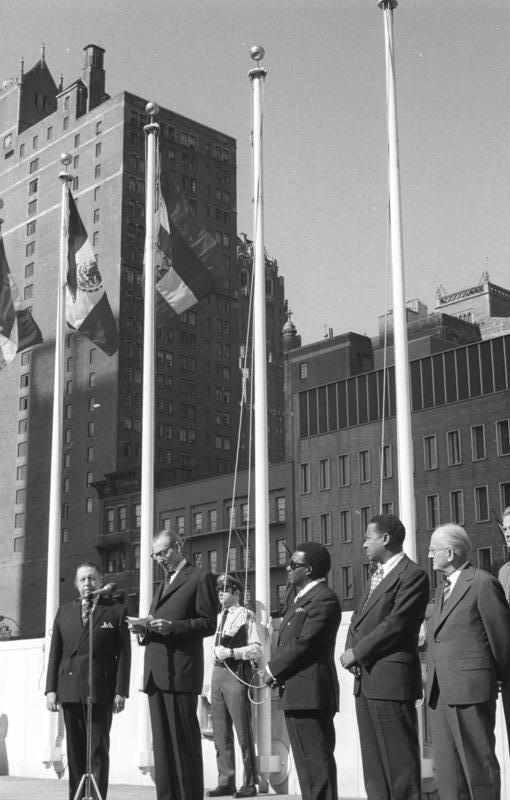
Kurt Waldheim, Tổng thư ký Liên hợp quốc. Ông trở thành tổng thống của Áo (1986–92).

### Độc lập và phát triển chính trị trong thời Đệ nhị Cộng hòa
Hai đảng lớn hướng tới việc chấm dứt sự chiếm đóng của đồng minh và khôi phục một nước Áo hoàn toàn độc lập. Hiệp ước Nhà nước Áo được ký kết vào ngày 15 tháng 5 năm 1955. Sau khi chấm dứt sự chiếm đóng của đồng minh, Áo tuyên bố là một quốc gia trung lập và nền trung lập vĩnh viễn được đưa vào Hiến pháp vào ngày 26 tháng 10 năm 1955.
Hệ thống chính trị của nền Cộng hòa thứ hai được đặc trưng bởi hệ thống  Proporz , có nghĩa là các chức vụ có tầm quan trọng chính trị được chia đều giữa các thành viên của SPÖ và ÖVP. Các đại diện của nhóm lợi ích với tư cách thành viên bắt buộc (ví dụ công nhân, doanh nhân, nông dân, v.v.) đã trở nên quan trọng đáng kể và thường được tham vấn trong quá trình lập pháp, do đó hầu như không có luật nào được thông qua mà không phản ánh sự đồng thuận rộng rãi. Proporz và các hệ thống đồng thuận chủ yếu được tổ chức ngay cả trong những năm từ 1966 đến 1983, khi có các chính phủ không liên minh.
Liên minh ÖVP-SPÖ kết thúc trong 1966 với việc ÖVP giành được đa số trong quốc hội. Tuy nhiên, nó đã thất bại trong 1970 khi lãnh đạo SPÖ Bruno Kreisky thành lập chính phủ thiểu số được FPÖ dung nạp. Trong cuộc bầu cử năm 1971, 1975 và 1979, ông đã giành được đa số tuyệt đối. Những năm 70 sau đó được coi là thời kỳ của những cải cách tự do trong chính sách xã hội. Ngày nay, các chính sách kinh tế của thời Kreisky thường bị chỉ trích khi bắt đầu tích tụ nợ quốc gia lớn và các ngành công nghiệp quốc hữu hóa không có lợi nhuận được trợ cấp mạnh mẽ.
Sau những tổn thất nghiêm trọng trong cuộc bầu cử năm 1983, SPÖ tham gia vào liên minh với FPÖ dưới sự lãnh đạo của Fred Sinowatz. Vào mùa xuân năm 1986, Kurt Waldheim được bầu làm tổng thống trong bối cảnh quốc gia và quốc tế phản đối đáng kể vì anh ta có thể dính líu đến Đức Quốc xã và tội ác chiến tranh trong Thế chiến thứ hai. Fred Sinowatz từ chức và Franz Vranitzky trở thành thủ tướng.
Vào tháng 9 năm 1986, trong một cuộc đối đầu giữa phe dân tộc Đức và phe tự do, Jörg Haider trở thành lãnh đạo của FPÖ. Thủ tướng Vranitzky đã hủy bỏ hiệp ước liên minh giữa FPÖ và SPÖ và sau cuộc bầu cử mới, đã liên minh với ÖVP, lúc đó do Alois Mock lãnh đạo. Chủ nghĩa dân túy và sự chỉ trích của Jörg Haider đối với hệ thống Proporz đã cho phép ông dần dần mở rộng sự ủng hộ của đảng mình trong các cuộc bầu cử, tăng từ 4% năm 1983 lên 27% trong 1999. Đảng Xanh đã tự thành lập quốc hội từ năm 1986 trở đi.

### Những năm gần đây

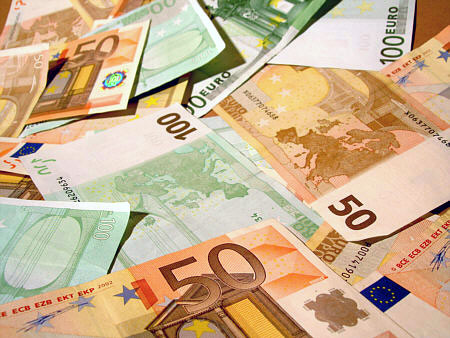
Thiết kế tiền giấy Euro của Robert Kalina (người Áo)

Gia nhập EU vào năm 1995 cùng lúc với Phần Lan và Thụy Điển

Liên minh SPÖ – ÖVP vẫn tồn tại cho đến năm 1999. Áo gia nhập Liên minh châu Âu vào năm 1995 (Video ký kết năm 1994) và Áo đang trên đường hướng tới việc gia nhập khu vực đồng Euro khi nó được thành lập vào năm 1999.
Năm 1993, Diễn đàn Tự do được thành lập bởi những người bất đồng chính kiến từ FPÖ. Nó có ghế trong quốc hội cho đến năm 1999. Viktor Klima kế nhiệm Vranitzky làm thủ tướng vào năm 1997.
Năm 1999, ÖVP tụt lại vị trí thứ ba sau FPÖ trong cuộc bầu cử. Mặc dù chủ tịch ÖVP và Phó thủ tướng Wolfgang Schüssel đã thông báo rằng đảng của ông sẽ phản đối trong trường hợp đó, ông đã tham gia liên minh với FPÖ — với tư cách là thủ tướng — trong đầu năm 2000 dưới sự phản đối kịch liệt của quốc gia và quốc tế. Jörg Haider đã từ chức chủ tịch FPÖ nhưng vẫn giữ chức vụ thống đốc của Kärnten và giữ ảnh hưởng đáng kể trong FPÖ.
Năm 2002, các tranh chấp trong FPÖ do thất bại trong các cuộc bầu cử tiểu bang đã khiến một số thành viên chính phủ FPÖ từ chức và chính phủ sụp đổ. ÖVP của Wolfgang Schüssel nổi lên với tư cách là người chiến thắng cuộc bầu cử tiếp theo, kết thúc ở vị trí đầu tiên lần đầu tiên kể từ năm 1966. FPÖ mất hơn một nửa số cử tri và đã gia nhập liên minh với ÖVP. Bất chấp liên minh mới, sự ủng hộ của cử tri đối với FPÖ tiếp tục giảm dần trong hầu hết các cuộc bầu cử địa phương và tiểu bang. Tranh chấp giữa các cánh "dân tộc chủ nghĩa" và "những người theo chủ nghĩa tự do" dẫn đến sự chia rẽ với việc thành lập một đảng tự do mới được gọi là Liên minh vì tương lai Áo (BZÖ) do Jörg Haider lãnh đạo. Vì tất cả các thành viên chính phủ FPÖ và hầu hết các thành viên FPÖ trong quốc hội quyết định gia nhập đảng mới nên liên minh Schüssel vẫn tại vị (hiện thuộc chòm sao ÖVP – BZÖ, với FPÖ còn lại là phe đối lập) cho đến các cuộc bầu cử tiếp theo. Vào ngày 1 tháng 10 năm 2006, SPÖ đã thắng trong cuộc bầu cử đầu tiên và thương lượng một liên minh lớn với ÖVP. Liên minh này bắt đầu nhiệm kỳ vào ngày 11 tháng 1 năm 2007 với Alfred Gusenbauer là Thủ tướng Áo. Lần đầu tiên, Đảng Xanh Áo trở thành đảng lớn thứ ba trong một cuộc bầu cử toàn quốc, vượt qua FPÖ với sít sao chỉ vài trăm phiếu.
Liên minh lớn do Alfred Gusenbauer đứng đầu đã sụp đổ vào đầu mùa hè năm 2008 vì những bất đồng về chính sách về EU. Bầu cử sớm được tổ chức vào ngày 28 tháng 9 đã dẫn đến thiệt hại lớn cho hai đảng cầm quyền và lợi ích của đảng FPÖ của Heinz-Christian Strache và BZÖ của Jörg Haider (Đảng Xanh bị rớt hạng xuống vị trí thứ 5). Tuy nhiên, SPÖ và ÖVP đã gia hạn liên minh của họ dưới sự lãnh đạo của chủ tịch đảng SPÖ mới Werner Faymann. Năm 2008 Jörg Haider chết trong một vụ tai nạn xe hơi gây tranh cãi và được Herbert Scheibner kế nhiệm làm chủ tịch đảng BZÖ và chức thống đốc của Kärnten được thay thế bởi Gerhard Dörfler.

### Các bài báo

#### Áo
- Đại Công quốc Áo
- Áo-Hung
- Áo thời Quốc Xã
- Đế quốc Áo
- Công quốc Áo
- Bầu cử ở Áo
- Chế độ quân chủ Habsburg
- Lịch sử Vienna
- Tên của Áo
- Chính trị Áo
- Biên niên sử Áo

#### Khác
- Lịch sử Bayern
- Lịch sử Croatia
- Lịch sử Cộng hòa Séc
- Lịch sử Châu Âu
- Lịch sử Đức
- Lịch sử Hungary
- Lịch sử Ý
- Lịch sử Serbia
- Lịch sử Slovenia
- Lịch sử Slovakia
- Lịch sử Thụy Sĩ
- Đế chế La Mã Thần thánh
- Các Hoàng đế La Mã Thần thánh
- Vương quốc Đức
- Vua của người La Mã

### Danh sách
- Danh sách người Áo nổi tiếng
- Danh sách các quốc vương Đức
- Danh sách các nhà cai trị ở Áo
- Danh sách những người phối ngẫu với các nhà cai trị Áo
- Danh sách các Hoàng đế La Mã Thần thánh
- Danh sách các Nữ hoàng La Mã Thần thánh
- Danh sách Thủ tướng Áo
- Danh sách các Tổng thống Liên bang của Áo
- Danh sách các Đại thần Chủ tịch của Áo
- Danh sách các bộ trưởng ngoại giao của Áo-Hung
- Danh sách các đảng phái chính trị ở Áo